# Seznam vojaških vsebin
Seznam vojaških vsebin podaja članke, ki se v Wikipediji nanašajo na vojsko, oborožene sile, zaščito in obrambo,... in nam prvenstveno služi za nadzorovanje sprememb.

## 0-9
1. armada (ZDA) - 
1. armadna skupina (ZDA) - 
1. bataljon 42. brigade Slovenske vojske - 
1. bataljon zračne obrambe Slovenske vojske - 
1. brigada 1. divizije KNOJ - 
1. brigada SV - 1. divizija - 
1. konjeniška divizija (ZDA) - 
1. marinska divizija (ZDA) - 
1. oklepna divizija (ZDA) - 
1. operativno poveljstvo vojnega letalstva in zračne obrambe Slovenske vojske - 
1. padalski bataljon (Kanadska kopenska vojska) - 
1. pehotna brigada (ZDA) - 
1. pehotna divizija (mehanizirana) - 
1. poljska armada (ZSSR) - 
1. specialna brigada MORiS - 
1. (poljska) oklepna divizija - 
1. (poljska) samostojna padalska brigada - 
1. slovenska artilerijska brigada - 
1. slovenska narodnoosvobodilna udarna brigada »Tone Tomšič« - 
1. štajerska partizanska brigada - 
1. zavezniška zračnoprevozna armada - 
2. armada (ZDA) - 
2. brigada 1. divizije KNOJ - 
2. divizija - 
2. konjeniška divizija (ZDA) - 
2. marinska divizija (ZDA) - 
2. oklepna divizija (ZDA) - 
2. operativno poveljstvo SV - 
2. pehotna brigada (zračnoprevozna) - 
2. pehotna divizija (ZDA) - 
2. pokrajinsko poveljstvo Slovenske vojske Novo mesto - 
2. slovenska artilerijska brigada - 
2. slovenska narodnoosvobodilna udarna brigada »Ljubo Šercer« - 
3. armada (ZDA) - 
3. brigada 1. divizije KNOJ - 
3. divizija - 
3. konjeniška divizija (ZDA) - 
3. marinska divizija (ZDA) - 
3. oklepna divizija (ZDA) - 
3. operativno poveljstvo SV - 
3. pehotna divizija (ZDA) - 
3. pokrajinsko poveljstvo Slovenske vojske Kranj - 
3. slovenska narodnoosvobodilna udarna brigada »Ivan Gradnik« - 
4. armada (ZDA) - 
4. brigada 1. divizije KNOJ - 
4. divizija - 
4. marinska divizija (ZDA) - 
4. oklepna divizija (ZDA) - 
4. pehotna divizija (ZDA) - 
4. pokrajinsko poveljstvo Slovenske vojske Postojna - 
4. slovenska narodnoosvobodilna udarna brigada »Matija Gubec« - 
5. armada (ZDA) - 
5. divizija - 
5. marinska divizija (ZDA) - 
5. oklepna divizija (ZDA) - 
5. pehotna divizija (ZDA) - 
5. pokrajinsko poveljstvo Slovenske vojske Ljubljana - 
5. slovenska narodnoosvobodilna udarna brigada »Ivan Cankar« - 
6. armada (ZDA) - 
6. armadna skupina (ZDA) - 
6. divizija - 
6. konjeniška brigada (zračna konjenica) - 
6. lahki raketni topniški bataljon zračne obrambe SV - 
6. marinska divizija (ZDA) - 
6. oklepna divizija (ZDA) - 
6. pehotna divizija (ZDA) - 
6. pokrajinsko poveljstvo Slovenske vojske Nova Gorica - 
6. pomorjanska zračnodesantna divizija (PLA) - 
6. slovenska narodnoosvobodilna udarna brigada »Slavko Šlander« - 
7. armada (ZDA) - 
7. divizija - 
7. konjeniški polk (ZDA) - 
7. oklepna divizija (ZDA) - 
7. oklepna divizija (Združeno kraljestvo) - 
7. pehotna divizija (ZDA) - 
7. pokrajinsko poveljstvo Slovenske vojske Maribor - 
7. slovenska narodnoosvobodilna udarna brigada »France Prešern« - 
8. armada (ZDA) - 
8. divizija - 
8. oklepna divizija (ZDA) - 
8. pehotna divizija (ZDA) - 
8. pokrajinsko poveljstvo Celje - 
8. slovenska narodnoosvobodilna brigada »Fran Levstik« - 
9. armada (ZDA) - 
9. brigada zračne obrambe Slovenske vojske - 
9. divizija - 
9mm F1 - 
9. oklepna divizija (ZDA) - 
9. slovenska narodnoosvobodilna brigada - 
9. zračnoprevozna divizija (ZDA) - 
10. armada (ZDA) - 
10. bataljon za mednarodno sodelovanje Slovenske vojske - 
10. divizija - 
10. gorska divizija (lahka pehota) - 
10. motorizirani bataljon Slovenske vojske - 
10. oklepna divizija (ZDA) - 
10. slovenska narodnoosvobodilna udarna brigada »Ljubljanska« - 
11. bataljon za zveze Slovenske vojske - 
11. divizija - 
11. oklepna divizija (ZDA) - 
11. pehotna brigada (ZDA) - 
11. slovenska narodnoosvobodilna brigada »Miloš Zidanšek« - 
11. zračnodesantna divizija (testna) - 
12. armadna skupina (ZDA) - 
12. divizija - 
12. divizija (ZDA) - 
12. gardni bataljon Slovenske vojske - 
12. oklepna divizija (ZDA) - 
12. slovenska narodnoosvobodilna brigada - 
13. divizija - 
13. oklepna brigada (samostojna) - 
13. oklepna divizija (ZDA) - 
13. slovenska narodnoosvobodilna brigada »Mirko Bračič« - 
13. zračnoprevozna divizija (ZDA) - 
14. armada (ZDA) - 
14. divizija - 
14. inženirski bataljon Slovenske vojske - 
14. oklepna brigada (ZDA) - 
14. oklepna divizija (ZDA) - 
14. pehotna divizija (ZDA) - 
14. slovenska narodnoosvobodilna brigada »Železničarska« - 
15. armada (ZDA) - 
15. armadna skupina (ZDA/Združeno kraljestvo) - 
15. brigada vojnega letalstva Slovenske vojske - 
15. divizija - 15. oklepna divizija (ZDA) - 
15. slovenska narodnoosvobodilna brigada »Belokranjska« - 
16. bataljon za nadzor zračnega prostora Slovenske vojske - 
16. divizija - 16. oklepna divizija (ZDA) - 
16. zračnodesantna brigada (Združeno kraljestvo) - 
16. slovenska narodnoosvobodilna brigada »Janko Premrl-Vojko« - 
17. bataljon vojaške policije Slovenske vojske - 
17. divizija - 
17. oklepna divizija (ZDA) - 
17. slovenska narodnoosvobodilna brigada »Simon Gregorčič« - 
17. zračnoprevozna divizija (ZDA) - 
18. bataljon za radiološko, kemično in biološko obrambo Slovenske vojske - 
18. divizija - 
18. oklepna divizija (ZDA) - 
18. slovenska narodnoosvobodilna udarna brigada »Bazoviška« - 
18. zračnoprevozna divizija (ZDA) - 
19. divizija - 
19. oklepna divizija (ZDA) - 
19. slovenska narodnoosvobodilna udarna brigada »Srečko Kosovel« - 
20. bataljon za mednarodno sodelovanje Slovenske vojske - 
20. divizija - 
20. mehanizirani bataljon SV - 
20. oklepna divizija (ZDA) - 
21. divizija - 
21. konjeniška divizija (ZDA) - 
21. oklepna divizija (ZDA) - 
21. zračnoprevozna divizija (ZDA) - 
22. brigada SV - 
22. divizija - 
22. oklepna divizija (ZDA) - 
22. pehotna divizija (ZDA) - 
23. divizija - 
23. pehotna divizija (ZDA) - 
24. divizija - 
24. konjeniška divizija (ZDA) - 
24. oklepnomehanizirani bataljon Slovenske vojske - 
24. pehotna divizija (ZDA) - 
25. divizija - 
25. pehotna divizija (ZDA) - 
26. divizija - 
26. pehotna divizija (ZDA) - 
27. divizija - 
27. oklepna divizija (ZDA) - 
27. pehotna divizija (ZDA) - 
28. divizija - 
28. pehotna divizija (ZDA) - 29. divizija - 29. pehotna brigada (ZDA) - 29. pehotna divizija (ZDA) - 30. divizija - 30. oklepna divizija (ZDA) - 30. pehotna divizija (ZDA) - 31. divizija - 31. pehotna divizija (ZDA) - 32. brigada SV - 32. divizija - 32. pehotna brigada (ZDA) - 32. pehotna divizija (ZDA) - 33. divizija - 33. pehotna divizija (ZDA) - 34. divizija - 34. pehotna divizija (ZDA) - 35. divizija - 35. pehotna divizija (ZDA) - 36. divizija - 36. pehotna brigada (ZDA) - 36. pehotna divizija (ZDA) - 37. divizija - 37. pehotna divizija (ZDA) - 37. vojaško teritorialno poveljstvo Slovenske vojske - 38. divizija - 38. pehotna divizija (ZDA) - 38. vojaško teritorialno poveljstvo Slovenske vojske - 39. divizija - 39. pehotna brigada (ZDA) - 39. pehotna divizija (ZDA) - 40. divizija - 40. oklepna divizija (ZDA) - 40. pehotna divizija (ZDA) - 41. divizija - 41. območno poveljstvo Slovenske vojske Cerknica - 41. pehotna brigada (ZDA) - 41. pehotna divizija (ZDA) - 42. brigada Slovenske vojske - 42. divizija - 42. pehotna divizija (ZDA) - 43. divizija - 43. območno poveljstvo Slovenske vojske Koper - 43. pehotna divizija (ZDA) - 44. divizija - 44. oklepnomehanizirani bataljon Slovenske vojske - 44. pehotna divizija (ZDA) - 45. divizija - 45. oklepni bataljon Slovenske vojske - 45. območno poveljstvo Slovenske vojske Sežana - 45. pehotna divizija (ZDA) - 46. artilerijski divizion Slovenske vojske - 46. divizija - 46. pehotna divizija (ZDA) - 47. divizija - 47. območno poveljstvo Slovenske vojske Ilirska Bistrica - 47. pehotna divizija (ZDA) - 48. divizija - 48. oklepna divizija (ZDA) - 48. pehotna brigada (ZDA) - 48. pehotna divizija (ZDA) - 49. divizija - 49. oklepna brigada (ZDA) - 49. oklepna divizija (ZDA) - 49. pehotna brigada (ZDA) - 49. pehotna divizija (ZDA) - 50. divizija - 50. oklepna divizija (ZDA) - 50. pehotna divizija (ZDA) - 51. divizija - 51. pehotna divizija (ZDA) - 52. brigada Slovenske vojske - 52. divizija - 53. divizija - 53. oklepna brigada (ZDA) - 54. divizija - 54. oklepnomehanizirani bataljon Slovenske vojske - 55. divizija - 55. pehotna divizija (ZDA) - 56. divizija - 56. konjeniška brigada (ZDA) - 57. divizija - 58. divizija - 58. pehotna brigada (ZDA) - 59. divizija - 59. pehotna divizija (ZDA) - 60. divizija - 61. divizija - 61. konjeniška divizija (ZDA) - 62. brigada Slovenske vojske - 62. divizija - 62. konjeniška divizija (ZDA) - 63. divizija - 63. konjeniška divizija (ZDA) - 63. pehotna divizija (ZDA) - 64. divizija - 64. konjeniška divizija (ZDA) - 65. divizija - 65. konjeniška divizija (ZDA) - 65. pehotna divizija (ZDA) - 66. divizija - 66. konjeniška divizija (ZDA) - 66. pehotna divizija (ZDA) - 67. divizija - 67. pehotna brigada (ZDA) - 68. divizija - 69. divizija - 69. pehotna brigada (ZDA) - 69. pehotna divizija (ZDA) - 70. divizija - 70. pehotna divizija (ZDA) - 71. divizija - 71. pehotna divizija (ZDA) - 72. brigada Slovenske vojske - 72. divizija - 72. pehotna brigada (ZDA) - 73. divizija - 73. pehotna brigada (ZDA) - 74. divizija - 74. oklepnomehanizirani bataljon Slovenske vojske - 75. divizija - 75. pehotna brigada (ZDA) - 75. pehotna divizija (ZDA) - 75. rangerski polk - 76. divizija - 76. pehotna brigada (ZDA) - 76. pehotna divizija (ZDA) - 76. protioklepni bataljon Slovenske vojske - 77. divizija - 77. pehotna divizija (ZDA) - 78. divizija - 78. pehotna divizija (ZDA) - 79. divizija - 79. pehotna divizija (ZDA) - 80. divizija - 80. zračnoprevozna divizija (ZDA) - 81. divizija - 81. pehotna brigada (ZDA) - 81. pehotna divizija (ZDA) - 82. brigada Slovenske vojske - 82. divizija - 82. zračnoprevozna divizija - 83. divizija - 83. pehotna divizija (ZDA) - 84. divizija - 84. zračnoprevozna divizija (ZDA) - 85. divizija - 85. pehotna divizija (trenažna) - 86. divizija - 86. oklepna brigada (ZDA) - 86. pehotna divizija (ZDA) - 87. divizija - 87. pehotna divizija (ZDA) - 88. divizija - 88. pehotna divizija (ZDA) - 89. divizija - 89. pehotna divizija (ZDA) - 90. divizija - 90. pehotna divizija (ZDA) - 91. divizija - 91. pehotna divizija (trenažna) - 92. divizija - 92. pehotna brigada (ZDA) - 92. pehotna divizija (ZDA) - 93. divizija - 93. pehotna divizija (ZDA) - 94. divizija - 94. pehotna divizija (ZDA) - 95. divizija - 95. pehotna divizija (ZDA) - 96. divizija - 96. pehotna divizija (ZDA) - 97. divizija - 97. pehotna divizija (ZDA) - 98. divizija - 98. pehotna divizija (ZDA) - 99. divizija - 99. pehotna divizija (ZDA) - 100. divizija - 100. zračnoprevozna divizija (ZDA) - 101. divizija - 101. zračnoprevozna divizija (zračnodesantna) - 102. divizija - 102. pehotna divizija (ZDA) - 103. divizija - 103. pehotna divizija (ZDA) - 104. četa za telekomunikacije Slovenske vojske - 104. divizija - 104. pehotna divizija (ZDA) - 105. inženirska četa Slovenske vojske - 105. divizija - 106. častna četa Slovenske vojske - 106. divizija - 106. pehotna divizija (ZDA) - 107. četa vojaške policije Slovenske vojske - 107. divizija - 107. logistična baza Slovenske vojske - 108. divizija - 108. zračnoprevozna divizija (ZDA) - 109. divizija - 110. divizija - 111. divizija - 112. divizija - 113. divizija - 114. divizija - 115. divizija - 116. divizija - 116. pehotna brigada (ZDA) - 117. divizija - 118. divizija - 119. divizija - 119. pehotna divizija (ZDA) - 120. divizija - 121. divizija - 122. divizija - 122. učni bataljon pehote Slovenske vojske - 123. divizija - 124. divizija - 124. jurišni odred (TO RS) - 125. divizija - 126. divizija - 127. divizija - 128. divizija - 129. divizija - 130. divizija - 130. pehotna divizija (ZDA) - 131. divizija - 132. divizija - 132. gorski bataljon Slovenske vojske - 133. divizija - 134. divizija - 135. divizija - 135. zračnoprevozna divizija (ZDA) - 136. divizija - 137. divizija - 138. divizija - 139. divizija - 140. divizija - 141. divizija - 141. pehotna divizija (ZDA) - 142. divizija - 142. učni bataljon pehote SV - 143. divizija - 144. divizija - 145. divizija - 146. divizija - 147. divizija - 148. divizija - 149. divizija - 149. oklepna brigada (ZDA) - 150. divizija - 151. divizija - 152. divizija - 153. divizija - 154. divizija - 155. divizija - 155. oklepna brigada (ZDA) - 156. divizija - 156. brigada »Bruno Buozzi« - 157. brigada »Guido Picelli« - 157. divizija - 157. logistična baza SV - 157. logistični bataljon SV - 157. pehotna brigada (ZDA) - 157. pehotna divizija (ZDA) - 158. brigada »Antonio Gramsci« - 158. divizija - 159. divizija - 160. divizija - 160. specialnooperacijski aviacijski polk (zračnoprevozni) - 161. divizija - 162. divizija - 163. divizija - 164. divizija - 165. divizija - 166. divizija - 167. divizija - 168. divizija - 169. divizija - 170. divizija - 171. divizija - 171. pehotna brigada (ZDA) - 172. divizija - 172. pehotna brigada (samostojna) - 172. učni bataljon pehote SV - 173. divizija - 173. zračnoprevozna brigada (ZDA) - 174. divizija - 175. divizija - 176. divizija - 177. divizija - 177. oklepna brigada (ZDA) - 178. divizija - 179. divizija - 180. divizija - 181. divizija - 182. divizija - 183. divizija - 184. divizija - 185. divizija - 186. divizija - 187. divizija - 187. pehotna brigada (ZDA) - 188. divizija - 189. divizija - 190. divizija - 191. divizija - 191. pehotna brigada (ZDA) - 192. divizija - 193. divizija - 193. pehotna brigada (ZDA) - 194. divizija - 194. oklepna brigada (ZDA) - 195. divizija - 196. divizija - 196. pehotna brigada (ZDA) - 197. divizija - 197. pehotna brigada (ZDA) - 198. divizija - 198. pehotna brigada (ZDA) - 199. divizija - 199. pehotna brigada (ZDA) - 200. divizija - 201. divizija - 202. divizija - 203. divizija - 204. divizija - 205. divizija - 205. pehotna brigada (ZDA) - 206. divizija - 207. divizija - 208. divizija - 209. divizija - 210. divizija - 210. UC Cerklje ob Krki - 211. divizija - 211. logistična baza Slovenske vojske - 212. divizija - 213. divizija - 214. divizija - 215. divizija - 216. divizija - 217. divizija - 218. divizija - 218. pehotna brigada (ZDA) - 219. divizija - 220. divizija - 221. divizija - 222. divizija - 223. divizija - 224. divizija - 225. divizija - 226. divizija - 227. divizija - 228. divizija - 229. divizija - 230. divizija - 231. divizija - 232. divizija - 233. divizija - 234. divizija - 235. divizija - 236. divizija - 237. divizija - 238. divizija - 239. divizija - 240. divizija - 241. divizija - 242. divizija - 243. divizija - 244. divizija - 245. divizija - 246. divizija - 247. divizija - 248. divizija - 249. divizija - 250. divizija - 256. pehotna brigada (ZDA) - 258. pehotna brigada (ZDA) - 278. pehotna brigada (ZDA) - 
346. četa vojaške policije Slovenske vojske - 
352. učni bataljon pehote Slovenske vojske - 
381. polkovno poveljstvo Slovenske vojske - 
410. UC Postojna - 
430. mornariški divizion Slovenske vojske - 
460. artilerijski bataljon Slovenske vojske - 
460. artilerijski divizion Slovenske vojske - 
510. učni center TO - 
530. UC Vrhnika - 
574. jurišni odred Slovenske vojske - 
670. poveljniško-logistični bataljon Slovenske vojske - 
710. UC Slovenska Bistrica - 
730. UC Ptuj - 
760. artilerijski bataljon Slovenske vojske - 
827. četa vojaške policije Slovenske vojske -

## A
Sani Abacha - abecedni seznam bitk - Jean Abrial - ABDA - Ibrahim Abud - Abwehr - Mirče Acev - Vera Aceva-Dosta - ACOG - Vojko Adamič - John Adams - Robert Adams - adjutant - admiral - admiral ladjevja Sovjetske zveze - Aerotek/Mkontho Arms NTW-14,5 - Aerotek/Mkontho Arms NTW-20 - AFSPACECOM - AGS-17 - Walden Ainsworth - Mohamed Ajub Kan - AK-47 - AK-74 - AKSU - Aleksander Vasiljevič Aleksandrov - Harold Alexander - Ethan Allen - Juan Alvarez - Amakuri - Amatol - Vittorio Ambrosio - Lado Ambrožič-Novljan - ameriški letalski asi druge svetovne vojne - ameriški letalski asi korejske vojne - ameriški letalski asi prve svetovne vojne - ameriški letalski asi vietnamske vojne - amfibijskodesantna ladja - amfibijskoizkrcevalni dok - Ladislav Anders - angleško-zanzibarska vojna - Sergej Nikolajevič Anohin - antična orožja - Aleksej Inokentijevič Antonov - Ernest Anželj - Amadeo di Savoia, duca Aosta - Aleksej Andrejevič Arakčejev - Abdul El Salem Mohamed Aref - Naviako Arisaka - Thierry d'Argenlieu - arkebuza - armada - armada Češke republike - armadna oblast - armada Republike Makedonije - armadna skupina - Armalite AR-10 - Armalite AR-15 - Armalite AR-18 - Armenska tajna armada za osvoboditev Armenije - William George Armstrong - Hans-Jürgen von Arnim - Henry H. Arnold - artilerija - arzenal - Nikolaj Nikolajevič Aržanov - ASIS - atomska bomba - Claude Auchinleck - Sen Aung - Alexandru Averescu - aviacija - avstrijske oborožene sile - avstro-ogrski letalski asi prve svetovne vojne - avtomatska pištola - Abdalah Jusuf Azam -

## B
Robert Baden-Powell - Douglas Bader - Pietro Badoglio - Ivan Kristoforovič Bagramjan - Peter Ivanovič Bagration - Bajan - bajonet - Ezekiel Baker - George Baker - Italo Balbo - balista - balistika - balkanski vojni - Mihail Bogdanovič Barclay de Tolly - George Barnett - Barrett M82A1 - Barrett M82A2 - Barrett M95 - Richard Hugh Barry - Robert Hilliard Barrow - Nikolaj Barzarin - Šamil Basajev - Ettore Bastico - Jules Bastin - bastion - bataljon - Bataanski pohod smrti - baterija - Achille Bazaine - bazuka - Francis Beaufort - Aleš Bebler - Józef Beck - Ludwig Beck - Walter Bedell Smith - belgijske oborožene sile - belgijski letalski asi druge svetovne vojne - belgijski letalski asi prve svetovne vojne - Pavel Ivanovič Beljajev - Fabian Gottlieb von Bellingshausen - Bogdan Beltram - Hiram Berdan - Beretta - Beretta BM59 - Beretta 82 - Beretta AR70 - Beretta AR70/90 - Beretta BM 59 - Beretta model 12 - Vito Berginc - Annibale Bergonzoli - Charles-Jean Baptiste Bernadotte - Bernhard, princ Nizozemski - BFD - BGM-71 TOW - William Philips Biddle - Gaston Herve Gustav Billotte - bimbaša - biološka vojna - bitka - bitka pri Abukiru - bitka pri Addi - bitka pri Adovi - bitka pri Adrianoplu - bitka pri Adui - bitka pri Aisne - tretja bitka za Aisne - bitka pri Ajgospotamih - bitka pri Akalciku - bitka pri Akciju - bitka pri Akonu - bitka pri Alarcosi - bitka za Alesio - bitka pri Almi - bitka za Amba Aradam - bitka pri Angari - bitka za Anglijo - bitka za Antiohijo - bitka ob reki Aras - bitka pri Arginuških otokih - bitka pri Arnhemu - bitka pri Arrogie - bitka pri Arsufu - bitka pri Askalonu - bitka pri Atbari - bitka pri Augsburgu - bitka pri Augsburgu (910) - bitka pri Augsburgu (955) - bitka pri Ausculumu - bitka pri Austerlitzu - bitka za Avarikum - bitka pri Azincourtu - bitka ob Bzuri (pri Kutnu) - bitka pri Bannockburnu - bitka pri Barnetu - bitka pri Bazardžiku - bitka pri Belfortu - bitka na Beli Gori - bitka za Belleau Wood - bitka pri Beogradu - bitka za Beograd - bitka pri Beresteczku - bitka za Berlin - bitka pri Bilbau - bitka pri Bilgarofignonu - bitka pri Bitoli - bitka pri Blindheimu - bitka pri Borodinu - bitka pri Bosford Fieldu - bitka pri Boyacu - bitka pri Bratislavi - bitka pri Bratislavi (906) - bitka pri Bratislavi (1683) - bitka na Bregalnici - bitka pri Breitenfeldu (1631) - bitka pri Breitenfeldu (1642) - bitka za Budimpešto - bitka pri Buena Visti - bitka za Bukarešto - bitka pri Bull Runu -bitka za Buno - bitka pri Bunker Hillu - bitka pri Burkersdorfu - bitka pri Carabobu - bitka pri Caricinu - bitka pri Cassano D'Adda - bitka pri Castelfidardu - bitka pri Castillionu - bitka pri Celju - bitka pri Cerignoli - bitka pri Cerro Gordo - bitka na Ceru - bitka pri Cesmi (P) - bitka pri Chancellorsvillu - bitka pri Charasiju - bitka pri Chicamagui - bitka pri Chocimu (1621) - bitka pri Chocimu (1673) - bitka pri Cipru - bitka pri Clonfartu - bitka pri Cowpensu - bitka pri Crecyju - bitka pri Culloden Mooru - bitka pri Cumi - bitka pri Custozzi - bitka pri Cušimi - bitka pri Čenstohovi - bitka na Čudskem jezeru - bitka pri Damasku - bitka pri Damasku (1401) - bitka pri Damasku (1516) - bitka pri Darasu - bitka pri Detmoldu - bitka za Dien Bien Phu - bitka pri Dogbi - bitka pri Dornstadtlu - bitka pri Dragašiju - dražgoška bitka - bitka pri Dreuxu - bitka na Drini - bitka pri Draždanih - bitka pri Dubienki - bitka pri Dunaju - bitka pri Dürrensteinu - bitka na Ebru - bitka pri Edgemillu - bitka na jezeru Eire - bitka pri El Alameinu - bitka pri El Tebu - bitka pri Embabi -bitka pri Faenzi - bitka pri Falkirku - bitka pri Fallen Timbres - bitka pri Farzalu - bitka pri Filipinih - bitka pri Filipih - bitka v Flandriji - bitka pri Five Forks - bitka pri Fleursu - bitka pri Fort Necessityu - bitka pri Fredericksburgu - bitka pri Frigidu - bitka pri Fröschwillerju - bitka za Galicijo - bitka na Galipoliju - bitka pri Gavgamelah - bitka pri Gettysburgu - bitka pri Gisorsu - bitka za Golansko višavje - bitka pri Gorlicah - bitka pri Gori Svete Ane -bitka na Grahovcu - bitka pri Grandsonu - bitka ob reki Granik - bitka pri Gravelottu - bitka pri Green Springsu - bitka pri Grohovu - bitka pri Grunwaldu - bitka za Guadalcanal - bitka pri Guadajalari - bitka pri Hajroneji - bitka pri Hakodate - bitka za Halhingol - bitka za jezero Hasan - bitka pri Haseju - bitka pri Hastingsu - bitka pri Hebreisu - bitka pri Helgolandu - bitka pri Herakleji - bitka pri Hochkirschnu - bitka pri Hohenfriedbergu - bitka pri Hoturicah - bitka za hrib 488 - bitka pri Hydaspi - bitka pri Inkermanu - bitka pri Ipsu - bitka pri Isu - bitka pri Isliju - bitka pri Išasegu - bitka pri Jaffi - bitka pri Jalu - bitka pri Jeni - bitka pri Jeruzalemu - bitka pri Jutlandiji - bitka pri Kanah - bitka pri Kamjencu Podolskem - bitka pri Kendzierzynu - bitka pri Klušinu - bitka pri Kircholmu - bitka pri Kutnu (ob Bzuri) - bitka za Kwajalein - bitka v Lingajenskem zalivu - bitka za Lvov (1918) - bitka za Lvov (1920) - bitka za Lvov (1939) - bitka pri Lepantu (1499) - bitka pri Lepantu (1500) - bitka pri Lepantu (1571) - bitka pri Lysu - bitka pri Majčevu - bitka pri Malojaroslavcu - bitka za Malplaquet - bitka na Maratonskem polju - bitka pri Megidu - bitka za Metz - bitka pri Midwayu - bitka za Mogadiš - bitka za Monte Cassino - bitka narodov - bitka na Neretvi - bitka pri Nikopolju - bitka pri Novari (1513) - bitka pri Novari (1849) - bitka na Osankarici - bitka pri Ostrolenki - bitka pri Pelusiju - bitka za Picardy - bitka pri Pidni - bitka pri Plovcah - bitka pri Port Arturju - bitka za Saipan - bitka pri Salamini - bitka za San Gabriel - bitka pri Saratogi - bitka pri Sarikamišu - bitka pri Savu - bitka pri Sisku - bitka pri Slavkovu  - bitka na Sommi - bitka na Sutjeski - bitka za Šire - bitka za Tembien - bitka pri Trafalgarju - bitka na Turjaku - bitka pri Valmyu - bitka pri Varni - bitka pri Varšavi (1656) - bitka pri Varšavi (1794) - bitka pri Varšavi (1831) - bitka pri Varšavi (1920) - bitka pri Varšavi (1939) - Vstaja v varšavskem gettu (1943) - Varšavska vstaja (1944) - bitka pri Vercelah - bitka za Verdun - bitka pri Veroni - bitka pri Visu (1811) - bitka pri Visu (1866) - bitka pri Volturnu - bitka pri Vučjem dolu - bitka pri Wagramu - bitka pri Waterlooju - bitka pri reki Weser - bitka za Westerplatte - bitka pri Wieslochu - bitka pri otoku Wight - bitka pri Wimpfnu - bitka pri Yorktownu - bitka pri Zami - bitka za Zeeburgge - bitka pri Zembowicah - bitka pri Zorndorfu - Dejan Bizjak - Anatolij Arkadijevič Blagonravov - Thomas Blamey - Johannes von Blaskowitz - bliskovita vojna - Vasilij Konstantinovič Bljuher - Werner von Blomberg - Günther Blumentritt - BMEWS - Fedor von Bock - Alojz Bogataj - Janez Bohar - bojevanje - bojna križarka - bojna ladja - bojna puška - bojna sekira - bojna skupina - bojna sredstva - bojna šibrenica - bojni spominski znak Krakovski gozd - bojni strup - Jean-Bedel Bokassa - bombomet - Napoleon Bonaparte- bombardiranje Dresdna - Simon Bolivar - Napoleon Bonaparte - Valerio Borghese - Tadeusz Bor-Komorowski - Svetozar Borojević- Louis Botha - Marin les Bougeoys - Georges Boulanger - Nicolas-Noël Boutet - Jim Bowie - Edward Mounier Boxer - Drago Božac - Dobran Božič - Omar Nelson Bradley - Walther von Brauchitsch - Wernher von Braun - Miloš Bregar - Lewis Brereton - brigada - Brigada Golani - Brigade Abu Hafs al Masri - Brigade Islambuli - brigadir - brigadirji Slovenske vojske - brigadni general - Brizantni eksploziv - Robin Brook - Alan Francis Brooke - Frederick Browning - John Moses Browning - Josip Broz Tito - Simon B. Bruckner ml. - Guillaume Marie Anne Brune - brunetska operacija - Aleksej Aleksejevič Brusilov - brzostrelka - brzostrelke druge svetovne vojne - Simon Bolivar Buckner - Katarina Vasiljevna Budanova - Semjon Mihajlovič Budjoni - Nikolaj Aleksandrovič Bulganin - Karl von Bülow - bumerang - bunker - William Ward Burrows - Ernst Busch - Janez Butara - Henry C. Butcher - buzdovan -

## C
Luigi Cadorna - Raffaele Cadorna - Daniel Callaghan - Wilhelm Canaris - Charles Canham - M. Carcano - Giuseppe Castellano - Clifton Bledsoe Cates - Georges Catroux - John Alan Lyde Caunter - Ugo Cavallero - center vojaških šol Slovenske vojske - center za bojno usposabljanje poveljstev in enot Slovenske vojske - center za doktrino in razvoj Slovenske vojske - center za usposabljanje Slovenske vojske - center za vojaškozgodovinsko dejavnost Slovenske vojske - Centralna obveščevalna agencija - Centralno poveljništvo ZDA - cenzura - CETME - CETME model L - Leonard Fielding Chapman mlajši - Antoine Alphonse Chassepot - Alfred Chatfield - Claire Chennault - Geoffrey Leonard Cheshire - Dietrich von Choltitz - Victor Chrutchley - Winston Churchill - CIA - Rajko Cibic - ciklotrimetilen - Konstantin Edvardovič Ciolkovski - CIS 40GL - Joseph Clark - Mark Wayne Clark - Charles Claser - Karl Maria von Clausewitz - Pierre Clostermann - Ralph Alexander Cochrane - Elisha Haydon Collier - Joseph Lawton Collins - Samuel Colt - Colt M4 - Colt M16 - William Congreve - Arthur Coningham - CONUS - Alfred Duff Cooper - Willy Coppens - André Corap - John Grace - Henry Duncan Graham Crerar - Norman Richard Crockat - John Crocker - Crusader - Alan Gordon Cunningham - Andrew Browne Cunningham - Robert Everton Cushman mlajši - George Armstrong Custer -

## Č
Čang Kaj-Šek -
častnik -
seznam častnikov Slovenske vojske -
častni vojni znak -
Čečenske črne vdove -
Čečenski mučeniki -
čelada -
Ivan Černjakovski -
Drago Černuta -
češki letalski asi druge svetovne vojne -
četa -
četniki -
činditi -
čini NOV in POJ -
čini oboroženih sil -
čini oboroženih sil SFRJ -
čini oboroženih sil ZDA -
Čini oboroženih sil Združenega kraljestva -
čini Slovenske vojske -
črna vojska -
črnovojnik -
Vasilij Ivanovič Čujkov -

## D
D-Day - Daewoo K2 - Moše Dajan - Kurt Daluege - danski letalski asi druge svetovne vojne - Peko Dapčević - François Darlan - Jean Loius Darlan - Joseph Darnand - Léon Degrelle - degtjarev - Vasilij Degtjarev - Eugène Delestraint - Miles Christopher Dempsey - Henri-Fernand Dentz - deringer - Henry Deringer - desant - desetnik - Designated Marksman Rifle - Jacob Devers - Walthère Dewé - DGS - Eduard Dietl - Joseph Dietrich - DIGOS - John Greer Dill - divizija - divizion - dnevi Slovenske vojske - Dreadnought (tip bojne ladje) - društvo klubskih dejavnosti Slovenske vojske - Dušan Doberšek - Henrik Dombrowski - Karl Dönitz - dolgocevno orožje - Friedrich Dollmann - Henrik Dombrovski - James Harold Doolittle - Karel Doorman - Eric E. Dorman-Smith - Walter Dornberger - William Sholto Douglas - Hugh Dowding - Francis Drake - Petar Drapšin - Johann Nikolaus von Dreyse - Drôle de Guerre - druga italijansko-abesinska vojna - drugi kontingent SV v Afganistanu - družina AK - države brez oboroženih sil - državljanska vojna - Allen Dulles - William E. Dyess - Džingiskan - Josip Visarijonovič Džugašvili -

## E
Ira Eaker - Robert Anthony Eden - egiptovski letalski asi arabsko-izraelskih vojn - EIAD - Adolf Eichmann - Peter Einfalt - Dwight David Eisenhower - eksplozivi - ELAS - elektronska obveščevalna dejavnost - George Frank Elliot - elitne enote - EM-2 - Basil Embry - Enfield SA80 - enigma - enota osnovnega vojaškostrokovnega usposabljanja SV - enota temeljnega vojaškostrokovnega usposabljanja SV - enota za specialno delovanje - seznam enot Slovenske vojske - enote stezosledcev - Evropsko poveljništvo ZDA - excalibur - Gnassingbé Eyadéma -

## F
Pierre Georges Fabien - Fabrique Nationale - Alexander von Falkenhausen - Nikolaus von Falkenhorst - Fall Gelb - Fall Weiss - FA MAS - FBI - feldmaršal - Lei Feng - Andre dei Ferari - Patrick Ferguson - Bernhard Edward Fergusson - FFI - FFL - FG - FG 42 - finski letalski asi druge svetovne vojne - FLAK - Drago Flis-Strela - floret - FMK-3 - FNC - FN Minimi - FN P90 - Alexander John Forsyth - fortifikacija - fortifikacije na Slovenskem - Francisco Franco - francoska tujska legija - francoska vojaška odlikovanja - francoske oborožene sile - francoski letalski asi druge svetovne vojne - francoski letalski asi prve svetovne vojne - frankolovski zločin - Bruce Fraser - Wilfred Rhodes Freeman - fregata - Henri Frenay - Aubert Frère - Bernhard Cyril Freyberg - FR-F2 - Friderik Veliki - Hans von Friedeburg - Johannes Friessner - Werner von Fritsch - Friedrich Fromm - Ben Hebard Fuller - John Frederick Charles Fuller - Branimir Furlan - Fusil automatique modele 49 -

## G
Anthony Gale - Richard Gale - Galil - Maurice Gamelin - John C. Garand - Giuseppe Garibaldi - Jurij Aleksandrovič Garnajev - Richard Jordan Gatling - Charles de Gaulle - Alan Geder - Reinhard Gehlen - general - general armade - generalisim - generallajtnant - generalmajor - generalmajorji Slovenske vojske - generalpodpolkovnik - generalpodpolkovniki Slovenske vojske - generalpolkovniki Slovenske vojske - generalporočnik - generalštab - generalštab Slovenske vojske - GEODSS - Joseph Georges - Gewehr 41 - Gewehr 43 - Robert Lee Ghormley - Vo Nguyen Giap - Bartolomeo Girandoni - Henri Giraud - Robert Glavaš - Robert Hutchings Goddard - Filip Golikov - Aleksander Golovanov - Janez Gomzi - Hermann Göring - gorske enote - gosenični OT in PBV - Ante Gotovina - William Henry Ewart Gott - Leonid Govorov - Marjan Grabnar - Basile Gras - Alfred M. Gray mlajši - grad - grad Dobrna - grad Komenda (Polzela) - Alfred M. Gray mlajši - Rodolfo Graziani - Andrej Grečko - Wallace Martin Greene mlajši - William Greener - Bojan Gregorič - Jean-Baptiste Vaquette de Gribeauval - Hermann Göring - gorske enote - gosenični OT in PBV - granata - GROM - Hugo Grotius - grški letalski asi druge svetovne vojne - Grupa Reagowania Operacyjno Mobilnego - GŠSV - Colin McVean Gubbins - Hans Guderian - Augustin Guillaume - Henri Guisan - Gustav II. Adolf - Albin Gutman -

## H
Michael W. Hagee - Hakim - Franz Halder - John Hancock Hall - William F. Halsey - Charles Hambro - Maurice Hankey - John Harding - Arthur T. Harris - John Harris - Carlos Norman Hathcock II. - Paul Hausser - Simo Häyhä - Heckler & Koch - Heckler & Koch 40 mm - Heckler & Koch G3 - Heckler & Koch G36 - Heckler & Koch G41 - Heckler & Koch HK33 - Heckler & Koch MP5 - Heckler & Koch MSG90 - Heckler & Koch PSG1 - heksogen - helebarda - helikopterska večnamenska eskadrilja SV - Archibald Henderson - Benjamin Tyler Henry - Kent Hewitt - Reinhard Heydrich - Charles Heywood - Heinrich Himmler - Hiskos - hitri jurišni čoln - hladna vojna | HMS A1 | HMS A2 | HMS A3 | HMS A4 | HMS A5 | HMS A6 | HMS A7 | HMS A8 | HMS A9 | HMS A10 | HMS A11 | HMS A12 | HMS A13 | HMS A14 | HMS Abbotsham | HMS Abdiel | HMS Abeille | HMS Abelard | HMS Abelia | HMS Abercrombie | HMS Aberdare | HMS Aberdeen | HMS Aberford | HMS Aberfoyle | HMS Abergavenny | HMS Abigail | HMS Abingdon | HMS Aboukir | HMS Abraham | HMS Abrams Offering | HMS Abundance | HMS Abyssinia | HMS Acacia | HMS Acanthus | HMS Acasta | HMS Acertif | HMS Ace (P414) | HMS Achates | HMS Achates (H12) | HMS Achates (1945) | HMS Acheron | HMS Achille | HMS Achilles | HMS Achilles (1778) | HMS Achilles (1863) | HMNZS Achilles | HMS Achilles (F12) | HMS Aconite | HMS Acorn | HMS Actaeon | HMS Acteon | HMS Actif | HMS Active | HMS Active (1869) | HMS Active (1911) | HMS Active (H14) | HMS Active (F171) | HMS Activity | HMS Acute | HMS Adam & Eve | HMS Adamant | HMS Adamant (1788) | HMS Adamant (1940) | HMS Adamant II | HMS Adda | HMS Adder | HMS Adelaide | HMS Adept | HMS Admirable | HMS Admiral Devries | HMS Admiral Farragut | HMS Admiralty | HMS Adonis | HMS Adroit | HMS Adur | HMS Advance | HMS Advantage | HMS Advantagia | HMS Adventure Galley | HMS Adventure Prize | HMS Adventure | HMS Adversary | HMS Advice Prize | HMS Advice | HMS Adviser | HMS Aeneas (P427) | HMS Aeolus | HMS Aetna | HMS Affleck | HMS Affray | HMS Africa | HMS Africa (1694) | HMS Africa (1761) | HMS Africa (1781) | HMS Africa (1803) | HMS Africa (1862) | HMS Africa (1905) | HMS Afridi | HMS Afridi (1907) | HMS Afridi (F07) | HMS Afrikander | HMS Agamemnon | HMS Agamemnon (1781) | HMS Agamemnon (1852) | HMS Agamemnon (1879) | HMS Agamemnon (1906) | HMS Agassiz | HMS Agate | HMS Aggressor | HMS Agile | HMS Agincourt | HMS Agincourt (1796) | HMS Agincourt (1817) | HMS Agincourt (1865) | HMS Agincourt (1913) | HMS Agincourt (1914) | HMS Agincourt (D86) | HMS Aid | HMS Aigle | HMS Aimable | HMS Aimwell | HMS Ainthorpe | HMS Airedale | HMS Aire | HMS Aisne (D22) | HMS Aitape | HMS Ajax | HMS Ajax (1765) | HMS Ajax (1880) | HMS Ajax (1912) | HMS Ajax (1934) | HMS Ajdaha | HMS Akbar | HMS Akers | HMS Alaart | HMS Alacrity | HMS Alacrity (1885) | HMS Alacrity (1913) | HMS Alacrity (U60) | HMS Alacrity (F174) | HMS Aladdin | HMS Alamein (D17) | HMS Alaric | HMS Alarm | HMS Alaunia II | HMS Albacore | HMS Albanaise | HMS Albany | HMS Alban | HMS Albatross | HMS Albermarle | HMS Albermarle (1781) | HMS Albermarle (1901) | HMS Alberni | HMS Alberta | HMS Albert | HMS Albion | HMS Albion (1763) | HMS Albion (?) | HMS Albion (1802) | HMS Albion (kuter I) | HMS Albion (kuter II) | HMS Albion (1842) | HMS Albion (1898) | HMS Albion (R07) | HMS Albion (L14) | HMS Albrighton | HMS Albuera | HMS Albury | HMS Alcantara | HMS Alcaston | HMS Alcei & Francis | HMS Alceste | HMS Alcestis | HMS Alcide | HMS Alcmene | HMS Aldborough | HMS Aldenham | HMS Alderney | HMS Aldington | HMS Alecto | HMS Alerte | HMS Alert | HMS Alexander | HMS Alexandra | HMS Alexandre | HMS Alexandria | HMS Alfreda | HMS Alfred | HMS Alfriston | HMS Algerine | HMS Algiers | HMS Algoma | HMS Algonquin | HMS Alice | HMS Alisma | HMS Alkmaar | HMS Allegiance | HMS Allepin | HMS Alliance | HMS Alligator | HMS Allington Castle (K689) | HMS Alnwick Castle (K405) | HMS Alonzo | HMS Alphea | HMS Alpheus | HMS Alresford | HMS Altham | HMS Alton Castle | HMS Alton | HMS Alverton | HMS Alvington | HMS Alynbank | HMS Alyssum | HMS Amaranthe | HMS Amaranthus | HMS Amarylis | HMS Amazon | HMS Amazon (1799) | HMS Amazon (1908) | HMS Amazon (D39) | HMS Amazon (F169) | HMS Amberley Castle (K386) | HMS Amberwitch | HMS Ambleside | HMS Amboyna | HMS Ambrose | HMS Ambuscade | HMS Ambuscade (1773) | HMS Ambuscade (1798) | HMS Ambuscade (1811) | HMS Ambuscade (1830) | HMS Ambuscade (1913) | HMS Ambuscade (D38) | HMS Ambuscade (F172) | HMS Ambush | HMS Ambush (P418) | HMS Ambush (S120) | HMS Ameer | HMS Amelia | HMS America | HMS Amersham | HMS Amerton | HMS Amethyst | HMS Amethyst (1844) | HMS Amethyst (1873) | HMS Amethyst (1903) | HMS Amethyst (T12) | HMS Amethyst (U16) | HMS Amfitrite | HMS Amitie | HMS Amity | HMS Amokura | HMS Amphion | HMS Amphion (1780) | HMS Amphion (1798) | HMS Amphion (1846) | HMS Amphion (1883) | HMS Amphion (1911) | HMS Amphion (1934) | HMS Amphion (1944) | HMS Amphitrite | HMS Amsterdam | HMS Anachreon | HMS Anaconda | HMS Anchorite | HMS Anchusa | HMS Andania | HMS Andrew | HMS Andromache | HMS Andromeda | HMS Anemone | HMS Angelica | HMS Angel | HMS Angler | HMS Anglesea | HMS Anglesey | HMS Anguilla | HMS Ann & Christopher | HMS Ann & Judith | HMS Anna Teresa | HMS Annan | HMS Annapolis | HMS Anna | HMS Anne Gallant | HMS Anne Galley | HMS Anne Royal | HMS Anne | HMS Anson | HMS Anson (1784) | HMS Anson (1886) | HMS Anson (1916) | HMS Anson (1940) | HMS Answer | HMS Antaeus | HMS Antagonist | HMS Antares | HMS Antelope | HMS Antelope (1624) | HMS Antelope (1681) | HMS Antelope (1703) | HMS Antelope (1741) | HMS Antelope (6.) | HMS Antelope (1783) | HMS Antelope (1802) | HMS Antelope (1880) | HMS Antelope (1892) | HMS Antelope (H36) | HMS Antelope (F170) | HMS Antelope | HMS Anthony Boneventure | HMS Anthony | HMS Antigonish | HMS Antigua | HMS Antrim (D18) | HMS Antwerp | HMS Ant | HMS Anzio | HMS Apelles | HMS Aphis | HMS Aphrodite | HMS Apollo | HMS Apollo (1892) | HMS Apollo (1936) | HMS Apollo (1943) | HMS Apollo (F70) | HMS Appleby Castle | HMS Appledore | HMS Appleton | HMS Approach | HMS Aquarius | HMS Aquilon | HMS Arabis | HMS Arab | HMS Arachne | HMS Ararat | HMS Arawa | HMS Araxes | HMS Arbella | HMS Arbiter | HMS Arbroath | HMS Arbutus | HMS Arc-en-Ciel | HMS Arcadian | HMS Archer | HMS Archer (1801) | HMS Archer (1849) | HMS Archer (1885) | HMS Archer (1911) | HMS Archer (D78) | HMS Archer (1967) | HMS Archer (1985) | HMS Arcturus | HMS Ard Patrick | HMS Ardent | HMS Ardent (1894) | HMS Ardent (1913) | HMS Ardent (1929) | HMS Ardent (P437) | HMS Ardent (F184) | HMS Ardrossan | HMS Arethusa | HMS Arethusa (1759) | HMS Arethusa (1781) | HMS Arethusa (1817) | HMS Arethusa (1849) | HMS Arethusa (1882) | HMS Arethusa (1913) | HMS Arethusa (1934) | HMS Arethusa (F38) | HMS Arethuse | HMS Argonaut (F56) | HMS Argon | HMS Argosy | MS Argo | HMS Argus | HMS Argus (1799) | HMS Argus (1812) | HMS Argus (1813) | HMS Argus (1831) | HMS Argus (1849) | HMS Argus (1851) | HMS Argus (1904) | HMS Argus (1917) | HMS Argus (A135) | HMS Argyll | HMS Argyll (1711) | HMS Argyll (1904) | HMS Argyll (F231) | HMS Ariadne | HMS Ariel | HMS Aries | HMS Ariguani | HMS Ark Royal | HMS Ark Royal (1587) | HMS Ark Royal (1914) | HMS Ark Royal (91) | HMS Ark Royal (R09) | HMS Ark Royal (R07) | HMS Arlingham | HMS Armada (D14) | HMS Armeria | HMS Armide | HMS Arms of Holland | HMS Arms of Horn | HMS Arms of Rotterdam | HMS Arms of Terver | HMS Arno | HMS Arnprior | HMS Aro | HMS Arras | HMS Arrernte | HMS Arrogante | HMS Arrogant | HMS Arromanches | HMS Arrow | HMS Arrow (1870) | HMS Arrow (H42) | HMS Arrow (F173) | HMS Arrowhead | HMS Artemis | HMS Artful | HMS Artful (P456) | HMS Artful (S121) | HMS Artifex | HMS Artigo | HMS Artois | HMS Arundel | HMS Arunta | HMS Arun | HMS Arve Princen | HMS Ascension | HMS Ascot | HMS Asgard | HMS Ashanti | HMS Ashanti (F51) | HMS Ashanti (F117) | HMS Ashburton | HMS Asheldham | HMS Ashton | HMS Asia | HMS Asperity | HMS Asphodel | HMS Asp | HMS Assail | HMS Assam | HMS Assault | HMS Assiduous | HMS Assiniboine | HMS Assistance | HMS Association | HMS Assurance | HMS Astarte | HMS Aster | HMS Astraea | HMS Asturias | HMS Astute | HMS Astute (P447) | HMS Astute (S119) | HMS Atalanta | HMS Atalante | HMS Atheling | HMS Athelney | HMS Athene | HMS Athenienne | HMS Atherstone | HMS Atherstone (1916) | HMS Atherstone (L05) | HMS Atherstone (M38) | HMS Atholl | HMS Atlantis (P432) | HMS Atlas | HMS Attacker | HMS Attack | HMS Attentive | HMS Attentive II | HMS Aubretia | MS Aubretia | HMS Auckland | HMS Audacieux | HMS Audacious | HMS Audacious (1785) | HMS Audacious (1869) | HMS Audacious (1912) | HMS Audacity | HMS Augusta | HMS Augustine | HMS Augustus | HMS Auricaula | HMS Auricula | HMS Auriga | HMS Aurochs | HMS Aurora | HMS Aurora (1757) | HMS Aurora (1766) | HMS Aurora (1777) | HMS Aurora (1809) | HMS Aurora (1814) | HMS Aurora (1861) | HMS Aurora (1887) | HMS Aurora (1913) | HMS Aurora (12) | HMS Aurora (F10) | HMS Aurore | HMS Ausonia | HMS Austere | HMS Australia (1888) | HMS Autumn | HMS Aveley | HMS Avenger | HMS Avenger (D14) | HMS Avenger (F185) | HMS Avernus | HMS Avon Vale | HMS Avon | HMS Awake | HMS Awe | HMS Axford | HMS Aydon Castle | HMS Aylmer | HMS Ayrshire | HMS Azalea | HMS Azov | HMS Aztec (P455) | HMS B1 | HMS B2 | HMS B3 | HMS B4 | HMS B5 | HMS B6 | HMS B7 | HMS B8 | HMS B9 | HMS B10 | HMS B11 | HMS Babet | HMS Bacchante | HMS Bacchante (1901) | HMS Bacchante (F69) | HMS Bacchus | HMS Baddeck | HMS Badger | HMS Badminton | HMS Badsworth | HMS Bagshot | HMS Bahamas | HMS Bahama | HMS Bala | HMS Baleine | HMS Balfour | HMS Ballahou | HMS Ballarat | HMS Ballindery | HMS Balmain | HMS Balm | HMS Balsam | HMS Baltic | HMS Baltimore | HMS Bamborough Castle (K412) | HMS Banbury | HMS Banchory | HMS Banff | HMS Bangor | HMS Bann | HMS Banshee | HMS Banterer | HMS Bantry | HMS Bantum | HMS Barbadoes | HMS Barbados | HMS Barbara | HMS Barbette | HMS Barbuda | HMS Barfleur | HMS Barfleur (1697) | HMS Barfleur (1768) | HMS Barfleur (1892) | HMS Barfleur (D80) | HMS Barham | HMS Barham (1889) | HMS Barham (1914) | HMS Bark of Bullen | HMS Bark of Murlesse | HMS Barle | HMS Barnard Castle (K694) | HMS Barnstaple | HMS Barnwell Castle | HMS Barracouta | HMS Barrington | HMS Barrosa | HMS Barrosa (1860) | HMS Barrosa (D68) | HMS Basilisk | HMS Basing | HMS Bassingham | HMS Bastion | HMS Batavia | HMS Bat | HMS Bat (1896) | HMS Bat (1943) | HMS Bathgate | HMS Bathurst | HMS Bath | HMS Batman | HMS Battleaxe | HMS Battler | HMS Battle | HMS Bayfield | HMS Bayntun | HMS Bazely | HMS Beachampton | HMS Beachy Head | HMS Beacon Hill | HMS Beacon | HMS Beagle | HMS Bear | HMS Beatrice | HMS Beatty | HMS Beaufort | HMS Beaulieu | HMS Beauly Firth | HMS Beaumaris | HMS Beaumont | HMS Beaver Prize | HMS Beaver | HMS Beccles | HMS Beckford | HMS Beckwith | HMS Bedale | HMS Bedford Galley | HMS Bedford | HMS Bedham | HMS Bedouin | HMS Beehive | HMS Beeston Castle | HMS Bee | HMS Begonia | HMS Begum | HMS Belem | HMS Belette | HMS Belfast (C35) | HMS Belisarius | HMS Belle Isle | HMS Belle Poule | HMS Bellechasse | HMS Belleisle | HMS Belleisle (?) | HMS Belleisle (1876) | HMS Bellerophon | HMS Bellerophon (1786) | HMS Bellerophon (1865) | HMS Bellerophon (1907) | HMS Belliqueux | HMS Bellona | HMS Bellona (1747) | HMS Bellona (1760) | HMS Bellona (1794) | HMS Bellona (1806) | HMS Bellona (1890) | HMS Bellona (1909) | HMS Bellona (1942) | HMS Bellwort | HMS Belmont | HMS Belton | HMS Belvidera | HMS Belvoir | HMS Belzebub | HMS Ben Lomond | HMS Ben Meidie | HMS Ben Nevis | HMS Ben-my-Chree (1908) | HMS Benalla | HMS Benbow | HMS Benbow (1885) | HMS Benbow (1913) | HMS Bendigo | HMS Bendor | HMS Bengal | HMS Benjamin & Ann | HMS Benjamin | HMS Bentinck | MS Bentley | MS Berberis | HMS Berbice | HMS Bere Castle | HMS Beresford | HMS Bergamot | HMS Bergere | HMS Berkeley Castle | HMS Berkeley Castle (1695) | HMS Berkeley Castle (K387) | HMS Berkeley | HMS Bermagui | HMS Bermuda | HMS Bermuda (1795) | HMS Bermuda (1805) | HMS Bermuda (1808) | HMS Bermuda (1813) | HMS Bermuda (1819) | HMS Bermuda (1848) | HMS Bermuda (C52) | HMS Berry Head | HMS Berry | HMS Berwick | HMS Beschermer | HMS Betano | HMS Betony | HMS Betty | HMS Beverley | HMS Bevington | HMS Bezan | HMS Bhamo | HMS Bicester | HMS Bickerton | HMS Bickington | HMS Biddeford | HMS Bideford | HMS Bienfaisant | HMS Bigbury Bay | HMS Bihar | HMS Bildeston | HMS Bilsthorpe | HMS Birdham | HMS Bird | HMS Birkenhead | HMS Birkenhead (1845) | HMS Birkenhead (1915) | HMS Birmingham | HMS Birmingham (1913) | HMS Birmingham (C19) | HMS Birmingham (D86) | HMS Bisham | HMS Biter | HMS Bittern | HMS Bittersweet | HMS Black Bull | HMS Black Dog | HMS Black Eagle | HMS Black Posthorse | HMS Black Prince | HMS Black Prince (1650) | HMS Black Prince (1816) | HMS Black Prince (1861) | HMS Black Prince (1904) | HMS Black Prince (81) | HMS Black Spread-Eagle | HMS Black Swan (L57) | HMS Blackburn | HMS Blackfly | HMS Blackmore Ketch | HMS Blackmore Lady | HMS Blackmorevale | HMS Blackmore | HMS Blackpool | HMS Blackwall | HMS Blackwater | HMS Blackwood | HMS Black | HMS Blade | HMS Blairmore | HMS Blakeney | HMS Blake | HMS Blake (?) | HMS Blake (1889) | HMS Blake (C99) | HMS Blanche | HMS Blandford | HMS Blankney | HMS Blast | HMS Blaxton | HMS Blazer | HMS Blaze | HMS Blean | HMS Bleasdale | HMS Blencathra | HMS Blenheim | HMS Blessing | HMS Blickling | HMS Bligh | HMS Blonde | HMS Bloodhound | HMS Bloom | HMS Blossom | HMS Bluebell | HMS Bluebell (1915) | HMS Bluebell (K80) | HMS Bluethroat | HMS Blyth | HMS Boadicea | HMS Bodenham | HMS Bodiam Castle | HMS Bogam | HMS Bold | HMS Bolebroke | HMS Bolton Castle | HMS Bolton | HMS Bombard | HMS Bombay Castle | HMS Bombay | HMS Bomerang | HMS Bonaventure | HMS Bonavoila | HMS Bonetta | HMS Bonita | HMS Bonito | HMS Bonne Citoyenne | HMS Bootle | HMS Borage | HMS Border Cities | HMS Border | HMS Boreas | HMS Boreham | HMS Borer | HMS Boscawen | HMS Bossington | HMS Boston | HMS Botha | HMS Bottisham | HMS Bouclier | HMS Boulogne | HMS Boulston | HMS Bouncer | HMS Bountiful | HMS Bounty (1787) | HMS Bourbonnaise | HMS Bourdelias | HMS Bowen | HMS Bowes Castle | HMS Bowmanville | HMS Boxer | HMS Boxer (1797) | HMS Boxer (1812) | HMS Boxer (1837) | HMS Boxer (1846) | HMS Boxer (1855) | HMS Boxer (1868) | HMS Boxer (1894) | HMS Boxer (1941) | HMS Boxer (F92) | HMS Boyne | HMS Braak | HMS Braave | HMS Bradfield | HMS Bradford | HMS Braid | HMS Braithwaite | HMS Brakel | HMS Bramber | HMS Bramble | HMS Bramham | HMS Brampton | HMS Brandon | HMS Branlebas | HMS Brantford | HMS Brantingham | HMS Brave | HMS Bravo | HMS Brayford | HMS Brazen | HMS Bream | HMS Brearley | HMS Breconshire | HMS Brecon | HMS Brecon (L76) | HMS Brecon (M29) | HMS Bredah | HMS Brenchley | HMS Brereton | HMS Brevdrageren | HMS Briar | HMS Bridgewater | HMS Bridgnorth Castle | HMS Bridlington | HMS Bridport | HMS Brigadier | HMS Brigandine | HMS Brigantine | HMS Brigham | HMS Brighton | HMS Brilliant-Prize | HMS Brilliant | HMS Brinkley | HMS Brinton | HMS Briseis | HMS Brisk | HMS Brissenden | HMS Bristol | HMS Bristol (1653) | HMS Bristol (1711) | HMS Bristol (1775) | HMS Bristol (1861) | HMS Bristol (1910) | HMS Bristol (D23) | HMS Britannia | HMS Britannia (1682) | HMS Britannia (1719) | HMS Britannia (1762) | HMS Britannia (1781) | HMS Britannia (1820) | HMS Britannia (1904) | HMS Britannia (1953) | HMS Britomart | HMS Briton | HMS Brixham | HMS Broaderschap | HMS Broadley | HMS Broadsword | HMS Broadsword (D31) | HMS Broadsword (F88) | HMS Broadwater | HMS Broadway | HMS Brocklesby | HMS Brocklesby (1916) | HMS Brocklesby (L42) | HMS Brocklesby (M33) | HMS Brockville | HMS Brock | HMS Broke | HMS Brolga | HMS Bronington | HMS Broome | HMS Broomley | HMS Broom | HMS Brothers | HMS Brough Castle | HMS Bruce | HMS Bruiser | HMS Bruiser (1854) | HMS Bruiser (1942) | HMS Bruizer | HMS Bruizer (1797) | HMS Bruizer (1804) | HMS Bruizer (1867) | HMS Bruizer (1895) | HMS Brunei | HMS Brune | HMS Brunswick | HMS Brutus | HMS Bryansford | HMS Bryony | HMS Buccaneer | HMS Bucephalus | HMS Buchan Ness | HMS Buckie | HMS Buckingham | HMS Buck | HMS Buctouche | HMS Buddleia | HMS Bude | HMS Buffalo | HMS Bugloss | HMS Bulldog | HMS Bullen | HMS Bullfinch | HMS Bullfrog | HMS Bullrush | HMS Bull | HMS Bulolo | HMS Bulrush | HMS Bulwark | HMS Bulwark (1780) | HMS Bulwark (?) | HMS Bulwark (1859) | HMS Bulwark (1860) | HMS Bulwark (1899) | HMS Bulwark (R08) | HMS Bulwark (L15) | HMS Burchett | HMS Burdock | HMS Burford | HMS Burges | HMS Burghead Bay | HMS Burley | HMS Burlington | HMS Burnaston | HMS Burnet | HMS Burnham | HMS Burnie | HMS Burslem | HMS Burton | HMS Burwell | HMS Bury | HMS Buss | HMS Bustard | HMS Bustler | HMS Busy | HMS Buttercup | HMS Butterfly | HMS Buttington | HMS Buttress | HMS Buxton | HMS Buzzard | HMS Byard | HMS Byron | HMS C-1 | HMS C-2 | HMS C-3 | HMS C-4 | HMS C-5 | HMS C-6 | HMS C-7 | HMS C-8 | HMS C-9 | HMS C-10 | HMS C-11 | HMS C-12 | HMS C-13 | HMS C-14 | HMS C-15 | HMS C-16 | HMS C-17 | HMS C-18 | HMS C-19 | HMS C-20 | HMS C-21 | HMS C-22 | HMS C-23 | HMS C-24 | HMS C-25 | HMS C-26 | HMS C-27 | HMS C-28 | HMS C-29 | HMS C-30 | HMS C-31 | HMS C-32 | HMS C-33 | HMS C-34 | HMS C-35 | HMS C-36 | HMS C-37 | HMS C-38 | HMS Ça Ira | HMS Cabot | HMS Cachalot | HMS Caddisfly | HMS Cadiz (D79) | HMS Cadmus | HMS Caerleon | HMS Caesar | HMS Caesar (1777) | HMS Caesar (1793) | HMS Caesar (1853) | HMS Caesar (1896) | HMS Caesar (R07) | HMS Caicos | HMS Cairns | HMS Cairo (D87) | HMS Caistor Castle (K690) | HMS Calabash | HMS Calcutta | HMS Calcutta (1795) | HMS Calcutta (1831) | HMS Calcutta (1868) | HMS Calcutta (1883) | HMS Calcutta (1918) | HMS Caldecot Castle | HMS Calder | HMS Caldwell | HMS Caledon | HMS Caledonia | HMS Calendula | HMS Calgary | HMS Calliope | HMS Calpe | HMS Calshot Castle | HMS Calton | HMS Calypso | HMS Cam | HMS Camberford | HMS Camberley | HMS Cambria | HMS Cambrian | HMS Cambridge | HMS Cambridgeshire | HMS Camel | HMS Cameleon | HMS Camellia | HMS Cameron | HMS Camilla | HMS Campania | HMS Campania (1915) | HMS Campania (1944) | HMS Campanula | HMS Campaspe | HMS Campbell | HMS Campbeltown | HMS Campbeltown (I42) | HMS Campbeltown (F86) | HMS Camperdown | HMS Camperdown (1797) | HMS Camperdown (1885) | HMS Camperdown (D32) | HMS Camphaan | HMS Campion | HMS Camrose | HMS Canada | HMS Canberra | HMS Canceaux | HMS Candytuft | HMS Canning | HMS Canopus | HMS Canso | HMS Canterbury | HMS Canterbury Castle | HMS Cap de la Madeleine | HMS Cape Breton | HMS Cape Scott | HMS Cape Wrath | HMS Capel | HMS Capelin | HMS Capetown | HMS Capilano | HMS Caprice | HMS Captain | HMS Captain (1787) | HMS Captain (1869) | HMS Captivity | HMS Caradoc | HMS Caraquet | HMS Carcass | HMS Cardiff | HMS Cardiff (1652) | HMS Cardiff (1917) | HMS Cardiff (D108) | HMS Cardigan Bay | HMS Cardingham | HMS Careful | HMS Carew Castle | HMS Carhampton | HMS Carisbrooke Castle (K379) | HMS Carlisle | HMS Carlotta | HMS Carlplace | HMS Carmen | HMS Carnarvon | HMS Carnarvon Bay | HMS Carnarvon Castle | HMS Carnatic | HMS Carnation | HMS Caroles | HMS Carolina | HMS Caroline | HMS Carrere | HMS Carrick | HMS Carrick II | HMS Carrier | HMS Carron | HMS Carronade | HMS Carstairs | HMS Carysfort | HMS Cashel | HMS Cassandra | HMS Cassius | HMS Castilian | HMS Castle | HMS Castlemaine | HMS Castlereagh | HMS Castleton | HMS Castor | HMS Cat | HMS Caterham | HMS Catherine | HMS Cato | HMS Caton | HMS Catterick | HMS Cattistock | HMS Cattistock (1917) | HMS Cattistock (L35) | HMS Cattistock (M31) | HMS Caunton | HMS Cauvery | HMS Cavalier | HMS Cavan | HMS Cavendish | HMS Cawsand | HMS Cawsand Bay | HMS Cayman | HMS Cayuga | HMS CC-1 | HMS CC-2 | HMS Ceanothus | HMS Cedarwood | HMS Celandine | HMS Celebes | HMS Celerity | HMS Celt | HMS Censeur | HMS Censor | HMS Centaur | HMS Centurion | HMS Centurion (1650) | HMS Centurion (1691) | HMS Centurion (1732) | HMS Centurion (1774) | HMS Centurion (1844) | HMS Centurion (1892) | HMS Centurion (1911) | HMS Centurion (1945) | HMS Cephalus | HMS Cerberus | HMS Ceres | HMS Ceres (1777) | HMS Ceres (1781) | HMS Ceres (1917) | HMS Cerf | HMS Cesar | HMS Cessnock | HMS Ceylon | HMS Ceylon (1808) | HMS Ceylon (1915) | HMS Ceylon (1943) | HMS CH-14 | HMS CH-15 | HMS Chailey | HMS Chaleur | HMS Challenger | HMS Challenger (1806) | HMS Challenger (1813) | HMS Challenger (1826) | HMS Challenger (1845) | HMS Challenger (1858) | HMS Challenger (1902) | HMS Challenger (1931) | HMS Challenger (K07) | HMS Chambly | HMS Chameleon | HMS Chamois | HMS Champion | HMS Champlain | HMS Chance | HMS Chanticleer | HMS Chaplet | HMS Charger | HMS Charity (R29) | HMS Charles | HMS Charles and Henry | HMS Charles Galley | HMS Charles Upham | HMS Charles V | HMS Charlestown | HMS Charlestown (1780) | HMS Charlestown (I21) | MS Charlock | HMS Charlotte | HMS Charlottetown | HMS Charon | HMS Charwell | HMS Charybdis | HMS Charybdis (1809) | HMS Charybdis (1831) | HMS Charybdis (1859) | HMS Charybdis (1893) | HMS Charybdis (88) | HMS Charybdis (F75) | HMS Chaser | HMS Chasseur | HMS Chatham | HMS Chatham (1666) | HMS Chatham (1673) | HMS Chatham (1691) | HMS Chatham (1716) | HMS Chatham (1741) | HMS Chatham (1758) | HMS Chatham (1788) | HMS Chatham (1790) | HMS Chatham (1793) | HMS Chatham (1811) | HMS Chatham (1812) | HMS Chatham (1813) | HMS Chatham (1835) | HMS Chatham (1911) | HMS Chatham (F87) | HMS Chatham Double | HMS Chatham Hulk | HMS Chatham Prize | HMS Chatsgrove | HMS Chaudiere | HMS Chawton | HMS Cheam | HMS Chebogue | HMS Chedabucto | HMS Chediston | HMS Cheerful | HMS Cheerly | HMS Chelmer | HMS Chelmsford | HMS Chelsea | HMS Chelsham | HMS Cheltenham | HMS Chepstow | HMS Chepstow Castle | HMS Chequers | HMS Cheriton | HMS Cherwell | HMS Cherokee | HMS Cherub | HMS Cherwell | HMS Chesapeake | HMS Cheshire | HMS Chester | HMS Chester Castle | HMS Chesterfield | HMS Chestnut | HMS Cheviot | HMS Chevreuil | HMS Chevron | HMS Chichester | HMS Chicoutimi | HMS Chiddingfold | HMS Chieftain | HMS Chignecto | HMS Chilcompton | HMS Childers | HMS Childs Play | HMS Chillingham | HMS Chilliwick | HMS Chilton | HMS Chippeway | HMS Chittagong | HMS Chivalrous | HMS Cholmondeley | HMS Christ | HMS Christchurch Castle | HMS Christian VII | HMS Christopher | HMS Christopher Spayne | HMS Chrysanthemum | HMS Chub | HMS Chubb | HMS Church | HMS Churchill | HMS Cicala | HMS Cicero | HMS Circassian | HMS Circe | HMS Circe (1785) | HMS Circe (1804) | HMS Circe (1827) | HMS Circe (1892) | HMS Circe (1942) | HMS Citadel | HMS Clacton | HMS Clara | HMS Clarbeston | HMS Clare | HMS Clare Castle | HMS Clarence | HMS Clarkia | HMS Claudia | HMS Claverhouse | HMS Clavering Castle | HMS Claymore | HMS Clayoquot | HMS Clematis | HMS Cleopatra | HMS Cleveland | HMS Clifton | HMS Clinker | HMS Clinton | HMS Clio | HMS Clitheroe Castle | HMS Clive | HMS Clonmel | HMS Clorinde | HMS Clove Tree | HMS Clovelly | HMS Clover | HMS Clown | HMS Clun Castle | HMS Clyde | HMS Clydebank | HMS Coaticook | HMS Cobalt | HMS Cobham | HMS Cobourg | HMS Cobra | HMS Cochin | HMS Cochrane | HMS Cockade | HMS Cockatrice | HMS Cockburn | HMS Cockchafer | HMS Codrington | HMS Colac | HMS Colchester | HMS Colchester Castle | HMS Colibri | HMS Colleen | HMS Collingwood | HMS Collingwood (1841) | HMS Collingwood (1882) | HMS Collingwood (1908) | HMS Collingwood (1940) | HMS Collins | HMS Collinson | HMS Colne | HMS Colombe | HMS Colombo | HMS Colossus | HMS Colossus (1787) | HMS Colossus (1803) | HMS Colossus (1882) | HMS Colossus (1910) | HMS Colossus (R15) | HMS Coltsfoot | HMS Columbia | HMS Columbine | HMS Colwyn | HMS Combatant | HMS Combustion | HMS Comet | HMS Comet (1695) | HMS Comet (1742) | HMS Comet (1756) | HMS Comet (1758) | HMS Comet (1777) | HMS Comet (1779) | HMS Comet (1783) | HMS Comet (1807) | HMS Comet (1822) | HMS Comet (1828) | HMS Comet (1869) | HMS Comet (1870) | HMS Comet (1880.) | HMS Comet (1910) | HMS Comet (1931) | HMS Comet (1944) | HMS Comfrey | HMS Commandant d'Estienne d'Orves | HMS Commandant Detroyat | HMS Commandant Domine | HMS Commandant Drogou | HMS Commandant Duboc | HMS Commerce de Marseille | HMS Commonwealth | HMS Comox | HMS Comus | HMS Conception | HMS Concord | HMS Concorde | HMS Condamine | HMS Condor | HMS Confederate | HMS Confiance | HMS Conflagration | HMS Conflict | HMS Confounder | HMS Congo | HMS Coniston | HMS Conn | HMS Conquerant | HMS Conquerante | HMS Conqueror | HMS Conqueror (1745) | HMS Conqueror (1758) | HMS Conqueror (1773) | HMS Conqueror (1801) | HMS Conqueror (1855) | HMS Conqueror (1881) | HMS Conqueror (1911) | HMS Conqueror (1939) | HMS Conqueror (S48) | HMS Conquest | HMS Conquestador | HMS Conrad | HMS Consort | HMS Constance | HMS Constant | HMS Constant John | HMS Constant Reformation | HMS Constant Warwick | HMS Constitution | HMS Content | HMS Contest | HMS Convert | HMS Convertine | HMS Convolvulus | HMS Convulsion | HMS Conway | HMS Conway (1813) | HMS Conway (1820) | HMS Conway (1825) | HMS Conway (1832) | HMS Conway (1832, 2.) | HMS Conway (1859) | HMS Conway (1861) | HMS Conway (1876) | HMS Cook | HMS Cooke | HMS Cootamundra | HMS Coote | HMS Coppercliff | HMS Coquette | HMS Coquille | HMS Coral Snake | HMS Cordelia | HMS Coreopsis | HMS Corfe Castle | HMS Coriander | HMS Cormorant | HMS Cornel | HMS Cornelia | HMS Cornelian | HMS Cornerbrook | HMS Cornet Castle | HMS Cornflower | HMS Cornwall | HMS Cornwall (1692) | HMS Cornwall (1761) | HMS Cornwall (1812) | HMS Cornwall (1902) | HMS Cornwall (56) | HMS Cornwall (F99) | HMS Cornwallis | HMS Coromandel | HMS Coronation | HMS Corso | HMS Corunna (D97) | HMS Cosby | HMS Cossack (F03) | HMS Cotswold | HMS Cottesmore | HMS Cottesmore (1917) | HMS Cottesmore (L78) | HMS Cottesmore (M32) | HMS Cotton | HMS Coucy | HMS Counterguard | HMS Countess of Hopetown | HMS Courageous | HMS Courageous (1761) | HMS Courageous (1799) | HMS Courageous (1800) | HMS Courageous (1916) | HMS Courageous (1970) | HMS Courageux | HMS Courbet | HMS Coureur | HMS Coureuse | HMS Courier | HMS Courser | HMS Courtneay | HMS Coventry | HMS Coventry (1658) | HMS Coventry (1695) | HMS Coventry (1757) | HMS Coventry (1916) | HMS Coventry (1962) | HMS Coventry (D118) | HMS Coventry (F98) | HMS Cowdray | HMS Cowes Castle | HMS Cowichan | HMS Cowling Castle | HMS Cowper | HMS Cowra | HMS Cowslip | HMS Craccher | HMS Crache-Feu | HMS Cracker | HMS Cradley | HMS Crafty | HMS Craigie | HMS Crane | HMS Cranefly | HMS Cranham | HMS Cranstoun | HMS Crash | HMS Craufurd | HMS Crediton | HMS Creole | HMS Crescent | HMS Cressy | HMS Cretan | HMS Criccieth Castle | HMS Crichton | HMS Cricket | HMS Crispin | HMS Crocodile | HMS Crocus | HMS Crofton | HMS Cromarty | HMS Cromer | HMS Cromer Castle | HMS Cromwell | HMS Croome | HMS Crossbow | HMS Crow | HMS Crown | HMS Crown Malago | HMS Crown Prize | HMS Croxton | HMS Crozier | HMS Croziers | HMS Cruelle | HMS Cruiser | HMS Cruizer | HMS Crusader | HMS Crystal | HMS Cuba | HMS Cubitt | HMS Cuckmere | HMS Cuckoo | HMS Cuffley | HMS Culgoa | HMS Cullin Sound | HMS Culloden | HMS Culver | HMS Culverin | HMS Cumberland | HMS Cumberland (1695) | HMS Cumberland (1710) | HMS Cumberland (1739) | HMS Cumberland (1774) | HMS Cumberland (1807) | HMS Cumberland (1842) | HMS Cumberland (7.) | HMS Cumberland (8.) | HMS Cumberland (9.) | HMS Cumberland (10.) | HMS Cumberland (11.) | HMS Cumberland (12.) | HMS Cumberland (1902) | HMS Cumberland (57) | HMS Cumberland (F85) | HMS Cupar | HMS Cupid | HMS Curacoa | HMS Curieux | HMS Curlew | HMS Curragh | HMS Curzon | HMS Cutlass | HMS Cutter | HMS Cuttle | HMS Cuxton | HMS Cyane | HMS Cybele | HMS Cyclamen | HMS Cyclops | HMS Cydnus | HMS Cygnet | HMS Cynthia | HMS Cyrene | HMS Cyrus | HMS Czarevitch | HMS D-1 | HMS D-2 | HMS D-3 | HMS D-4 | HMS D-5 | HMS D-6 | HMS D-7 | HMS D-8 | HMS D-9 | HMS D-10 | HMS Dacres | HMS Daedalus | HMS Daffodil | HMS Dagger | HMS Dahlia | HMS Dainty | HMS Daisy | HMS Dakins | HMS Dalhousie | HMS Dalrymple | HMS Dalswinton | HMS Dame de Grace | HMS Damerham | HMS Dampier | HMS Danae | HMS Dangereuse | HMS Daniel | HMS Dannemark | HMS Danube | HMS Daphne | HMS Dapper | HMS Daring | HMS Daring (1804) | HMS Daring (1844) | HMS Daring (1874) | HMS Daring (1893) | HMS Daring (1932) | HMS Daring (D05) | HMS Daring (D32) | HMS Darlaston | HMS Darsham | HMS Dart | HMS Dartington | HMS Dartmoor | HMS Dartmouth | HMS Darwin | HMS Dasher | HMS Date Tree | HMS Dauntless | HMS Dauntless (1804) | HMS Dauntless (1808) | HMS Dauntless (1847) | HMS Dauntless (1918) | HMS Dauntless (2007) | HMS Dauphin | HMS Dauphin Royal | HMS Davenham | HMS David | HMS Dawlish | HMS Dawson | HMS De Ruyter | HMS Deale | HMS Deale Castle | HMS Deane | HMS Decade | HMS Deccan | HMS Decibel | HMS Decouverte | HMS Decoy | HMS Decoy (1871) | HMS Decoy (1911) | HMS Decoy (1932) | HMS Decoy (D106) | HMS Dedaigneuse | HMS Dee | HMS Deepwater | HMS Defence | HMS Defence (1763) | HMS Defence (1907) | HMS Defence (1945) | HMS Defender | HMS Defiance (1783) | HMS Dego | HMS Delaware | HMS Delft | HMS Delhi | HMS Delight | HMS Deloraine | HMS Delphinen | HMS Delphinium | HMS Demerara | HMS Demirhisar | HMS Demon | HMS Denbigh Castle (K696) | HMS Dennis | HMS Dependence | HMS Deptford | HMS Deptford Prize | HMS Deptford Transport | HMS Derby | HMS Derby Haven | HMS Derg | HMS Derrington | HMS Dervish | HMS Derwent | HMS Deschaineux | HMS Desford | HMS Desire | HMS Desiree | HMS Despatch | HMS Desperante | HMS Desperate | HMS Destiny | HMS Destruction | HMS Determinee | HMS Detroit | HMS Deux Amis | HMS Devastation | HMS Devastation (1804) | HMS Devastation (1820) | HMS Devastation (1841) | HMS Devastation (1871) | HMS Deveron | HMS Devizes Castle | HMS Devonshire | HMS Devonshire (1692) | HMS Devonshire (1710) | HMS Devonshire (1745) | HMS Devonshire (1804) | HMS Devonshire (1812) | HMS Devonshire (1904) | HMS Devonshire (39) | HMS Devonshire (D02) | HMS Dexterous | HMS Dextrous | HMS Dhyffe Castle | HMS Diadem | HMS Diamantina | HMS Diamond | HMS Diamond Snake | HMS Diana | HMS Dianella | HMS Dianthus | HMS Dictator | HMS Dido | HMS Dido (1784) | HMS Dido (1836) | HMS Dido (1861) | HMS Dido (1869) | HMS Dido (1896) | HMS Dido (37) | HMS Dido (F104) | HMS Didon | HMS Dieppe | HMS Digby | HMS Diligence | HMS Diligent | HMS Diligente | HMS Dilston | HMS Dingley | HMS Diomede | HMS Dipper | HMS Director | HMS Dirk | HMS Discovery | HMS Discovery (1776) | HMS Discovery (1791) | HMS Discovery (1875) | HMS Disdain | HMS Dispatch | HMS Dittany | HMS Dittisham | HMS Diver | HMS Dodman Point | HMS Dogstar | HMS Dolphin | HMS Dolphins Prize | HMS Dolwen | HMS Domett | HMS Dominica | HMS Dominion | HMS Don | HMS Doncaster | HMS Donegal | HMS Donovan | HMS Doomba | HMS Doon | HMS Dordrecht | HMS Doris | HMS Dorking | HMS Dornoch | HMS Dorothea | HMS Dorset | HMS Dorsetshire | HMS Dorsetshire (1694) | HMS Dorsetshire (1757) | HMS Dorsetshire (40) | HMS Doterel | HMS Dotterel | HMS Douglas | HMS Dove | HMS Dover | HMS Dover Castle | HMS Dover Prize | HMS Dovey | HMS Downham | HMS Downley | HMS Dragon | HMS Dragon Prize | HMS Dragonfly | HMS Drake | HMS Dreadful | HMS Dreadnought | HMS Dreadnought (1573) | HMS Dreadnought (1691) | HMS Dreadnought (1742) | HMS Dreadnought (1801) | HMS Dreadnought (1875) | HMS Dreadnought (1906) | HMS Dreadnought (S101) | HMS Dreadnought Prize | HMS Driver | HMS Drochterland | HMS Drogheda | HMS Dromedary | HMS Droxford | HMS Drudge | HMS Druid | HMS Drumheller | HMS Drummondville | HMS Drury | HMS Dryad | HMS Dryad (1795) | HMS Dryad (1860) | HMS Dubbo | HMS Dubford | HMS Dublin | HMS Duc d'Aquitaine | HMS Duc d'Estissac | HMS Duc de Chartres | HMS Duc de la Vauginon | HMS Duchess | HMS Duchess of Cumberland | HMS Duckworth | HMS Duddon | HMS Dudley Castle | HMS Due Repulse | HMS Duff | HMS Dufferin | HMS Dufton | HMS Duguay Trouin | HMS Duke | HMS Duke of Edinburgh | HMS Duke of Kent | HMS Duke of Wellington | HMS Duke of York (17) | HMS Duke William | HMS Dullisk Cove | HMS Dulverton | HMS Dulverton (L63) | HMS Dulverton (M35) | HMS Dumbarton | HMS Dumbarton Castle | HMS Dumbarton Castle (1707) | HMS Dumbarton Castle (K388) | HMS Dumbarton Castle (P265) | HMS Dumbleton | HMS Dunbar | HMS Duncan | HMS Duncan (1804) | HMS Duncan (1811) | HMS Duncan (1859) | HMS Duncan (1901) | HMS Duncan (D99) | HMS Duncan (F80) | HMS Duncan (D37) | HMS Duncansby Head | HMS Dundalk | HMS Dundas | HMS Dundee | HMS Dundrum Bay | HMS Dunedin | HMS Dungeness | HMS Dunira | HMS Dunkerton | HMS Dunkirk | HMS Dunkirk (1656) | HMS Dunkirk (1660) | HMS Dunkirk (1754) | HMS Dunkirk (D09) | HMS Dunkirk Prize | HMS Dunmore | HMS Dunoon | HMS Dunster Castle | HMS Dunvegan | HMS Dunver | HMS Dunwich | HMS Duquesne | HMS Durban | HMS Durham | HMS Dursley Galley | HMS Durweston | HMS Dutiful | HMS Dwarf | HMS E1 | HMS E2 | HMS E3 | HMS E4 | HMS E5 | HMS E6 | HMS E7 | HMS E8 | HMS E9 | HMS E10 | HMS E11 | HMS E12 | HMS E13 | HMS E14 | HMS E15 | HMS E16 | HMS E17 | HMS E18 | HMS E19 | HMS E20 | HMS E21 | HMS E22 | HMS E23 | HMS E24 | HMS E25 | HMS E26 | HMS E27 | HMS E28 | HMS E29 | HMS E30 | HMS E31 | HMS E32 | HMS E33 | HMS E34 | HMS E35 | HMS E36 | HMS E37 | HMS E38 | HMS E39 | HMS E40 | HMS E41 | HMS E42 | HMS E43 | HMS E44 | HMS E45 | HMS E46 | HMS E47 | HMS E48 | HMS E49 | HMS E50 | HMS E51 | HMS E52 | HMS E53 | HMS E54 | HMS E55 | HMS E56 | HMS E57 | HMS E58 | HMS Eagle | HMS Eagle (1650) | HMS Eagle (2.) | HMS Eagle (3.) | HMS Eagle (4.) | HMS Eagle (5.) | HMS Eagle (6.) | HMS Eagle (7.) | HMS Eagle (8.) | HMS Eagle (9.) | HMS Eagle (10.) | HMS Eagle (11.) | HMS Eagle (12.) | HMS Eagle (13.) | HMS Eagle (1918) | HMS Eagle (1944) | HMS Eagle (R05) | HMS Eagle Shallop | HMS Eaglet | HMS Earl | HMS Earl of Chatham | HMS Earl of Denbigh | HMS Earl of Egmont | HMS Earl of Northampton | HMS Earl of Peterborough | HMS Earl Roberts | HMS Earnest | HMS Eastbourne | HMS Easton | HMS Eastview | HMS Eastway | HMS Echo | HMS Echo (1758) | HMS Echo (1780) | HMS Echo (1782) | HMS Echo (1797) | HMS Echo (1809) | HMS Echo (1827) | HMS Echo (H23) | HMS Echo (A72) | HMS Echo (H87) | HMS Echuca | HMS Eclair | HMS Eclipse | HMS Edderton | HMS Eden | HMS Edgar | HMS Edgar (1668) | HMS Edgar (1758) | HMS Edgar (1779) | HMS Edgar (1859) | HMS Edgar (1858) | HMS Edgar (1890) | HMS Edgar (51) | HMS Edgar (1945) | HMS Edgeley | HMS Edinburgh | HMS Edinburgh (1707) | HMS Edinburgh (1716) | HMS Edinburgh (1811) | HMS Edinburgh (1882) | HMS Edinburgh (C16) | HMS Edinburgh (D97) | HMS Edlingham | HMS Edmonton | HMS Edmundston | HMS Edward | HMS Effingham | HMS Egeria | HMS Eggesford | HMS Eglantine | HMS Eglinton | HMS Egmont | HMS Egremont | HMS Egremont Castle | HMS Egret (L75) | HMS Ehkoli | HMS Eideren | HMS Ekins | HMS El Corso | HMS El Vivo | HMS Eleanor | HMS Electra | HMS Elephant | HMS Elephant (1705) | HMS Elephant (1776) | HMS Elephant (1786) | HMS Elf | HMS Elfin | HMS Elfreda | HMS Elgin | HMS Elias | HMS Eling | HMS Elizabeth | HMS Elizabeth & Sarah | HMS Elizabeth Bonaventure | HMS Elizabeth Jonas | HMS Elk | HMS Ellinor | HMS Ellinore | HMS Elphinstone | HMS Elsenham | HMS Eltham | HMS Elven | HMS Embleton | HMS Emerald | HMS Emersham | HMS Emilia | HMS Emilien | HMS Emily | HMS Emperor | HMS Emperor of India (1913) | HMS Empire | HMS Empire Anvil | HMS Empire Arquebus | HMS Empire Battleaxe | HMS Empire Broadsword | HMS Empire Comfort | HMS Empire Crossbow | HMS Empire Cutlass | HMS Empire Gauntlet | HMS Empire Halberd | HMS Empire Javelin | HMS Empire Lance | HMS Empire Mace | HMS Empire Peacemaker | HMS Empire Rapier | HMS Empire Rest | HMS Empire Shelter | HMS Empire Spearhead | HMS Empress | HMS Empress Mary | HMS Empress of India | HMS Emsworth | HMS Emulous | HMS Enard Bay | HMS Enchantress | HMS Encounter | HMS Endeavour | HMS Endeavour (1652) | HMS Endeavour (1694, I.) | HMS Endeavour (1694, II.) | HMS Endeavour (1763, I.) | HMS Endeavour (1763, II.) | HMS Endeavour (1768) | HMS Endeavour (1775) | HMS Endeavour (1912) | HMS Endeavour Bark | HMS Endeavour Transport | HMS Endurance | HMS Endurance (1967) | HMS Endurance (A171) | HMS Endymion | HMS Endymion (1779) | HMS Endymion (1797) | HMS Endymion (1865) | HMS Endymion (1891) | HMS Engadine | HMS Engadine (1911) | HMS Engadine (1941) | HMS Engageante | HMS England | HMS Enterprise | HMS Enterprise (1705) | HMS Enterprise (1709) | HMS Enterprise (1743) | HMS Enterprise (1718) | HMS Enterprise (1774) | HMS Enterprise (1848) | HMS Enterprise (1864) | HMS Enterprise (D52) | HMS Enterprise (A71) | HMS Enterprise (H88) | HMS Entreprenante | HMS Epervier | HMS Ephira | HMS Ephraim | HMS Epinal | HMS Epreuve | HMS Epsom | HMS Erebus | HMS Erebus (1826) | HMS Erebus (1916) | HMS Erica | HMS Eridanus | HMS Eridge | HMS Erin | HMS Erne (U03) | HMS Errant | HMS Eruption | HMS Escapade | HMS Escort | HMS Esk | HMS Eskdale | HMS Eskimo | HMS Eskimo (F75) | HMS Eskimo (F118) | HMS Esperance | HMS Esperanza | HMS Espiegle | HMS Espion | HMS Espoir | HMS Esquimalt | HMS Essex | HMS Essex (1653) | HMS Essex (1679) | HMS Essex (1760) | HMS Essex (1799) | HMS Essex (1901) | HMS Essex Prize | HMS Essington | HMS Esther | HMS Estridge | HMS Etchingham | HMS Ethalion | HMS Etna | HMS Etrusco | HMS Ettrick | HMS Eugenie | HMS Euphrates | HMS Euphrosyne | HMS Europa | HMS Eurotas | HMS Eurus | HMS Euryalus | HMS Euryalus (1803) | HMS Euryalus (1853) | HMS Euryalus (1877) | HMS Euryalus (1901) | HMS Euryalus (42) | HMS Euryalus (F15) | HMS Eurydice | HMS Eustatia | HMS Evenlode | HMS Everingham | HMS Example | HMS Excalibur | HMS Excellent | HMS Exchange | HMS Exe | HMS Exerton | HMS Exeter | HMS Exeter (1680) | HMS Exeter (1697) | HMS Exeter (1763) | HMS Exeter (1929) | HMS Exeter (D89) | HMS Exmoor | HMS Exmouth | HMS Expedition | HMS Experiment | HMS Exploit | HMS Explorer | HMS Explosion | HMS Express | HMS Extravagant | HMS Eyderen | HMS Eyebright | HMS F-1 | HMS F-2 | HMS F-3 | HMS Fagons | HMS Fair Rhodian | HMS Fair Rosamond | HMS Fairfax | HMS Fairfield | HMS Fairy | HMS Fairy Queen | HMS Faith | HMS Faithful | HMS Fal | HMS Falcon | HMS Falcon Flyboat | HMS Falcon in the Fetterlock | HMS Falcon of the Tower | HMS Falkland | HMS Falkland Prize | HMS Falmouth | HMS Fama | MS Fame | HMS Fancy | HMS Fandango | HMS Fanfan | HMS Fanny | HMS Fantome | HMS Fareham | HMS Farncomb | HMS Farndale | HMS Farnham Castle | HMS Farragut | HMS Fastnet | HMS Faulknor | HMS Faversham | HMS Favorite | HMS Favourite | HMS Fawkner | HMS Fawn | HMS Fearless | HMS Felicidade | HMS Felicite | HMS Felicity | HMS Felix | HMS Felixstowe | HMS Fellowship | HMS Felmersham | HMS Fencer | HMS Fenella | HMS Fennel | HMS Fenton | HMS Fergus | HMS Fermoy | HMS Fernie | HMS Feroze | HMS Ferret | HMS Ferreter | HMS Fervent | HMS Feversham | HMS Fidelity | HMS Fidget | HMS Fierce | HMS Fife (D20) | HMS Fife Ness | HMS Fighter | HMS Fiji (C58) | HMS Filey | HMS Finch | HMS Findhorn | HMS Finisterre (D55) | HMS Finwhale | HMS Fiona | HMS Fireball | HMS Firebrand | HMS Firedrake | HMS Firefly | HMS Firequeen | HMS Firm | HMS Firme | HMS Fisgard | HMS Fishguard | HMS Fiskerton | HMS Fittleton | HMS Fitzroy | HMS Flambeau | HMS Flamborough | HMS Flamborough Head | HMS Flamborough Prize | HMS Flame | HMS Flamer | HMS Flamingo | HMS Flamingo (1876) | HMS Flamingo (U03) | HMS Flash | HMS Flax | HMS Fleche | HMS Fleetwood | HMS Fleetwood (1655) | HMS Fleetwood (1936) | HMS Fleur de la Mer | HMS Fleur de Lys | HMS Flewende Fische | HMS Flight | HMS Flinders | HMS Flint | HMS Flint Castle (K383) | HMS Flintham | HMS Flirt | HMS Flockton | HMS Flora | HMS Florentina | HMS Florida | HMS Floriston | HMS Florizel | HMS Flower de Luce | HMS Fly | HMS Flying Fish | HMS Flying Fox | HMS Flying Greyhound | HMS Foam | HMS Foley | HMS Folkeston | HMS Folkestone | HMS Force | HMS Ford | HMS Fordham | HMS Foresight | HMS Forest Hill | HMS Forester | HMS Forfar | HMS Formidable | HMS Formidable (1898) | HMS Formidable (R67) | HMS Forres | HMS Fort Erie | HMS Fort Francis | HMS Fort William | HMS Fort York | HMS Forte | HMS Forth | HMS Fortitude | HMS Fortituud | HMS Fortune | HMS Fortune Prize | HMS Fortunee | HMS Forward | HMS Foster | HMS Fotheringay Castle | HMS Foudroyant | HMS Fougueux | HMS Fountain | HMS Fowey | HMS Fowy | HMS Fox | HMS Fox (1650) | HMS Fox (1658) | HMS Fox (1690) | HMS Fox (1699) | HMS Fox (1705) | HMS Fox (1740) | HMS Fox (1746) | HMS Fox (1766) | HMS Fox (1733) | HMS Fox (1780) | HMS Fox (1794) | HMS Fox (1799) | HMS Fox (1829) | HMS Fox (1893) | HMS Fox (1967) | HMS Foxglove | HMS Foxhound | HMS Foyle | HMS Franchise | HMS Francis | HMS Franklin | HMS Fraser | HMS Fraserburgh | HMS Frederick William | HMS Frederickstein | HMS Frederickswaern | HMS Fredericton | HMS Freesia | HMS Fremantle | HMS French Ruby | HMS French Victory | HMS Frere | HMS Frettenham | HMS Freya | HMS Friendship | HMS Friezland | HMS Fritham | HMS Fritillary | HMS Frobisher | HMS Frog | HMS Frolic | HMS Frolic (1806) | HMS Frolic (1820) | HMS Frolic (1842) | HMS Frolic (1872) | HMS Frolic (1943) | HMS Frome | HMS Frontenac | HMS Fubbs | HMS Fuerte | HMS Fulmar | HMS Fulminate | HMS Fundy | HMS Furieuse | HMS Furious | HMS Furious (1797) | HMS Furious (1804) | HMS Furious (1850) | HMS Furious (1896) | HMS Furious (1916) | HMS Furnace | HMS Fury | HMS Fuze | HMS Fyen | HMS Fylla | HMS G-1 | HMS G-2 | HMS G-3 | HMS G-4 | HMS G-5 | HMS G-6 | HMS G-7 | HMS G-8 | HMS G-9 | HMS G-10 | HMS G-11 | HMS G-12 | HMS G-13 | HMS G-14 | HMS G-15 | HMS Gabbard (D47) | HMS Gabriel | HMS Gabriel Harfleur | HMS Gabriel Royal | HMS Gaddesdon | HMS Gadfly | HMS Gadwell | HMS Gael | HMS Gaiete | HMS Gaillarda | HMS Gainsborough | HMS Gala | HMS Galatea | HMS Galatea (1776) | HMS Galatea (1797) | HMS Galatea (1810) | HMS Galatea (1859) | HMS Galatea (1887) | HMS Galatea (1914) | HMS Galatea (71) | HMS Galatea (F18) | HMS Galathee | HMS Galgo | HMS Galicia | HMS Gallant (H59) | HMS Gallarita | HMS Gallion | HMS Galliot | HMS Galt | HMS Galteemore | HMS Gambia | HMS Gamston | HMS Gananoque | HMS Ganga | HMS Ganges | HMS Ganges (1782) | HMS Ganges (1821) | HMS Gannet | HMS Ganymede | HMS Gardenia | HMS Gardiner | HMS Garland | HMS Garland (1913) | HMS Garland (H37) | HMS Garlies | HMS Garnet | HMS Garry | HMS Garth | HMS Gascoyne | HMS Gaspe | HMS Gatineau | HMS Gatwick | HMS Gauntlet | HMS Gavinton | HMS Gavotte | HMS Gawler | HMS Gayundah | HMS Gazelle | HMS Geelong | HMS Gelykneid | HMS General Abercrombie | HMS General Craufurd | HMS General Grant | HMS General Monk | HMS General Platt | HMS General Wolfe | HMS Genereux | HMS Genista | HMS Genoa | HMS Gentian | HMS Gentille | HMS George | HMS Georgeham | HMS Georgetown | HMS Georgiana | HMS Geraldton | HMS Geranium | HMS Germaine | HMS Germoon Prize | HMS Gerrans Bay | HMS Geyser | HMS Ghurka | HMS Gibraltar | HMS Gibraltar (1711) | HMS Gibraltar (1754) | HMS Gibraltar (1779) | HMS Gibraltar (1780) | HMS Gibraltar (1860) | HMS Gibraltar (1892) | HMS Gibraltar (1943) | HMS Gibraltar Prize | HMS Gier | HMS Giffard | HMS Gifford | HMS Gift | HMS Gift Minor | HMS Giles | HMS Gilia | HMS Gilliflower | HMS Gipsy (H63) | HMS Girdle Ness | HMS Gironde | HMS Glace Bay | HMS Gladiator | HMS Gladiolus (K34) | HMS Gladstone | HMS Glaisdale | HMS Glamorgan (D19) | HMS Glasgow | HMS Glasgow (1707) | HMS Glasgow (1745) | HMS Glasgow (1757) | HMS Glasgow (1814) | HMS Glasgow (1861) | HMS Glasgow (1909) | HMS Glasgow (1937) | HMS Glasgow (D88) | HMS Glasserton | HMS Glassford | HMS Glatton | HMS Glatton (1795) | HMS Glatton (1855) | HMS Glatton (1871) | HMS Glatton (1915) | HMS Gleaner | HMS Glenarm | HMS Glenearn | HMS Glenelg | HMS Glengyle | HMS Glenmore | HMS Glenroy | HMS Glentham | HMS Globe | HMS Gloire | HMS Glommen | HMS Glorieux | HMS Gloriosa | HMS Glorioso | HMS Glorious | HMS Glory | HMS Glory (1763) | HMS Glory (1781) | HMS Glory (1788) | HMS Glory (1899) | HMS Glory (R62) | HMS Glory IV | HMS Gloucester | HMS Gloucester (1654) | HMS Gloucester (1695) | HMS Gloucester (1709) | HMS Gloucester (1711) | HMS Gloucester (1737) | HMS Gloucester (1745) | HMS Gloucester (1807) | HMS Gloucester (1812) | HMS Gloucester (1909) | HMS Gloucester (C62) | HMS Gloucester (1956) | HMS Gloucester (D96) | HMS Glowworm (H92) | HMS Gloxinia | HMS Gluckstadt | HMS Gnat | HMS Goathland | HMS Godavari | HMS Goderich | HMS Godetia | HMS Goelan | HMS Gold Coast | HMS Golden Falcon | HMS Golden Fleece | HMS Golden Hind | HMS Golden Horse | HMS Golden Lion | HMS Golden Rose | HMS Goldfinch | HMS Goliath | HMS Goliath (1.) | HMS Goliath (1898) | HMS Gomati | HMS Gondwana | HMS Good Fortune | HMS Good Hope | HMS Good Hope (1901) | HMS Good Intent | HMS Good Will | HMS Goodall | HMS Goodson | HMS Goodwin | HMS Goodwood | HMS Goole | HMS Goose Bay | HMS Gordon | HMS Gore | HMS Goree | HMS Gorey Castle | HMS Gorgon | HMS Gorleston | HMS Goshawk | HMS Gosport | HMS Gossamer | HMS Goulburn | HMS Gould | HMS Gozo | HMS Grace | HMS Grace Dieu | HMS Grace of God | HMS Grafton | HMS Grafton (H89) | HMS Grafton (F80) | HMS Gramont | HMS Grampian | HMS Grampus | HMS Grampus (1731) | HMS Grampus (1743) | HMS Grampus (1746) | HMS Grampus (1750) | HMS Grampus (1795) | HMS Grampus (1802) | HMS Grampus (1784) | HMS Grampus (1910) | HMS Grampus (N56) | HMS Grampus (S04) | HMS Grana | HMS Granby | HMS Grand Turk | HMS Grandmere | HMS Grandmistress | HMS Granicus | HMS Grantham | HMS Graph | HMS Grappler | HMS Grass Snake | HMS Grasshopper | HMS Grasshopper (1806) | HMS Grasshopper (1938) | HMS Grasshopper (Weymouth) | HMS Gravelines (D24) | HMS Grayfly | HMS Grays | HMS Great Barbara | HMS Great Bark | HMS Great Elizabeth | HMS Great Galley | HMS Great Harry | HMS Great Nicholas | HMS Great Pinnace | HMS Great Zabra | HMS Greatford | HMS Grecian | HMS Green Linnet | HMS Grenada | HMS Grenade (H86) | HMS Grenado | HMS Greenfish | HMS Greenfly | HMS Greenock | HMS Greenwich | HMS Greetham | HMS Grenville (H03) | HMS Gretna | HMS Grey Fox | HMS Grey Wolf | HMS Greyhond | HMS Greyhound | HMS Greyhound (1545) | HMS Greyhound (1585) | HMS Greyhound (1636) | HMS Greyhound (1657) | HMS Greyhound (1672) | HMS Greyhound (1694) | HMS Greyhound (1712) | HMS Greyhound (1719) | HMS Greyhound (1741) | HMS Greyhound (1763) | HMS Greyhound (1773) | HMS Greyhound (1780) | HMS Greyhound (1783) | HMS Greyhound (1813) | HMS Greyhound (1859) | HMS Greyhound (1900) | HMS Greyhound (H05) | HMS Greyhound (1944) | HMS Griffin (H31) | HMS Griffon | HMS Grille | HMS Grimsby | HMS Grindall | HMS Grinder | HMS Griper | HMS Grisle | HMS Grou | HMS Grouper | HMS Grove | HMS Growler | HMS Guachapin | HMS Guadeloupe | HMS Guardian | HMS Guardland | HMS Guelderland | HMS Guelph | HMS Guepe | HMS Guernsey | HMS Guerriere | HMS Guilder De Ruyter | HMS Guildford | HMS Guildford Castle | HMS Guillemot | HMS Guinea | HMS Guinevere | HMS Gull | HMS Gulnare | HMS Gurkha | HMS Gurkha (1.) | HMS Gurkha (F20) | HMS Gurkha (G63) | HMS Gurkha (F122) | HMS Guysborough | HMS Gympie | HMS Gipsy (H63) | HMS Halcyon | HMS Halcyon (1803) | HMS Halcyon (1813) | HMS Halcyon (1894) | HMS Halcyon (1916) | HMS Halcyon (1933) | HMS Halifax | HMS Hampshire | HMS Hampshire (1903) | HMS Hampshire (FY173) | HMS Hampshire (D06) | HMS Hampton | HMS Handy | HMS Hannibal | HMS Hardy | HMS Hardy (1896) | HMS Hardy (1912) | HMS Hardy (H87) | HMS Hardy (R08) | HMS Hardy (F54) | HMS Harpy | HMS Harrier | HMS Hartland | HMS Hart | HMS Harvester | HMS Hasty (H24) | HMS Haughty | HMS Havant | HMS Havelock | HMS Havock | HMS Havock (1893) | HMS Havock (H43) | HMS Hawke | HMS Hawkins | HMS Hazard | HMS Heartsease | HMS Heather | HMS Hebe | HMS Hebe (1782) | HMS Hebe (1804) | HMS Hebe (1826) | HMS Hebe (1892) | HMS Hebe (1936) | HMS Hecla | HMS Hecla (1815) | HMS Hecla (A133) | HMS Heliotrope | HMS Hepatica | HMS Herald | HMS Herald (1.) | HMS Herald (H138) | HMS Hercules | HMS Hercules (1759) | HMS Hercules (1815) | HMS Hercules (1868) | HMS Hercules (1910) | HMS Hercules (1943) | HMS Hereward (H93) | HMS Hermes | HMS Hermes (1913) | HMS Hermes (95) | HMS Hermes (R12) | HMS Hermione | HMS Hero | HMS Hero (1759) | HMS Hero (1803) | HMS Hero (1816) | HMS Hero (1858) | HMS Hero (1885) | HMS Hero (H99) | HMS Hesperus (H57) | HMS Hibernia | HMS Hibernia (1765) | HMS Hibernia (1804) | HMS Hibernia (1863) | HMS Hibernia (1905) | HMS Hibiscus | HMS Hibiscus (1917) | HMS Hibiscus (K24) | HMS Highflyer | HMS Highflyer (1813) | HMS Highflyer (1822) | HMS Highflyer (1851) | HMS Highflyer (1898) | HMS Highlander | HMS Hilary | HMS Hillary | HMS Hindustan | HMS Hind | HMS Holderness | HMS Hollyhock | HMS Honesty | HMS Honeysuckle | HMS Hood | HMS Hood (1859) | HMS Hood (1891) | HMS Hood (51) | HMS Hope | HMS Hornet | HMS Hornet (1893) | HMS Hornet (1911) | HMS Hostile (H55) | HMS Hotspur | HMS Hotspur (1810) | HMS Hotspur (1828) | HMS Hotspur (1870) | HMS Hotspur (H01) | HMS Howe | HMS Howe (1860) | HMS Howe (1885) | HMS Howe (1916) | HMS Howe (1940) | HMS Hunter | HMS Hunter (1646) | HMS Hunter (2.) | HMS Hunter (3.) | HMS Hunter (4.) | HMS Hunter (5.) | HMS Hunter (6.) | HMS Hunter (7.) | HMS Hunter (8.) | HMS Hunter (9.) | HMS Hunter (10.) | HMS Hunter (11.) | HMS Hunter (12.) | HMS Hunter (13.) | HMS Hunter (14.) | HMS Hunter (H35) | HMS Hunter (1943) | HMS Hunter (1983) | HMS Hurricane (H06) | HMS Hurworth | HMS Hussar | HMS Hussar (1757) | HMS Hussar (1763) | HMS Hussar (1780) | HMS Hussar (1784) | HMS Hussar (1798) | HMS Hussar (1799) | HMS Hussar (1807) | HMS Hussar (1894) | HMS Hussar (1934) | HMS Hyacinth | HMS Hyacinth (1829) | HMS Hyacinth (1881) | HMS Hyacinth (1898) | HMS Hyacinth (K84) | HMS Hyderabad | HMS Hydrangea | HMS Hyperion (H97) | HMS Hythe | HMS Ibis (U99) | HMS Icarus | HMS Icarus (1814) | HMS Icarus (1858) | HMS Icarus (1885) | HMS Icarus (D03) | HMS Ickford | HMS Ignotion | HMS Ildefonso | HMS Ilex (D61) | HMS Ilfracombe | HMS Illustrious | HMS Ilmington | HMS Ilston | HMS Imaum | HMS Immortalite | HMS Imogene (D44) | HMS Imogen | HMS Imperial (D09) | HMS Imperieuse | HMS Imperieuse (1793) | HMS Imperieuse (1852) | HMS Imperieuse (1883) | HMS Impeteux | HMS Impey | HMS Implacable | HMS Implacable (1800) | HMS Implacable (1899) | HMS Implacable (R86) | HMS Impregnable | HMS Impulsive (D11) | HMS Incendiary | HMS Incharran | HMS Inconstant | HMS Inconstant (1914) | HMS Inconstant (H49) | HMS Increase | HMS Indefatigable | HMS Indefatigable (1784) | HMS Indefatigable (1804) | HMS Indefatigable (1832) | HMS Indefatigable (1848) | HMS Indefatigable (1891) | HMS Indefatigable (1909) | HMS Indefatigable (1914) | HMS Indefatigable (R10) | HMS Independencia | HMS Indian | HMS Indignant | HMS Indomitable | HMS Indomitable (1907) | HMS Indomitable (R92) | HMS Industry | HMS Indus | HMS Infanta Don Carlos | HMS Infanta | HMS Infernal | HMS Inflexible | HMS Inflexible (1797) | HMS Inflexible (1881) | HMS Inflexible (1908) | HMS Inglefield (D02) | HMS Inglesham | HMS Inglis | HMS Ingonish | HMS Inman | HMS Insolent | HMS Inspector | HMS Instow | HMS Integrity | HMS Intelligence | HMS Intelligent | HMS Intrepid | HMS Intrepid (D10) | HMS Intrepid (L11) | HMS Invention | HMS Invermoriston | HMS Inverness | HMS Investigator | HMS Inveterate | HMS Invicta | HMS Invincible | HMS Invincible (1747) | HMS Invincible (1765) | HMS Invincible (1808) | HMS Invincible (1869) | HMS Invincible (1907) | HMS Invincible (R05) | HMS Iphigenia | HMS Ipswich | HMS Iris | HMS Iron Duke | HMS Iron Duke (1870) | HMS Iron Duke (1912) | HMS Iron Duke (F234) | HMS Iroquois | HMS Irresistible | HMS Irresistible (1801) | HMS Irresistible (1898) | HMS Irvine | HMS Irwell | HMS Isabella | HMS Isham | HMS Isinglass | HMS Isis | HMS Isis (1744) | HMS Isis (1747) | HMS Isis (1774) | HMS Isis (1819) | HMS Isis (1896) | HMS Isis (D87) | HMS Iskra | HMS Islay | HMS Isle of Wight | HMS Islip | HMS Ister | HMS Itchen | HMS Ithuriel (H05) | HMS Ivanhoe (D16) | HMS Iveston | HMS Ivy | HMS J.1 | HMS J.2 | HMS J.3 | HMS J.4 | HMS J.5 | HMS J.6 | HMS J.7 | HMS Jack Tar | HMS Jackal (F22) | HMS Jackdaw | HMS Jackton | HMS Jack | HMS Jaguar | HMS Jaguar (F34) | HMS Jaguar (F37) | HMS Jahangir | HMS Jalouse | HMS Jamaica (C44) | HMS James & Eliza | HMS James Bay | HMS James Galley | HMS James Watt | HMS James | HMS Jamuna | HMS Janissary | HMS Janus (F53) | HMS Jaseur | HMS Jasmine | HMS Jason | HMS Jasper | HMS Jastrzab | HMS Java | HMS Java (1806) | HMS Java (1811) | HMS Java (1815) | HMS Javelin (F61) | HMS Jed | HMS Jellicoe | HMS Jemmy | HMS Jennet Pyrwin | HMS Jennet | HMS Jeremiah | MS Jerfalcon | HMS Jersey (F72) | HMS Jervis Bay (F40) | HMS Jervis (F00) | HMS Jessamine | HMS Jesus & Mary | HMS Jesus of Lubeck | HMS Jesus | HMS Jewel | HMS John & Alexander | HMS John & Martha | HMS John & Peter | HMS John & Sarah | HMS John Ballinger | HMS John Baptist | HMS John Evangelist | HMS John of Dublin | HMS John of Greenwich | HMS Johnson | HMS John | HMS Jolly | HMS Jonquil | HMS Joseph Straker | HMS Joseph | HMS Josiah | HMS Joyful | HMS Jubilant | HMS Julian | HMS Julia | HMS Julius | HMS Jumna | MS Juniper (T123) | HMS Junon | HMS Juno | HMS Juno (1896) | HMS Juno (1938) | HMS Juno (F52) | HMS Jupiter | HMS Jupiter (1905) | HMS Jupiter (F85) | HMS Jupiter (F60) | HMS Juste | HMS Justitia | HMS Jutland (D62) | HMS K.1 | HMS K.2 | HMS K.3 | HMS K.4 | HMS K.5 | HMS K.6 | HMS K.7 | HMS K.8 | HMS K.9 | HMS K.10 | HMS K.11 | HMS K.12 | HMS K.13 | HMS K.14 | HMS K.15 | HMS K.16 | HMS K.17 | HMS K.18 | HMS K.19 | HMS K.20 | HMS K.21 | HMS K.22 | HMS K.23 | HMS K.24 | HMS K.25 | HMS K.26 | HMS K.27 | HMS K.28 | HMS Kale | HMS Kalgoorlie | HMS Kandahar (F28) | HMS Kangaroo | HMS Kangaroo (1795) | HMS Kangaroo (1805) | HMS Kangaroo (1818) | HMS Kangaroo (1829) | HMS Kangaroo (1852) | HMS Kangaroo (1900) | HMS Kaniere | HMS Karanja | HMS Karrakatta | HMS Kashmir | HMS Katherine Bark | HMS Katherine Breton | HMS Katherine Fortileza | HMS Katherine Galley | HMS Katherine | HMS Katoomba | HMS Keats | HMS Kedleston | HMS Keith | HMS Kellett | HMS Kellington | HMS Kelly (F01) | HMS Kelvin (F37) | HMS Kemerton | HMS Kempenfelt | HMS Kempthorne (K483) | HMS Kempton | HMS Kendal | HMS Kenilworth Castle (K420) | HMS Kennet | HMS Kennington | HMS Kentish | HMS Kent | HMS Kent (1653) | HMS Kent (1679) | HMS Kent (1746) | HMS Kent (1762) | HMS Kent (1797) | HMS Kent (1798) | HMS Kent (1810) | HMS Kent (1860) | HMS Kent (1901) | HMS Kent (68) | HMS Kent (D12) | HMS Kent (F78) | HMS Kenya (C14) | HMS Keppel | HMS Keren | HMS Kertch | HMS Kestrel | HMS Kew | HMS Khartoum | HMS Khedive | HMS Kiawo | HMS Kilbane | HMS Kilbarchan | HMS Kilbeggan | HMS Kilberry | HMS Kilbirnie | HMS Kilbrachan | HMS Kilbride | HMS Kilbrittain | HMS Kilburn | HMS Kilby | HMS Kilcar | HMS Kilcavan | HMS Kilchattan | HMS Kilchreest | HMS Kilchrenan | HMS Kilchvan | HMS Kilclare | HMS Kilcolgan | HMS Kilconnan | HMS Kilconnel | HMS Kilcoole | HMS Kilcornie | HMS Kilcot | HMS Kilcreggan | HMS Kilcullen | HMS Kilcurrig | HMS Kildale | HMS Kildarton | HMS Kildary | HMS Kildavin | HMS Kildimo | HMS Kildonan | HMS Kildorough | HMS Kildorry | HMS Kildpart | HMS Kildress | HMS Kildwick | HMS Kilfenora | HMS Kilfinny | HMS Kilfree | HMS Kilfullert | HMS Kilgarvan | HMS Kilglass | HMS Kilgobnet | HMS Kilgowan | HMS Kilhampton | HMS Kilham | HMS Kilkeel | HMS Kilkee | HMS Kilkenny | HMS Kilkenzie | HMS Kilkerrin | HMS Kilkhampton | HMS Killadoon | HMS Killaloo | HMS Killane | HMS Killarney | HMS Killary | HMS Killegan | HMS Killegar | HMS Killena | HMS Killerig | HMS Killiecrankie | HMS Killiney | HMS Killour | HMS Killowen | HMS Killybegs | HMS Killygordon | HMS Kilmacrennan | HMS Kilmaine | HMS Kilmalcolm | HMS Kilmallock | HMS Kilmanahan | HMS Kilmarnock | HMS Kilmartin | HMS Kilmead | HMS Kilmelford | HMS Kilmersdon | HMS Kilmington | HMS Kilmorey | HMS Kilmore | HMS Kilmuckridge | HMS Kilmun | HMS Kimberley | HMS Kincardine | HMS King Alfred | HMS King David | HMS King Edward VII | HMS King George V | HMS King George V (1911) | HMS King George V (1939) | HMS King of Prussia | HMS Kingcup | HMS Kingfisher (P260) | HMS Kingfish | HMS Kingham | HMS Kingsale | HMS Kingsford | HMS Kingsmill | HMS Kingston | HMS Kingston (1697) | HMS Kingston (1858) | HMS Kingston (F64) | HMS Kingston (1995) | HMS Kingussie | HMS Kinnairds Head | HMS Kinross | HMS Kinsale | HMS Kinsha | HMS Kipling | HMS Kirkliston | HMS Kistna | HMS Kitchen | HMS Kite (U87) | HMS Kittiwake | HMS Knaresborough Castle (K389) | HMS Knole | HMS Krakowiak | HMS Kronprincen | HMS Kronprincessen | HMS Kujawiak | HMS La Malouine | HMS Ladybird | HMS Ladybird (1916) | HMS Ladybird (1950) | HMS Ladybird (1970) | HMS Laertes | HMS Laforey | HMS Lagan | HMS Lammerton | HMS Lance | HMS Landrail | HMS Lapwing | HMS Largs | HMS Larkspur | HMS Lark | HMS Larne | HMS Lassoo | HMS Launceston Castle (K397) | HMS Laurel | HMS Lavender | HMS Laverock | HMS Lawford | HMS Leamington | HMS Leander | HMS Leander (1780) | HMS Leander (1813) | HMS Leander (1848) | HMS Leander (1872) | HMS Leander (75) | HMS Leander (F109) | HMS Leda | HMS Leda (1783) | HMS Leda (1800) | HMS Leda (1809) | HMS Leda (1828) | HMS Leda (1892) | HMS Leda (J93) | HMS Ledbury | HMS Leeds Castle | HMS Leeds Castle (K384) | HMS Leeds Castle (P258) | HMS Lee | HMS Legion | HMS Legion (1914) | HMS Legion (1939) | HMS Lennox | HMS Leonidas | HMS Leopard | HMS Leopard (1635) | HMS Leopard (1659) | HMS Leopard (1672) | HMS Leopard (1703) | HMS Leopard (1741) | HMS Leopard (1790) | HMS Leopard (1794) | HMS Leopard (1850) | HMS Leopard (1897) | HMS Leopard (1927) | HMS Leopard (F14) | HMS Leven | HMS Leviathan | HMS Leviathan (1.) | HMS Leviathan (R97) | HMS Li Wo | HMS Liberty | HMS Liberty (1768) | HMS Liberty (1913) | HMS Liberty (J391) | HMS Liffey | HMS Lightening | HMS Lightening (1691) | HMS Lightening (1740) | HMS Lightening (1746) | HMS Lightening (1776) | HMS Lightening (1806) | HMS Lightening (1823) | HMS Lightening (1829) | HMS Lightening (1877) | HMS Lightening (1895) | HMS Lightning (G55) | HMS Limbourne | HMS Linaria | HMS Lincoln | HMS Lincoln (1701) | HMS Lincoln (G42) | HMS Lincoln (F99) | HMS Linnet | HMS Lion | HMS Lively | HMS Liverpool | HMS Liverpool (1741) | HMS Liverpool (1758) | HMS Liverpool (1814) | HMS Liverpool (1860) | HMS Liverpool (1909) | HMS Liverpool (C11) | HMS Liverpool (D92) | HMS Lizard | HMS Llandaff (F42) | HMS Llewellyn | HMS Lobelia | HMS Loch Alvie (K428) | HMS Loch Dunvegan (K425) | HMS Loch Eck (K422) | HMS Loch Fada (K390) | HMS Loch Glendu | HMS Loch Insh (K433) | HMS Loch Killin | HMS Loch Killisport | HMS Loch Lomond (K437) | HMS Loch More | HMS Lochinvar | HMS Locust | HMS Locust (1939) | HMS Londonderry | HMS Londonderry (1935) | HMS Londonderry (1958) | HMS London | HMS London (1636) | HMS London (1656) | HMS London (1666) | HMS London (1756, I.) | HMS London (1756, II.) | HMS London (1759) | HMS London (1766) | HMS London (1840) | HMS London (1899) | HMS London (69) | HMS London (D16) | HMS London (F95) | HMS Lookout | HMS Lookout (1914) | HMS Lookout (1940) | HMS Loosestrife | HMS Lord Nelson | HMS Lord Nuffield | HMS Lotus | HMS Louis | HMS Lowestoft | HMS Loyal | HMS Lucifer | HMS Lurcher | HMS Lydiard | HMS Lydiard (1914) | HMS Lydiard (FY177) | HMS Lynx (F27) | HMS Lysander | HMS Lysander (1842) | HMS Lysander (1913) | HMS Lysander (J379) | HMS M1 | HMS M2 | HMS Macedonian | HMS Mackay | HMS Magnificent | HMS Magnificent (1766) | HMS Magnificent (1806) | HMS Magnificent (1894) | HMS Magnificent (1944) | HMS Magpie | HMS Magpie (1806) | HMS Magpie (1826) | HMS Magpie (1830) | HMS Magpie (1855) | HMS Magpie (1868) | HMS Magpie (1889) | HMS Magpie (1943) | HMS Magpie (1982) | HMS Mahratta | HMS Maidstone | HMS Majestic | HMS Majestic (1785) | HMS Majestic (1853) | HMS Majestic (1895) | HMS Majestic (1945) | HMS Malaya (1915) | HMS Malcolm | HMS Mallard | HMS Mallow | HMS Maloja | HMS Manchester | HMS Manchester (1.) | HMS Manchester (1937) | HMS Manchester (D95) | HMS Mandrake | HMS Manela | HMS Mantis | HMS Manxman | HMS Maori (F24) | HMS Maplin | HMS Marguerite | HMS Marigold | HMS Marigold (1650) | HMS Marigold (1653) | HMS Marigold (1673) | HMS Marigold (1677) | HMS Marigold (1915) | HMS Marigold (K87) | HMS Marlborough | HMS Marlborough (1706) | HMS Marlborough (1767) | HMS Marlborough (1807) | HMS Marlborough (1855) | HMS Marlborough (1912) | HMS Marlborough (F233) | HMS Marne | HMS Mars (1794) | HMS Mary Rose | HMS Mary Rose (1510) | HMS Mary Rose (1556) | HMS Mary Rose (1623) | HMS Mary Rose (1650) | HMS Mary Rose (1654) | HMS Mary Rose (1799) | HMS Mary Rose (1915) | HMS Mary Rose (1918) | HMS Mary Rose (J360) | HMS Martin | HMS Mashona | HMS Matabele | HMS Matchless | HMS Mauritius (C80) | HMS Mayflower | HMS Meadowsweet | HMS Medea | HMS Medea (1744) | HMS Medea (1778) | HMS Medea (1800) | HMS Medea (1833) | HMS Medea (1888) | HMS Medea (1915) | HMS Medea (1925) | HMS Medway | HMS Medway (1693) | HMS Medway (1755) | HMS Medway (1756) | HMS Medway (1812) | HMS Medway (1876) | HMS Medway (1916) | HMS Medway (1928) | HMS Medway (1959) | HMS Mermaid | HMS Mersey | HMS Mersey (1814) | HMS Mersey (1858) | HMS Mersey (1885) | HMS Mersey (1914) | HMS Mersey (2003) | HMS Meteor | HMS Middleton | HMS Middleton (L74) | HMS Middleton (M43) | HMS Midge | HMS Mignonette | HMS Milfoil | HMS Milne | HMS Mimico | HMS Mimosa | HMS Minas | HMS Minden | HMS Mindful | HMS Minerva | HMS Minerva (1759) | HMS Minerva (1780) | HMS Minerva (1781) | HMS Minerva (1805) | HMS Minerva (1820) | HMS Minerva (1895) | HMS Minerva (1925) | HMS Minerva (F45) | HMS Minerve | HMS Minion | HMS Minnikin | HMS Minorca | HMS Minoru | HMS Minos | HMS Minos (1840) | HMS Minos (1914) | HMS Minotaur | HMS Minotaur (1.) | HMS Minotaur (1863) | HMS Minotaur (1906) | HMS Minotaur (1943) | HMS Minstrel | HMS Minto | HMS Minuet | HMS Minx | HMS Miramichi | HMS Miranda | HMS Mischief | HMS Mistletoe | HMS Mistley | HMS Mistral | HMS Moa | HMS Modbury | HMS Moderate | HMS Modeste | HMS Mohawk | HMS Mohawk (F31) | HMS Mohawk (F125) | HMS Moira | HMS Monaghan | HMS Monarca | HMS Monarch | HMS Monarch (1802) | HMS Monarch (1868) | HMS Monarch (1911) | HMS Monck | HMS Moncton | HMS Monkshood | HMS Monmouth | HMS Monmouth (1666) | HMS Monmouth (1667) | HMS Monmouth (1767) | HMS Monmouth (1796) | HMS Monmouth (1828) | HMS Monmouth (1901) | HMS Monmouth (F235) | HMS Montagu | HMS Montbretia | HMS Montrose | HMS Montrose (1918) | HMS Montrose (F236) | HMS Morecambe Bay | HMS Mosquito | HMS Mounts Bay | HMS Mourne | HMS Moy | HMS Mull of Kintyre | HMS Mull | HMS Musk | HMS Myosotis | HMS Myrmidon | HMS Myrmidon (1781) | HMS Myrmidon (1813) | HMS Myrmidon (1845) | HMS Myrmidon (1867) | HMS Myrmidon (1900) | HMS Myrmidon (1942) | HMS Myrmidon (1944) | HMS Nabob | HMS Naiad | HMS Naiad (F39) | HMS Nairana | HMS Nairana (1917) | HMS Nairana (1944) | HMS Napier | HMS Napier (1844) | HMS Napier (1916) | HMS Napier (G97) | HMS Narcissus | HMS Narcissus (1781) | HMS Narcissus (1801) | HMS Narcissus (1846) | HMS Narcissus (1849) | HMS Narcissus (1859) | HMS Narcissus (1886) | HMS Narcissus (1915) | HMS Narcissus (1941) | HMS Narwhal | HMS Nasturtium | HMS Nelson | HMS Nelson (1881) | HMS Nelson (1927) | HMS Nelson (Portsmouth) | HMS Nemesis | HMS Nene | HMS Nepeta | HMS Neptune | HMS Neptune (1683) | HMS Neptune (1797) | HMS Neptune (1874) | HMS Neptune (1909) | HMS Neptune (20) | HMS Neptune (Faslane) | HMS Nereide | HMS Nerissa | HMS Ness | HMS Nestor | HMS New Zealand | HMS New Zealand (1904) | HMS New Zealand (1911) | HMS New Zealand (1946) | HMS Newcastle | HMS Newcastle (1653) | HMS Newcastle (1704) | HMS Newcastle (1750) | HMS Newcastle (1812) | HMS Newcastle (1860) | HMS Newcastle (1910) | HMS Newcastle (1937) | HMS Newcastle (D87) | HMS Newfoundland (C59) | HMS Niagara | HMS Nicator | HMS Nicholas Reede | HMS Nicholas | HMS Nicodemus | HMS Niemen | HMS Nieuport | HMS Nigella | HMS Nigeria | HMS Niger | HMS Niger (1759) | HMS Niger (1813) | HMS Niger (1846) | HMS Niger (1880) | HMS Niger (1892) | HMS Niger (1936) | HMS Niger (1944) | HMS Niger (1945) | HMS Nightingale | HMS Nilam | HMS Nile | HMS Nimble | HMS Nimrod | HMS Niobe | HMS Nipigon | HMS Nisus | HMS Nith | HMS Nitrocris | HMS Nizam | HMS Noble | HMS Nomad | HMS Nonpareil | HMS Nonsuch | HMS Nonsuch (1646) | HMS Nonsuch (1654) | HMS Nonsuch (1668) | HMS Nonsuch (1696) | HMS Nonsuch (1741) | HMS Nonsuch (1774) | HMS Nonsuch (1915) | HMS Nonsuch (1945) | HMS Nootka | HMS Noranda | HMS Norfolk | HMS Norfolk (1693) | HMS Norfolk (1757) | HMS Norfolk (3.) | HMS Norfolk (78) | HMS Norfolk (D21) | HMS Norfolk (F230) | HMS Norge | HMS Norman | HMS Norseman | HMS Norsyd | HMS North Bay | HMS Northampton | HMS North | HMS Nottingham | HMS Nottingham (1703) | HMS Nottingham (1794) | HMS Nottingham (1913) | HMS Nottingham (D91) | HMS Nubian | HMS Nubian (1909) | HMS Nubian (F36) | HMS Nubian (F131) | HMS Nyasaland | HMS Nymphe | HMS O1 | HMS Oakham Castle | HMS Oakington | HMS Oakley | HMS Oakville | HMS Oak | HMS Obdurate | HMS Obedient | HMS Obedient (1916) | HMS Obedient (G48) | HMS Oberon | HMS Oberon (1805) | HMS Oberon (1847) | HMS Oberon (1916) | HMS Oberon (P21) | HMS Oberon (S09) | HMS Obervateur | HMS Observer | HMS Ocean | HMS Ocean (1761) | HMS Ocean (1805) | HMS Ocean (1863) | HMS Ocean (1898) | HMS Ocean (1945) | HMS Ocean (L12) | HMS Oceanway | HMS Ocelot (S17) | HMS Ockham | HMS Ocktavia | HMS Odiham | HMS Odin | HMS Odin (N84) | HMS Odin (J460) | HMS Odin (S10) | HMS Odzani | HMS Offa | HMS Ogre | HMS Oiseau | HMS Ojibwa | HMS Okanagan | HMS Okehampton | HMS Old Francis | HMS Old James | HMS Old Lawrence | HMS Old President | HMS Old Roebuck | HMS Old Success | HMS Old Truelove | HMS Old Warwick | HMS Olive Branch | HMS Olympia | HMS Olympus | HMS Omdurman | HMS Onondaga | HMS Onslaught | HMS Onslow | HMS Ontario | HMS Onyx | HMS Opal | HMS Ophelia | HMS Opossum | HMS Opportune | HMS Oracle | HMS Orange Tree | HMS Orangeville | HMS Orby | HMS Orcadia | HMS Orchis | HMS Orestes | HMS Orestes (1781) | HMS Oreste | HMS Orford Ness | HMS Orford Prize | HMS Orford | HMS Oriana | HMS Oribi | HMS Oriflamme | HMS Orilla | HMS Oriole | HMS Orion | HMS Orion (1787) | HMS Orion (1854) | HMS Orion (1879) | HMS Orion (1904) | HMS Orion (1910) | HMS Orion (85) | HMS Orion (1940) | HMS Orion (1974) | HMS Orissa | HMS Orkan | HMS Orkney | HMS Orlando | HMS Ormonde | HMS Ornen | HMS Oronoque | HMS Orontes | HMS Oroonoko | HMS Orpheus | HMS Orquijo | HMS Ortenzia | HMS Orwell | HMS Oryx | HMS Osborne | HMS Oshawa | HMS Osiris | HMS Osprey | HMS Ossington | HMS Ossory | HMS Ostend | HMS Ostrich | HMS Oswald | HMS Oswego | HMS Oswestry Castle | HMS Otranto | HMS Otter | HMS Otus | HMS Oudenarde | HMS Oulston | HMS Oundle | HMS Ouragan | HMS Ouse | HMS Overton | HMS Overyssel | HMS Owen Glendower | HMS Owen Sound | HMS Owen | HMS Owl | HMS Owners Adventure | HMS Owners Goodwill | HMS Owners Love | HMS Oxford Castle (K692) | HMS Oxford | HMS Oxlip | HMS P31 | HMS P34 | HMS P35 | HMS P36 | HMS P38 | HMS P39 | HMS P42 | HMS P44 | HMS P46 | HMS P48 | HMS P212 | HMS P219 | HMS P222 | HMS P311 | HMS P551 | HMS Pactolus | HMS Pakenham | HMS Paladin | HMS Pallas | HMS Palomares (1937) | HMS Pandora | HMS Pandora (1779) | HMS Pandora (1859) | HMS Pandora (1889) | HMS Pandora (1900) | HMS Pandora (N42) | HMS Panther | HMS Paragon | HMS Paramatta | HMS Parthian | HMS Partridge | HMS Pathfinder | HMS Pathfinder (1904) | HMS Pathfinder (G10) | HMS Patrol | HMS Pearl | HMS Pegasus | HMS Pelican | HMS Pelorus | HMS Pembroke | HMS Penelope | HMS Penelope (1778) | HMS Penelope (1783) | HMS Penelope (1798) | HMS Penelope (1829) | HMS Penelope (1867) | HMS Penelope (1914) | HMS Penelope (1918) | HMS Penelope (1935) | HMS Penelope (F127) | HMS Pennywort | HMS Penn | HMS Penstemon | HMS Pentstemon | HMS Penzance | HMS Penzance (1665) | HMS Penzance (1747) | HMS Penzance (L28) | HMS Penzance (M106) | HMS Peony | HMS Periwinkle | HMS Perseus (R51) | HMS Petard | HMS Petrel | HMS Petunia | HMS Pevensey Castle (K449) | HMS Phaeton | HMS Phaeton (1883) | HMS Phaeton (1914) | HMS Phaeton (1934) | HMS Phoebe | HMS Phoenix | HMS Phoenix (1546) | HMS Phoenix (1613) | HMS Phoenix (1647) | HMS Phoenix (1665) | HMS Phoenix (1671) | HMS Phoenix (1692) | HMS Phoenix (1694) | HMS Phoenix (1743) | HMS Phoenix (1759) | HMS Phoenix (1783) | HMS Phoenix (1832) | HMS Phoenix (1879) | HMS Phoenix (1895) | HMS Phoenix (1911) | HMS Phoenix (1929) | HMS Pickle | HMS Picotee | HMS Pimpernel | HMS Pincher | HMS Pink | HMS Pioneer | HMS Pioneer (1899) | HMS Pioneer (R76) | HMS Plover | HMS Plymouth | HMS Plym (K271) | HMS Polyanthus | HMS Polyphemus | HMS Polyphemus (1782) | HMS Polyphemus (1840) | HMS Polyphemus (1881) | HMS Polyphemus (1945) | HMS Pomone | HMS Poppy | HMS Porcupine | HMS Porpoise | HMS Portchester Castle (K362) | HMS Portland | HMS Portland (1653) | HMS Portland (1693) | HMS Portland (1744) | HMS Portland (1770) | HMS Portland (1795) | HMS Portland (1822) | HMS Portland (1941) | HMS Portland (F79) | HMS Potentilla | HMS Powerful | HMS Powerful (1.) | HMS Powerful (1854) | HMS Powerful (3.) | HMS Powerful (R95) | HMS Pozarica | HMS Premier | HMS Primrose | HMS Primula | HMS Prince | HMS Prince Charles | HMS Prince George | HMS Prince George (1682) | HMS Prince George (1763) | HMS Prince George (1772) | HMS Prince George (1895) | HMS Prince Leopold | HMS Prince of Wales | HMS Prince of Wales (1765) | HMS Prince of Wales (1794) | HMS Prince of Wales (1795) | HMS Prince of Wales (1805) | HMS Prince of Wales (1869) | HMS Prince of Wales (1902) | HMS Prince of Wales (1939) | HMS Princess Royal | HMS Princess Royal (1739) | HMS Princess Royal (1773) | HMS Princess Royal (1853) | HMS Princess Royal (1911) | HMS Prins Albert | HMS Prinses Astrid | HMS Prinses Beatrix | HMS Privet | HMS Prometheus | HMS Proserpine | HMS Protector | HMS Proteus | HMS Psyche | HMS Puckeridge | HMS Puffin | HMS Puncher | HMS Punjabi | HMS Pursuer | HMS Pyramus | HMS Python | HMS Qu'appele | HMS Quadrant (G11) | HMS Quadra | HMS Quadrille | HMS Quail | HMS Quail (1895) | HMS Quail (G45) | HMS Quainton | HMS Quaker | HMS Qualicum | HMS Quality (G62) | HMS Quantock | HMS Quebec | HMS Queen Charlotte | HMS Queen Elizabeth | HMS Queen Elizabeth (1913) | HMS Queen Emma | HMS Queen Mab | HMS Queen Mary | HMS Queen of Kent | HMS Queenborough (G30) | HMS Queen | HMS Queen (1225) | HMS Queen (1673) | HMS Queen (1769) | HMS Queen (1839) | HMS Queen (1902) | HMS Queen (D19) | HMS Quentin (G78) | HMS Quesnel | HMS Quest | HMS Quiberon (G81) | HMS Quickmatch (G92) | HMS Quilliam (G09) | HMS Quinte | HMS Quittance | HMS Quorn | HMS Quorn (1916) | HMS Quorn (L66) | HMS Quorn (M41) | HMS Racehorse | HMS Racoon | HMS Radstock | HMS Raglan | HMS Raider | HMS Rainbow | HMS Ramillies | HMS Ramillies (1664) | HMS Ramillies (1892) | HMS Ramillies (1916) | HMS Ramsey | HMS Ranger | HMS Rapid | HMS Rattlesnake | HMS Rawalpindi | HMS Rayleigh Castle | HMS Reading | HMS Recruit | HMS Redgauntlet | HMS Redmill | HMS Redoubt | HMS Redpole | HMS Regent | HMS Regulus | HMS Relentless | HMS Renard | HMS Renonculus | HMS Renown | HMS Renown (1895) | HMS Renown (1916) | HMS Renown (S26) | HMS Repulse | HMS Repulse (1595) | HMS Repulse (1759) | HMS Repulse (1779) | HMS Repulse (1780) | HMS Repulse (1780, II.) | HMS Repulse (1794) | HMS Repulse (1803) | HMS Repulse (1855) | HMS Repulse (1868) | HMS Repulse (1892) | HMS Repulse (1916) | HMS Repulse (S23) | HMS Resolute | HMS Resolution | HMS Resolution (1667) | HMS Resolution (1705) | HMS Resolution (1708) | HMS Resolution (1758) | HMS Resolution (1770) | HMS Resolution (Cook) | HMS Resolution (1779) | HMS Resolution (1892) | HMS Resolution (1915) | HMS Resolution (S22) | HMS Resolution (1989) | HMS Resource | HMS Restless | HMS Revenge | HMS Revenge (1577) | HMS Revenge (1805) | HMS Revenge (1859) | HMS Revenge (1892) | HMS Revenge (1915) | HMS Revenge (S27) | HMS Rhododendron | HMS Rhyl | HMS Richmond | HMS Richmond (1656) | HMS Richmond (1672) | HMS Richmond (1745) | HMS Richmond (1757) | HMS Richmond (1806) | HMS Richmond (6.) | HMS Richmond (G88) | HMS Richmond (F239) | HMS Rifleman | HMS Rigorous | HMS Riviera | HMS Rob Roy | HMS Roberts | HMS Robust | HMS Rocket | HMS Rockrose | HMS Rockwood | HMS Rodney | HMS Rodney (1759) | HMS Rodney (1781) | HMS Rodney (1809) | HMS Rodney (1830) | HMS Rodney (1884) | HMS Rodney (1916) | HMS Rodney (29) | HMS Roebuck | HMS Rolls Royce | HMS Romola | HMS Rorqual | HMS Rosalind | HMS Rosebay | HMS Rose | HMS Rose (1757) | HMS Rose (K102) | HMS Rother | HMS Rowena | HMS Roxburgh | HMS Royal Arthur | HMS Royal Charlotte | HMS Royal Eagle | HMS Royal James | HMS Royal Oak | HMS Royal Sovereign | HMS Royal Sovereign (1637) | HMS Royal Sovereign (1701) | HMS Royal Sovereign (1786) | HMS Royal Sovereign (1891) | HMS Royal Sovereign (1915) | HMS Royal Ulsterman | HMS Royalist | HMS Royalist (1883) | HMS Royalist (1915) | HMS Rubble | HMS Ruby | HMS Rupert | HMS Rushen Castle (K372) | HMS Russell | HMS Sable | HMS Sabre | HMS Safari | HMS Saga | HMS Sahib | HMS Saladin | HMS Salamander | HMS Salisbury | HMS Salmon | HMS Salmon (H58) | HMS Salmon (N65) | HMS Salvia | HMS Samphire | HMS Sandfly | HMS Sandown | HMS Sanguine | HMS Sapphire | HMS Saracen | HMS Sardonyx | HMS Sarpedon | HMS Saturn | HMS Satyr | HMS Saumarez | HMS Savage | HMS Saxifrage | HMS Scarab | HMS Scarborough | HMS Sceptre | HMS Sceptre (1781) | HMS Sceptre (1802) | HMS Sceptre (1917) | HMS Sceptre (P215) | HMS Sceptre (S104) | HMS Scimitar | HMS Scorcher | HMS Scorpion | HMS Scorpion (1746) | HMS Scorpion (1785) | HMS Scorpion (1794) | HMS Scorpion (1803) | HMS Scorpion (1832) | HMS Scorpion (1863) | HMS Scorpion (1910) | HMS Scorpion (1937) | HMS Scorpion (1942) | HMS Scorpion (1946) | HMS Scotsman | HMS Scotstoun | HMS Scott | HMS Scourge | HMS Scout | HMS Scylla | HMS Scylla (1809) | HMS Scylla (1856) | HMS Scylla (1891) | HMS Scylla (1940) | HMS Scylla (F71) | HMS Scythe | HMS Scythian | HMS Sea Devil | HMS Sea Dog | HMS Sea Nymph | HMS Sea Rover | HMS Sea Scout | HMS Seabear | HMS Seafire | HMS Seagull | HMS Seahorse | HMS Seal | HMS Sealion | HMS Sealion (WWII) | HMS Sealion (S07) | HMS Sealion (Ballykelly) | HMS Seanymph | HMS Searcher | HMS Seawolf | HMS Selene | HMS Senator | HMS Seneschal | HMS Sennen | HMS Sentinel | HMS Sepoy | HMS Seraph | HMS Serapis | HMS Serapis (1779) | HMS Serapis (1782) | HMS Serapis (1866) | HMS Serapis (1918) | HMS Serapis (1943) | HMS Serene | HMS Sesame | HMS Setter | HMS Severn | HMS Severn (1693) | HMS Severn (1739) | HMS Severn (1747) | HMS Severn (1813, I.) | HMS Severn (1813, II.) | HMS Severn (6.) | HMS Severn (1885) | HMS Severn (1914) | HMS Severn (9.) | HMS Severn (P282) | HMS Shah | HMS Shah (1873) | HMS Shah (1943) | HMS Shakespeare | HMS Shalimar | HMS Shamrock | HMS Shannon | HMS Shannon (1757) | HMS Shannon (1796) | HMS Shannon (1803) | HMS Shannon (1806) | HMS Shannon (1814) | HMS Shannon (1832) | HMS Shannon (1855) | HMS Shannon (1875) | HMS Shannon (1906) | HMS Shark | HMS Shark (1894) | HMS Shark (1912) | HMS Shark (1916) | HMS Shark (N54) | HMS Shark (G03) | HMS Sharpshooter | HMS Sheffield | HMS Sheffield (24) | HMS Sheffield (D80) | HMS Sheffield (F96) | HMS Sheldrake | HMS Shikari | HMS Shoreham | HMS Shoreham (1694) | HMS Shoreham (2.) | HMS Shoreham (3.) | HMS Shoreham (L32) | HMS Shoreham (M112) | HMS Shropshire (83) | HMS Sibyl | HMS Sickle | HMS Sidon | HMS Sidon (1846) | HMS Sidon (1944) | HMS Sikh | HMS Simbang | HMS Simoon | HMS Sirdar | HMS Sirius | HMS Sirius (1786) | HMS Sirius (1892) | HMS Sirius (82) | HMS Sirius (F40) | HMS Skate | HMS Skilful | HMS Skipjack | HMS Skirmisher | HMS Smilax | HMS Smiter | HMS Snapdragon | HMS Snapper | HMS Snowberry | HMS Snowdrop | HMS Snowflake | HMS Solent | HMS Somali | HMS Somerset | HMS Somerset (1698) | HMS Somerset (1731) | HMS Somerset (1748) | HMS Somerset (F82) | HMS Somme | HMS Sorceress | HMS Southampton | HMS Southampton (1693) | HMS Southampton (1757) | HMS Southampton (1820) | HMS Southampton (1912) | HMS Southampton (C38) | HMS Southampton (D90) | HMS Southwold | HMS Sovereign of the Seas | HMS Sovereign | HMS Spanker | HMS Spanker (1856) | HMS Spanker (J226) | HMS Spark | HMS Sparrowhawk | HMS Sparrowhawk (1895) | HMS Sparrowhawk (1912) | HMS Sparrowhawk (1918) | HMS Sparrow | HMS Spartan | HMS Spartan (1806) | HMS Spartan (1824) | HMS Spartan (1841) | HMS Spartan (1868) | HMS Spartan (1891) | HMS Spartan (1942) | HMS Spartan (S105) | HMS Spartiate (1793) | HMS Spearfish | HMS Spearhead | HMS Spear | HMS Speedwell | HMS Speedy | HMS Spey | HMS Sphinx | HMS Spider | HMS Spikenard | HMS Spindrif | HMS Spiraea | HMS Spirit | HMS Spiteful | HMS Spitfire | HMS Spitfire (1783) | HMS Spitfire (1895) | HMS Spitfire (1912) | HMS Splendid | HMS Splendid (1597) | HMS Splendid (1918) | HMS Splendid (1942) | HMS Splendid (S106) | HMS Sportive | HMS Sportsman | HMS Sprightly | HMS Springbank | HMS Springbok | HMS Springer | HMS Spur | HMS Squirrel | HMS St. Albans | HMS St. Albans (1687) | HMS St. Albans (1706) | HMS St. Albans (1747) | HMS St. Albans (1777) | HMS St. Albans (I15) | HMS St. Albans (F83) | HMS St. George | HMS St. Vincent | HMS St. Vincent (1692) | HMS St. Vincent (1780) | HMS St. Vincent (1815) | HMS St. Vincent (1908) | HMS Stalker | HMS Stalwart | HMS Starfish | HMS Starling | HMS Starling (1.) | HMS Starling (U66) | HMS Starling (P241) | HMS Starwort | HMS Statesman | HMS Statice | HMS Staunch | HMS Stayner | MS Steadfast | HMS Sterlet | HMS Sterling | HMS Stoic | HMS Stonecrop | HMS Stonehenge | HMS Stork | HMS Stormcloud | HMS Storm | HMS Stour | HMS Stratagem | HMS Strathella | HMS Strenuous | HMS Striker | HMS Strongbow | HMS Stronghold | HMS Stuart | HMS Stubborn | HMS Sturdy | HMS Sturgeon | HMS Stygian | HMS Subtle | HMS Success | HMS Suffolk | HMS Suffolk (1680) | HMS Suffolk (1694) | HMS Suffolk (1765) | HMS Suffolk (1903) | HMS Suffolk (1926) | HMS Sunderland | HMS Sundew | HMS Sunfish | HMS Sunflower | HMS Superb | HMS Superb (1710) | HMS Superb (1736) | HMS Superb (1760) | HMS Superb (1798) | HMS Superb (1842) | HMS Superb (1875) | HMS Superb (1907) | HMS Superb (1943) | HMS Superb (S109) | HMS Supreme | HMS Surf | HMS Surly | HMS Surprise | HMS Surprise (1794) | HMS Surprise (1856) | HMS Surprise (1885) | HMS Surprise (1916) | HMS Sussex | HMS Swale | HMS Swallow | HMS Sweetbriar | HMS Swiftsure | HMS Swiftsure (1804) | HMS Swiftsure (1870) | HMS Swiftsure (1903) | HMS Swiftsure (08) | HMS Swiftsure (S126) | HMS Swift | HMS Swordfish | HMS Swordsman | HMS Sycamore | HMS Sylph | HMS Sylvia | HMS Syren | HMS Syrtis | HMS Tabard | HMS Taciturn | HMS Tactician | HMS Taku | HMS Taku (1898) | HMS Taku (N38) | HMS Talbot | HMS Talent | HMS Talent (1943) | HMS Talent (S92) | HMS Talisman | HMS Tally-Ho | HMS Talybont | HMS Tamarisk | HMS Tancred | HMS Tantalus | HMS Tantivy | HMS Tapir | HMS Tara | HMS Tarn | HMS Tarpon | HMS Tartar | HMS Tartar (1756) | HMS Tartar (1801) | HMS Tartar (1814) | HMS Tartar (1854) | HMS Tartar (1886) | HMS Tartar (1907) | HMS Tartar (1937) | HMS Tartar (F113) | HMS Tasmania | HMS Tasman | HMS Tattoo | HMS Taurus | HMS Tavy | HMS Tay | HMS Teazer | HMS Telemachus | HMS Temeraire | HMS Temeraire (1759) | HMS Temeraire (1798) | HMS Temeraire (1876) | HMS Temeraire (1907) | HMS Temeraire (1939) | HMS Tempest | HMS Templar | HMS Tenacious | HMS Tenedos | HMS Teredo | HMS Termagent | HMS Terrapin | HMS Terrible | HMS Terrible (1694) | HMS Terrible (1730) | HMS Terrible (1747) | HMS Terrible (1762) | HMS Terrible (1785) | HMS Terrible (1845) | HMS Terrible (1895) | HMS Terrible (R93) | HMS Terror | HMS Test | HMS Tetrarch | HMS Teviot Bank | HMS Teviot | HMS Thames | HMS Thanet | HMS Thane | HMS Thermopylae (P355) | HMS Theseus | HMS Theseus (1786) | HMS Theseus (1892) | HMS Thetis | HMS Thetis (1890) | HMS Thetis (N25) | HMS Thisbe | HMS Thistle | HMS Thor (P349) | HMS Thornborough | HMS Thorn | HMS Thorough | HMS Thracian | HMS Thrasher | HMS Thruster | HMS Thule | HMS Thunderbolt | HMS Thunderer | HMS Thunderer (1760) | HMS Thunderer (1776) | HMS Thunderer (1783) | HMS Thunderer (1831) | HMS Thunderer (1872) | HMS Thunderer (1911) | HMS Thunderer (1939) | HMS Thyme | HMS Tiara (P351) | HMS Tiger | HMS Tiger (1546) | HMS Tiger (1613) | HMS Tiger (1647) | HMS Tiger (1743) | HMS Tiger (1747) | HMS Tiger (1762) | HMS Tiger (1794) | HMS Tiger (1808) | HMS Tiger (1849) | HMS Tiger (1900) | HMS Tiger (1913) | HMS Tiger (1942) | HMS Tiger (C20) | HMS Tigress | HMS Tigris | HMS Tilbury | HMS Tintagel Castle | HMS Tintagel | HMS Tipperary | HMS Tiptoe | HMS Tireless | HMS Tireless (P327) | HMS Tireless (S88) | HMS Titania | HMS Tobago | HMS Token | HMS Tomahawk | HMS Tonnant - HMS Tonnant (1792) | HMS Topaze | HMS Torbay | HMS Torbay (1693) | HMS Torbay (1919) | HMS Torbay (1940) | HMS Torbay (S90) | HMS Torch | HMS Toreador | HMS Tormentor | HMS Tornado | HMS Torrent | HMS Torrid | HMS Torrington | HMS Tortola | HMS Totem | HMS Tourmaline | HMS Tracker | HMS Tracker (D24) | HMS Tracker (1997) | HMS Tradewind | HMS Trafalgar | HMS Trafalgar (1820) | HMS Trafalgar (1841) | HMS Trafalgar (1887) | HMS Trafalgar (D77) | HMS Trafalgar (S107) | HMS Transylvania | HMS Traveller | HMS Trenchant | HMS Trenchant (1916) | HMS Trenchant (1943) | HMS Trenchant (S91) | HMS Trespasser | HMS Triad | MS Tribune | HMS Trident | HMS Trillium | HMS Trinidad | HMS Triton | HMS Triton (1702) | HMS Triton (1741) | HMS Triton (1745) | HMS Triton (1771) | HMS Triton (1796) | HMS Triton (1846) | HMS Triton (1882) | HMS Triton (N15) | HMS Triumph | HMS Triumph (1764) | HMS Triumph (1870) | HMS Triumph (1903) | HMS Triumph (N18) | HMS Triumph (R16) | HMS Triumph (S93) | HMS Trojan | HMS Trooper | HMS Troubridge | HMS Truant | HMS Truculent | HMS Truelove | HMS Trumpeter | HMS Trump (P333) | HMS Truncheon | HMS Trusty | HMS Tryphon | HMS Tudor | HMS Tulip | HMS Tumult | HMS Tuna | HMS Turbulent | HMS Turbulent (1805) | HMS Turbulent (1916) | HMS Turbulent (1919) | HMS Turbulent (N98) | HMS Turbulent (S87) | HMS Turpin | HMS Turquoise | HMS Tuscan | HMS Tutankhamen | HMS Tweed | HMS Tyler | HMS Tynedale | HMS Tyne | HMS Tyne (1814) | HMS Tyne (1826) | HMS Tyne (1867) | HMS Tyne (1878) | HMS Tyne (F24) | HMS Tyne (P281) | HMS Tynwald | HMS Tyrian | HMS U.1407 | HMS Ufton | HMS Uganda (C66) | HMS Ulex | HMS Ullswater | HMS Ulster Monarch | HMS Ulster Queen | HMS Ulster | HMS Ultimatum | HMS Ultor | HMS Ulysses | HMS Umbra (P35) | HMS Umpire | HMS Una | HMS Unbeaten | HMS Unbending | HMS Unbridled | HMS Unbroken | HMS Undaunted | HMS Undine | HMS Ungava | HMS Unicorn | HMS Union | HMS Unique | HMS Unison | HMS United | HMS Unite | HMS Unity III | HMS Unity II | HMS Unity | HMS Universal | HMS Unrivalled | HMS Unruffled | HMS Unruly | HMS Unseen | HMS Unshaken | HMS Unsparing | HMS Unswerving | HMS Untamed | HMS Untiring | HMS Upas | HMS Upholder | HMS Upholder (P37) | HMS Upholder (S40) | HMS Uppingham | HMS Upright | HMS Uproar | HMS Upshot | HMS Upstart | HMS Upton | HMS Upward | HMS Urania | HMS Uranie | HMS Urchin | HMS Uredd | HMS Ure | HMS Urgent | HMS Urge | HMS Ursa | HMS Ursula | HMS Urtica | HMS Usk | HMS Usurper | HMS Uther | HMS Utile | HMS Utmost | HMS Utopia | HMS Utrecht | HMS Valentine | HMS Valhalla | HMS Valiant | HMS Valiant (1759) | HMS Valiant (1807) | HMS Valiant (1825) | HMS Valiant (1863) | HMS Valiant (1914) | HMS Valiant (S102) | HMS Valkyrie | HMS Valorous | HMS Vampire | HMS Vampire (D68) | HMS Vampire (P72) | HMS Vampire (D11) | HMS Vancouver | HMS Vanessa | HMS Vanguard | HMS Vanguard (1568) | HMS Vanguard (1631) | HMS Vanguard (1678) | HMS Vanguard (1748) | HMS Vanguard (1787) | HMS Vanguard (1835) | HMS Vanguard (1869) | HMS Vanguard (1909) | HMS Vanguard (1944) | HMS Vanguard (S28) | HMS Vanity | HMS Vanoc | HMS Vanquisher | HMS Vansittart | HMS Vascama | HMS Vectis | HMS Vega | HMS Vehement | HMS Velox | HMS Vendetta | HMS Venerable | HMS Venerable (1784) | HMS Venerable (1808) | HMS Venerable (1899) | HMS Venerable (R63) | HMS Venetia | HMS Vengeance | HMS Vengeance (1758) | HMS Vengeance (1774) | HMS Vengeance (1793) | HMS Vengeance (1800) | HMS Vengeance (1824) | HMS Vengeance (1899) | HMS Vengeance (R71) | HMS Vengeance (S31) | HMS Venomous | HMS Venturer | HMS Venturous | HMS Venus | HMS Verbena | HMS Verdun | HMS Verity | HMS Vernon | HMS Veronica | HMS Versatile | HMS Verulam | HMS Vervain | HMS Vesper | HMS Vestal | HMS Vetch | HMS Veteran | HMS Viceroy | HMS Victor | HMS Victoria | HMS Victoria (1839) | HMS Victoria (1855) | HMS Victoria (1859) | HMS Victoria (1864) | HMS Victoria (1887) | HMS Victorious | HMS Victorious (1785) | HMS Victorious (1808) | HMS Victorious (1895) | HMS Victorious (R38) | HMS Victorious (S29) | HMS Victory | HMS Victory (1569) | HMS Victory (1620) | HMS Victory (1737) | HMS Victory (1764) | HMS Victory (1765) | HMS Vidette (D48) | HMS Vienna | HMS Vigilant | HMS Viking | HMS Vimiera | HMS Vimy | HMS Vindex | HMS Vindictive | HMS Violent | HMS Violet | HMS Viper | HMS Virago | HMS Viscount | HMS Visenda | HMS Vittoria | HMS Vivacious | HMS Vivid | HMS Vivien | HMS Vixen | HMS Vizalma | HMS Voltaire | HMS Volunteer | HMS Vortigern | HMS Voyager | HMS Vulture | HMS Wakeful | HMS Walker | HMS Wallflower | HMS Walney | HMS Walney (Y04) | HMS Walney (M104) | HMS Walpole | HMS Walrus | HMS Wanderer | HMS Warrior | HMS Warrior (1781) | HMS Warrior (1860) | HMS Warrior (1905) | HMS Warrior (R31) | HMS Warrior (poveljstvo) | HMS Warspite | HMS Warspite (1884) | HMS Warspite (1913) | HMS Warspite (S103) | HMS Warwick | HMS Watchman | HMS Waterhen | HMS Waveney | HMS Wear | HMS Welland | HMS Welshman | HMS Wenslydale | HMS Wessex | HMS Westcott | HMS Western Isles | HMS Westminster | HMS Westminster (L40) | HMS Westminster (F237) | HMS Wheatland | HMS Whimbrel | HMS Whippingham | HMS Whirlwind | HMS Whitby | HMS Whitehall | HMS Whitesand Bay | HMS Whiting | HMS Whitley | HMS Whitshed | HMS Wild Goose | HMS Wild Swan | HMS Willowherb | HMS Winchelsea | HMS Winchester | HMS Windflower | HMS Windsor | HMS Wishart | HMS Witch | HMS Witherington | HMS Wivern | HMS Wivern (1863) | HMS Wivern (1919) | HMS Wolfhound | HMS Wolf | HMS Wolsey | HMS Wolverine | HMS Wolverine (1910) | HMS Wolverine (D78) | HMS Woodbridge Haven | HMS Woodcock | HMS Woodpecker | HMS Woodruff | HMS Woolston | HMS Woolwich | HMS Worcester | HMS Wrangler | HMS Wrenn | HMS Wrentham | HMS Wren | HMS Wrestler | HMS Wryneck | HMS Wulastock | HMS Wye | HMS Wyvern | HMS X.1 | HMS X.2 | HMS X.51 | HMS X.52 | HMS X.53 | HMS X.54 | HMS Xenophon | HMS Yarmouth | HMS Yarmouth (1748) | HMS Yarmouth (1911) | HMS Yarmouth (F101) | HMS Yarnton | HMS Yarra | HMS Yaxham | HMS Yealmpton | HMS Yellowknife | HMS Yeoman | HMS Yeovil | HMS York Castle | HMS York | HMS York (1654) | HMS York (1706) | HMS York (1753) | HMS York (1777) | HMS York (1779) | HMS York (1796) | HMS York (1807) | HMS York (1915) | HMS York (90) | HMS York (D98) | HMS Young Hebe | HMS Young Hoblin | HMS Young King | HMS Young Lady | HMS Young Lion | HMS Young Prince | HMS Young Shish | HMS Young Spragge | HMS Ypres | HMS Yukon | HMS Z.4 | HMS Z.5 | HMS Z.6 | HMS Z.7 | HMS Z.8 | HMS Z.10 | HMS Z.30 | HMS Z.38 | HMS Zambesi | HMS Zanzibar | HMS Zealandia | HMS Zealand | HMS Zealous | HMS Zebra | HMS Zebra (1777) | HMS Zebra (1815) | HMS Zebra (1860) | HMS Zebra (1895) | HMS Zebra (R81) | HMS Zenith | HMS Zenobia | HMS Zephyr | HMS Zest | HMS Zetland | HMS Zingarella | HMS Zinnia (K98) | HMS Zodiac | HMS Zubian | HMS Zulu | HMS Zulu (1909) | HMS Zulu (F18) | HMS Zulu (F124) | Percy C.S. Hobart - Courtney Hodges - Enver Hodža - Thomas Holcomb - Jo Charles Francis Holland - Home Guard - Masahuru Homma - Masaki Honda - Erich Höpner - Franz Conrad von Hötzendorf - Brian Gwynne Horrocks - Miklós Horthy - Max Horton - Benjamin Berkeley Hotchkiss - HPL-21 Ankaran - Rudolf Hribernik-Svarun - hrvaške oborožene sile - hrvaški letalski asi druge svetovne vojne - Victoriano Huerta - Charles Huntziger -

## I
IMI Negev - Ingram - inicialni eksploziv - Inter-Service Intelligence - William Ewdard Ironside - Irska republikanska armada - Khalid Islambuli - Islamska stranka - Islamska vojska v Iraku - islandski letalski asi druge svetovne vojne - Israel Military Industries - išči in uniči - italijanski letalski asi prve svetovne vojne - italijanski letalski asi druge svetovne vojne - italijanski vojni zločini - italijanski vojni zločini druge svetovne vojne - Sanji Ivabuki - Ivana Orleanska - Ivan Ivanovič Ivanov - izkrcanje - izraelska kopenska vojska - izraelske oborožene sile - izraelski letalski asi arabsko-izraelskih vojn - izvidniške enote - izvidništvo -

## J
Ian Jacob - John Jacob - Isoroku Jamamoto - Janez Janša - Jasucona - Jatimatik - jedrska vojna - jekleni pakt - Aleksander Iljič Jegorov - Alojz Jehart - Pavle Jereb - Andrej Ivanovič Jerjomenko - Hans Jeschonek - JMC Fabrication AAO - Alfred Jodl - James Logan Jones mlajši - Philip Bennett Joubert de la Ferté - Jugoslovanska ljudska armada - jugoslovanski letalski asi druge svetovne vojne - Martin Jugovec - Alphonse Juin - jurišne jedrske podmornice - jurišna puška - jurišne puške druge svetovne vojne - jurišni helikopter - južnoafriški letalski asi druge svetovne vojne - Južno poveljništvo ZDA -

## K
Jože Kalan - kalašnikov - Mihail Timofejevič Kalašnikov - kamikaze - Kampfgruppe - Kampfgruppe Mohnke - kanadske oborožene sile - kanadski letalski asi druge svetovne vojne - kanadski letalski asi korejske vojne - kapitan - kapitan bojne ladje - kapitan fregate - kapitani Slovenske vojske - kapitani bojne ladje Slovenske vojske - kapitan korvete - kapitulacija - karabinka - Srečko Karba - Edvard Kardelj - Karel Veliki - Stojan Kastelic - Kašmirska osvobodilna fronta - katana - katapult (orožje) - Janez Kavar - Iztok Kavs - Lojze Kebe - Branko Keber - Wilhelm Keitel - Paul Xavier Kelley - George Kenney - Albert Kesselring - Roger Keyes - Ernest J. King - Thomas Kinkaid - Mihail Kirponos - kitajski letalski asi korejske vojne - Jože Klanjšek-Vasja - Ewald von Kleist - klub borilnih veščin Slovenske vojske - Günther von Kluge - Iztok Kavs - knjižnično-informacijski center SV - Edvard Kocbek - Marie Pierre Koenig - Mineiki Koga - Tomaž Kokl - Franc Kokoravec - Kuniaki Koiso - Tomaž Kokl - kolaboracija - Rafael Kolbl - kolesni OT in PBV - Rudi Komac - komandant Korpusa mornariške pehote Združenih držav Amerike - komandos - komisar - Kommando Spezialkräfte - koncentracijsko taborišče - Jože Konda - Nabutake Kondo - konjeniške enote - Ivan S. Konjev - konvencionalna letalonosilka - kontingent - kontingent SV v Afganistanu - kontingent SV v Bosni in Hercegovini - kontraadmiral - kopenska vojska - kopenska vojska Združenih držav Amerike - kopenske vojske sveta - kopje - korejska ljudska armada - korpus - korpus mornariške pehote Združenih držav Amerike - korpusi NOVJ - Tadeusz Kosciuszko - Valentin Fjodorovič Kovaljov - Primož Kozmus - Ole H. Krag - Ljubomir Kranjc - Viktor Kranjc - kratkocevno orožje - križarji - križarka - križarske vojne - Anton Krkovič - kronologija Slovenske vojske - Walter Krueger - Charles C. Krulak - Alfred Krupp von Bohlen - Gustav Krupp von Bohlen - Vinko Krže - KSK - Kublajkan - Georg Küchler - Miha Kuhar - kukri - Kulspruta pistol m/45 - Vladimir Kunčič - Franc Kunovar - Takeo Kurita - Pavel Kuričkin - Danijel Kuzma - Nikolaj Kuznjecov - kvizling -

## L
L1A1 - L42A1 - L96A1 - Marie Joseph du Mortier Lafayette - lahka vojaška vozila - lahka letalonosilka - lahki mitraljez - Aimi Lahti - LAKAM - Charles William Lancaster - René de Larminat - Jean Lattre de Tassigny - LAV - Ernest Gideon Lavdon - Thomas Edward Lawrence - Robert Edward Laycock - LBH - LCAC - William D. Leahy - Nicolas Lebel - Phillippe de Hauteclocque Leclerc - James Paris Lee - Robert Edward Lee - Wilhelm Ritter von Leeb - Oliver Leese - legija - Legija za zasluge - Trafford Leigh Leigh-Mallory - John Archer Lejeune - letalonosilka - letalonosilke V/STOL - Letalska baza - letalska bojna eskadrilja SV - letalska šola SV - letalska akrobatska skupina - letalski as - letalski asi Združenega kraljestva druge svetovne vojne - letalski asi Združenega kraljestva prve svetovne vojne - letalski ataše - letalski mitraljez - letalski transportni oddelek SV - letalsko-helikopterski oddelek SV - letalskoprevozne enote - Isaac Newton Lewis - LH - Basil Liddel Hart - Ivan Likar-Sočan - Iztok Likar - Frederick Alexander Lindemann - Ladislav Lipič - Srečko Lisjak - Wilhelm List - Oliver Littelton - LKOV - LKOV Valuk - Lidija Vladimirovna Litvjak - logistične enote - Logistični center SV - logistika - Alexander Löhr - lok (orožje) - lokalna vojna - Dimitrij Lokovšek - Arthur Murray Longmore - Michele Lorenzoni - Rajko Lotrič - LRDG - lovci druge svetovne vojne - Georg Lovell - Luftwaffe - Georg Luger - Lurps - Aleš Luznar - LVF -

## M
M1 - M1 Abrams - M1 Garand - M1 Karabinka - M3 - M4 Karabinka - M14 - M16 - M16A2 - M21 - M24 SWS - M-56 - M 58 - M79 - M113 - M203 - Macchi - Macchi C.202 Folgore - Douglas MacArthur - Anthony C. Macauliffe - Fitzroy Maclean - Marie Edme Patrice Maurice de Mac-Mahon - Maurice Harold Macmillan - Lesley James MacNair - Madsen - madžarske oborožene sile - madžarski letalski asi druge svetovne vojne - André Maginot - Maginotova linija - Vladimir Maher - Marjan Mahnič - Rudolf Maister - Jožef Majcenovič - major - Aleksander Makedonski - Filip Makedonski - Rodjon Jakovljevič Malinovski - Alfred Malleret - Carl Gustav von Mannerheim - Ferdinand Ritter von Mannlicher - Erich von Manstein - Joseph Manton - Vasilije Maraš - George Catlett Marschall - James Marschall-Cornwall - maršal - maršal Sovjetske zveze - Giffard le Q. Martel - MAS 38 - MAS 49 - MAS 56 - Masamune - Noël Mason-Macfarlane - MAT-49 - Evgen Matejka-Pemc - Mauser - Peter Paul Mauser - Mauser SP66 - Mauser SP86 - Marijana Mavsar - Hiram Stevens Maxim - MBT - MMBT - Charles Grymes McCawley - Richard McCreery - McDonnell Douglas F/A-18 Hornet - Roderick W. McLeod - MEADS - meč - medalja Manevrske strukture Narodne zaščite 1990 - medalja Slovenske vojske - medalja generala Maistra - medalja v službi miru - medalja za hrabrost - medalja za ranjence - medalja za sodelovanje in prijateljstvo - MEDEVAC - Mednarodna islamska legija - mednarodne vojaške vaje - meddržavna vojna - mehanizirana baterija 2. PPSV - mehanizirane enote - Stewart Menzies - Kiril Merečkov - Mers El-Kébir - Giovanni Messe - Dušan Meško - Ioannis Metaxas - William Ellis Metford - MGV 176 - MI5 - MI6 - MI9 - Edmond Michelet - Dragoljub Mihailović - Mikojan-Gurevič - Mikojan-Gurevič MiG-9 - Boris Mikuš - Ivan Mikuž - Erhard Milch - William Mills - Minamoto no Joritomo - Claude-Etienne Minié - minoiskalec - minolovec - minomet - minopolagalec - William Mitchell - Marc Mitcher - mitraljez - mitraljez Maxim - mitraljez Lewis - mtraljez Vickers - Mk19 - mobilizacija - Cveto Močnik-Florijan - Walter Model - Model 61 škorpijon - Bernard Law Montgomery - Mondragon modelo 1908 - morala - Frederick Morgan - MORiS - mornariška pehota - mornariški helikopter - Ministrstvo za obrambo Republike Slovenije - Mosad - Jean Moulin - Louis Mountbatten - Mosin - motorizirane enote - MP-38 - MP-40 - multinacionalna specialna enota - Carl Epting Mundy mlajši - Dušan Munih-Darko - Jože Murko - Émile Muselier - Musée de l'Armée - Musée national de la Marine - Benito Mussolini - mušketa - Richard Bowman Myers -

## N
naboj (orožje) - nabornik - Načelnik Generalštaba Kopenske vojske ZDA - načelnik združenega štaba oboroženih sil ZDA - NADC - naddesetnik - NADGE - nadporočnik - Kosta Nadj - Osami Nagano - M. Nagant - Šuišui Nagumo - namestnik načelnika združenega štaba oboroženih sil ZDA - narodni heroj - narodni heroji Jugoslavije - Narodnoosvobodilna vojska Jugoslavije - Nashov ekvilibrij - NAVSPASUR - Horatio Nelson - nemška vojaška odlikovanja - nemške oborožene sile - nemške podmornice druge svetovne vojne - Nemški afriški korpus - nemški feldmaršali druge svetovne vojne - nemški letalski asi druge svetovne vojne - nemški letalski asi prve svetovne vojne - Igor Nered - netrzajni top - Wendell Cushing Neville - Samuel Nicholas - Florence Nightingale - Chester William Nimitz - nizozemski letalski asi druge svetovne vojne - nitroceluloza - nitroglicerin - Božidar Njavro - Alfred Nobel - Henry Nock - NORAD - Thorsten Nordenfelt - norveški letalski asi druge svetovne vojne - nosilci bronaste medalje generala Maistra - nosilci bronaste medalje generala Maistra z meči - nosilci častnega vojnega znaka - nosilci medalje Manevrske strukture Narodne zaščite 1990 - nosilci medalje za hrabrost - nosilci medalje za ranjence - nosilci reda generala Maistra 1. stopnje - nosilci reda generala Maistra 1. stopnje z meči - nosilci reda generala Maistra 2. stopnje - nosilci reda generala Maistra 2. stopnje z meči - nosilci reda generala Maistra 3. stopnje - nosilci reda generala Maistra 3. stopnje z meči - nosilci reda Slovenske vojske - nosilci reda Slovenske vojske na lenti - nosilci reda Slovenske vojske z zvezdo - nosilci srebrnega znaka usposobljenosti - vojaški alpinist - nosilci srebrnega znaka usposobljenosti - vojaški reševalec - nosilci srebrne medalje generala Maistra - nosilci srebrne medalje generala Maistra z meči - nosilci zlatega znaka usposobljenosti - vojaški reševalec - nosilci zlate medalje generala Maistra - nosilci zlate medalje generala Maistra z meči - nosilka helikopterjev - Aleksander Aleksandrovič Novikov - Novi tigri Tamila - novozelandski letalski asi druge svetovne vojne -

## O
oblegovalni oven - oblegovalni stolp - oborožene sile - oborožene sile Avstro-ogrske monarhije - oborožene sile Združenega kraljestva - oborožene sile Združenih držav Amerike - Oboroženo islamsko gibanje - oborožitev Slovenske vojske - obrambni ataše - Álvaro Obregón - obveščevalna služba - Richard Nugent O'Connor - oddelek (vojaštvo) - oddelek za pridobivanje kadra SV - oddelek za strateško podporo - oddelek za zaščito naroda - oddelek za zunanje zadeve - odporniško gibanje - odlikovanja najboljših vojakov SV - odlikovanja Rdeče armade - odlikovanja Slovenske vojske - odred - odred za specialno delovanje SV - ognjena ekipa - ognjeno strelno orožje na podstavku - Mirko Ognjenovič - Venčeslav Ogrinc - OKH - OKL - oklepna divizija - oklepne enote - oklepni vlak - oklepno bojno vozilo - oklepno izvidniško vozilo - oklepni transporter - oklepno izvidniško vozilo - OKM - Dejan Okovič - OKW - onager - Fjodor Fjodorovič Opadči - operacija Abeceda - operacija Amherst - operacija Artur - operacija Konjičev skok - operacija Lokostrelstvo - operacija Market-Garden - operacija Veleposlanik - operativni štab Slovenske vojske - oporečništvo - oprema Slovenske vojske - ORA - Oradour-sur-Glane - Orkester Slovenske vojske - orožja na drogu - orožje - orožje prihodnosti - orožje za boj z bližine - Osama bin Laden - osebno orožje - OSS - Osvobodilna organizacija Tamilskega Ealama - Osvobodilni tigri Tamilskega Ealama - ostrostrelec - ostrostrelna puška - ostrostrelna puška Dragunova - ostrostrelne puške svetovnih vojn - OTH-B - Otrjad miliciji osobogo naznačenija - označevanje in poimenovanje vojaških zrakoplovov ZDA - oznake pripadnosti Slovenske vojske - oznake Slovenske vojske - Boris Ožbolt -

## P
PAC - 
Peter Pace - 
Pacifiško poveljništvo ZDA - 
padalske enote -
PAK - 
Aleksandros Papagos - 
Parachute Regiment (GB) - 
paradajzarica -
Keith Rodney Park - 
Parker Hale model 85 - 
partizanski odredi Slovenije -
Alexander McCarrell Patch - 
Randolph McCall Pate - 
PATRIOT -
George Smith Patton - 
Friedrich Paulus - 
Johannes Samuel Pauly -
Pauza F-50 - 
PAWE PAWS - 
PDRIU - 
Tomislav Peček - 
pehota -
pehotna divizija - 
pehotna oborožitev - 
pehotne enote - 
pehotno bojno vozilo - 
Richard Peirse - 
Vladimir Peniakoff - 
pentrit -
Arthur Percival - 
Aleksej Dimitrijevič Pereljot - 
Tomaž Perše -
Henri Philippe Petain - 
peta kolona - 
Frane Petrić - 
Ivan Petrov - 
Harold Adrian Russell Philby - 
Tom Phillips - 
pikrinska kislina - 
piloti Slovenske vojske - 
Matjaž Piškur - 
Jules Pire - 
Robert Pirih -
Charles Piroth - 
pištola - 
William Platt - 
Marko Plazar -
Franc Plestenjak - 
plovila za protiminsko bojevanje - 
Iztok Podbregar - 
poddesetnik - 
podmornice druge svetovne vojne -
podpolkovnik - 
podporočnik - 
Boris Podvršnik - 
Marko Pogorevc -
Bojan Pograjc - 
poimenski seznam brigad - 
poimenski seznam divizij - 
poimenski seznam polkov - 
Marko Poje - 
Franc Pokovec-Poki - 
Aleksander Ivanovič Pokriškin - 
Bernard Polanec -
polavtomatska pištola - 
polavtomatska puška - 
polavtomatske puške novega veka - 
poljski letalski asi druge svetovne vojne - 
polk -
polkovnik - 
polkovniki Slovenske vojske - 
položajne oznake Slovenske vojske - 
pomorski ataše - 
Markian Popov - 
Koča Popović -
Popskijeva privatna vojska - 
poročnik - 
poročnik bojne ladje -
poročnik fregate - 
poročnik korvete - 
Bojan Porok - 
Charles Portal - 
Stane Potočar-Lazar - 
Dudley Pound - 
Poveljnik Evropskega poveljništva Združenih držav - 
poveljniško-štabna šola SV -
poveljništvo kopenske vojske ZDA v Evropi - 
poveljništvo kopenske vojske ZDA za Tihi ocean - 
poveljništvo specialnih operacij ZDA -
poveljništvo vojnega letalstva ZDA v Evropi - 
Poveljništvo združenih sil ZDA - 
poveljništvo zračnega boja ZDA - 
poveljništvo zračne premičnosti ZDA - 
seznam poveljstev Slovenske vojske - 
poveljstvo enot za podporo Slovenske vojske - 
poveljstvo sil Slovenske vojske - 
poveljstvo za doktrino in razvoj, izobraževanje in usposabljanje - 
Henry Royds Pownall - 
Stanislav Požar - 
PPS - 
PPŠ-41 - 
praporščak - 
pravična vojna - 
pribočnik -
Pribočnik predsednika Republike Slovenije -
Janko Premrl-Vojko - 
primeri pehotnih divizij - 
primeri oklepnih divizij - 
Marko Prezelj - 
protiletalska obramba - 
protimaterialna ostrostrelna puška - 
protioklepni divizion Murska Sobota SV -
protioklepno orožje - 
protioklepno raketno orožje - 
protitankovski pes - 
protitankovski top - 
protitankovsko orožje - 
protokolarna enota SV - 
prva svetovna vojna - 
prve brzostrelke - 
prvi kontingent SV v Afganistanu - 
Jože Prvinšek - 
psihološko bojevanje - 
James Puckle - 
James Purdey - 
Tadej Pušavec - 
puška - 
puškomitraljez - 
Pz.Kpfw.

## Q
Vidkun Quisling -

## R
R4 - RADAR - Josef Wenceslas Radetzky - Erich Raeder - RAF - raketna križarka - raketna topnjača - raketni rušilec - Joseph W. Ralston - Bertram Ramsay - Ramzes II. - rapir - RAS - Marina Raskova - razred 25° de Mayo - razred Admiral Kuznjecov - razred austin - razred benjamin franklin - razred charles de gaulle - razred clemenceau - razred colossus - razred essex - razred forrestal - razred Giuseppe Garibaldi - razred HMS Ark Royal - razred HMS Bulwark - razred HSM Eale - razred intrepid - razred invincible - razred kiev - razred kitty hawk - razred lafayette - razred le redoutable - razred le triophant - razred los angeles - razred Minas Gerais - razred moskva - razred nimitz - razred ohio - razred Principe de Asturias - razred resolution - razred sturgeon - razred super dvora - razred super dvora II - razred tarawa - razred trafalgar - razred USS Enterprise - razred USS John F. Kennedy - razred ticonderoga - razred vanguard - razred Viraat - razred »akula« - razred »alfa« - razred »delta I« - razred »delta II« - razred »delta III« - razred »delta IV« - razred »sierra« - razred »typhoon« - razred »victor III« - RCS modele 1917 - Rdeča armada - rdeči orkester - reaktivno letalo - red generala Maistra - red Slovenske vojske - red legije časti - regionalna vojna - Walter von Reichenau - Eliphalet Remington - repetirke - repetirke z vrtljivim valjastim zaklepom - Republiški štab TO RS - Georges Revers - revolver - revolverji zadnjaki - Pavel Ribalko - Nikolaj Stepanovič Ribko - Manfred von Richthofen - Matthews Ridgway - Rihard Levjesrčni - Rijad al-Salihin - Neil Methuen Ritchie - RKBO - ročna bomba - ročna metalna orožja - ročni minomet - ročno netrzajno orožje - ročno strelno orožje - Franc Rojšek-Jaka - Erwin Rommel - Jože Romšek - romunski letalski asi druge svetovne vojne - Charles Ross - Rudolf Rössler - Konstantin Konstantinovič Rokosovski - Erwin Rommel - Rob Roy - Pavel Rotmistrov - Franc Rozman-Stane - Marjan Ručigaj - Ruger mini-14 - Gerd von Rundstedt - Leon Rupnik - ruska vojaška odlikovanja - ruski letalski asi prve svetovne vojne - John Henry Russell mlajši - rušilec - RT-20 - Edward Rydz Smigly -

## S
sablja - sabotaža - Sajeret - Sajeret Canhanim - Saladin - SAM - Samostojna obalna armada (ZSSR) - samostrel - samovozna artilerija - Ricardo Sanchez - saniteta - Antonio Lopez de Santa Anna - SAR 80 - Frederick Scherman - Alfred von Schlieffen - Hugo Schmeisser - Norman Schwarzkopf mlajši - Andreas W. Schwarzlose - Ronald Scobie - Norman Scott - Sea Air Land - Grigorij Aleksandrovič Sedov - Mobutu Sese Seko - Milan Setničar - severnokorejska pehotna divizija - severnokorejski letalski asi korejske vojne - Severno poveljništvo ZDA - seznam admiralov - seznam ameriških vojaških baz - seznam angleških generalov - seznam armad Kopenske vojske ZDA - seznam armadnih skupin Kopenske vojske ZDA - seznam avstrijskih generalov - seznam baz Kopenske vojske ZDA - seznam baz nacionalne garde ZDA - seznam baz vojnega letalstva ZDA - seznam bojnih križark Kraljeve vojne mornarice - seznam bojnih ladij avstro-ogrske vojne mornarice - seznam bojnih ladij Ruske imperialne vojne mornarice - seznam bojnih ladij vojne mornarice Združenega kraljestva - seznam bojnih ladij Vojne mornarice ZDA - seznam bojnih pušk - seznam brigad - seznam brigad Kopenske vojske ZDA - seznam burmskih generalov - seznam desantov druge svetovne vojne - seznam divizij Kopenske vojske ZDA - seznam divizij korpusa mornariške pehote ZDA - seznam elitnih enot sveta - seznam francoskih generalov - seznam gorskih enot sveta - seznam generalov - seznam gradov - seznam hrvaških generalov - seznam indijskih letalskih asov indijsko-pakistanskih vojn - seznam iranskih generalov - seznam iraških generalov - seznam izkrcanj druge svetovne vojne - seznam japonskih admiralov - seznam kanadskih generalov - seznam konjeniških enot - seznam korpusov Kopenske vojske ZDA - seznam križark vojne mornarice ZDA - seznam lahkih mitraljezov - seznam lahkih vojaških vozil - seznam letalonosilk kraljeve vojne mornarice - seznam letalonosilk vojne mornarice ZDA - seznam letalskih akrobatskih skupin - seznam letalskih asov arabsko-izraelskih vojn - seznam letalskih asov druge svetovne vojne - seznam letalskih asov indijsko-pakistanskih vojn - seznam letalskih asov iransko-iraške vojne - seznam letalskih asov kitajsko-japonske vojne - seznam letalskih asov korejske vojne - seznam letalskih asov prve svetovne vojne - seznam letalskih asov ruske revolucije - seznam letalskih asov vietnamske vojne - seznam letalskih asov španske državljanske vojne - seznam mednarodnih teroristov - seznam mehiških generalov - seznam mornariških helikopterjev - seznam nabojev - seznam nemških admiralov - seznam nemških generalov - Seznam nigerijskih generalov - seznam oboroženih sil sveta - seznam obramboslovcev - seznam ostrostrelcev - seznam obveščevalnih služb - seznam oklepnih divizij - seznam pakistanskih letalskih asov indijsko-pakistanskih vojn - seznam poljskih generalov - seznam polkov - seznam polkov Kopenske vojske ZDA - seznam protioklepnih raketnih orožij druge svetovne vojne - seznam protioklepnih raketnih orožij z nevodljivimi izstrelki - seznam protioklepnih raketnih orožij z vodljivimi izstrelki - seznam protioklepnih raketnih orožij druge svetovne vojne - seznam ročnih minometov - seznam rušilcev vojne mornarice ZDA - seznam slovenskih admiralov - seznam slovenskih generalov - seznam slovenskih letalskih asov - seznam slovenskih vojaških baz - seznam slovenskih vojaških pilotov - seznam slovenskih španskih borcev - seznam specialnih sil sveta - seznam srbskih generalov - seznam terorističnih skupin - seznam transportnih vojaških helikopterjev - seznam vohunov - seznam vojaških baz - seznam vojaških industrijskih obratov - seznam vojaških izrazov - seznam vojaških kratic - seznam vojaških industrijskih obratov - seznam vojaških odlikovanj - seznam vojaških operacij druge svetovne vojne - seznam vojaških operacij hladne vojne - seznam vojaških operacij novejše zgodovine - seznam vojaških osebnosti - seznam vojaških plovil Kraljeve vojne mornarice - seznam vojaških plovil Vojne mornarice ZDA - seznam vojaških plovil vojnih mornaric - seznam vojaških taktik - seznam vojaških vsebin - seznam vojn - seznam vojnih letalstev sveta - seznam vojnih zločincev - seznam zračnodesantnih enot - seznam zračnoprevoznih enot - SHAEF - John Malchase David Shalikashvili - Christian Sharps - Lemuel Cornick Shepherd mlajši - William Tecumseh Sherman - David Monroe Shoup - Henry Shrapnel - SIBMAS - SIG 550 - SIG SG 540 - SICON I KFOR - SIG Sauer P226 - Igor Sikorsky - Sikorsky UH-60 Black Hawk - SIM - Dušan Simović - Simonov SKS - William Simpson - sirski letalski asi arabsko-izraelskih vojn - SIS - Sistemska tehnika d.o.o. - Otto Skorzeny - Vjačeslav Mihajlovič Skrjabin-Molotov - Skupina islamskega džihada - eskadron - SLBM - SLCM - Igor Slana - Janez Slapar - Matjaž Slapnik - John C. Slessor - William J. Slim - slovaški letalski asi druge svetovne vojne- slovenska obveščevalno-varnostna agencija - slovenska osamosvojitvena vojna - slovenska vojaška odlikovanja - Slovenska vojska - slovenski obrambni, vojaški, letalski in pomorski atašeji - Horace Smith - Jacob Snider - sodobna OT in PBV - sodobna samovozna artilerija - sodobna vlečna artilerija - sodobne amfibijskodesantne ladje - sodobne brzostrelke - sodobne jurišne puške - sodobne križarke - sodobne ostrostrelne puške - sodobne polavtomatske pištole - sodobne polavtomatske puške - sodobni bombometi - sodobni hitri jurišni čolni - sodobni mitraljezi - sodobni revolverji - sodobni rušilci - sodobni tanki - SOE - Vasilij Danilovič Sokolovski - James Somerville - SOPMOD - Richard Sorge - Stanislaw Sosabowski - sovjetski letalski asi druge svetovne vojne - sovjetski letalski asi korejske vojne - sovojskovanje - Carl Spaatz - SPACETRACK - Edward Louis Spears - Specialna enota MNZ - Special Air Service - specialne operacije - specialne sile - specialne sile Kopenske vojske Združenih držav - specialne sile Združenih držav Amerike - Special Operations Executive - Special Weapons and Tactics - Spectre - Hans Speidel - Christopher M. Spencer - Hugo Sperrle - Spiški grad - spominski kovanci Slovenske vojske - spominski kovanec 104. čete za telekomunikacije SV - spominski kovanec 760. artilerijskega bataljona SV - spominski znak Borovnica - spominski znak Bukovje 1991 - spominski znak Cerklje - spominski znak Dravograd 1991 - spominski znak Fernetiči 1991 - spominski znak Gibina - spominski znak Golte 1991 - spominski znak Hrast - spominski znaki Slovenske vojske - spominski znak Kanal - spominski znak Kačure - spominski znak Komenski kras 1991 - spominski znak Koseze - spominski znak Ljutomer 1991 - spominski znak Maribor - Dobova - spominski znak Nanos 1991 - spominski znak Načelnik Republiškega štaba TO 1991 - spominski znak Načelniki pokrajinskih štabov TO 1991 - spominski znak Otovec - spominski znak Pekre - spominski znak Poganci - spominski znak Pokljuka 1991 - spominski znak Poveljnik specialne brigade MORiS 1991 - spominski znak Poveljniki pokrajinskih štabov TO 1991 - spominski znak Premik 1991 - spominski znak Prilipe - spominski znak Pristava 1991 - spominski znak Rajhenav 1991 - spominski znak Razkrižje 1991 - spominski znak Rigonce - spominski znak Robič 1991 - spominski znak Rožna dolina - Vrtojba - spominski znak Rožnik - spominski znak Vražji kamen - spominski znak Vražji kamen - Otovec - spominski znak Zavarovanje minskih polj - spominski znak Zvest Sloveniji 1991 - spominski znak ob deseti obletnici vojne za Slovenijo - spominski znak za zavzetje skladišča Borovnica - spopad - Raymond Spruance - srednjeveška orožja - srednji mitraljez - sremska fronta - sulica - SVD Dragunov - Mira Svetina-Metka - Josif Visarionovič Džugašvili Stalin - Stanislaw Sosabowski - Ivan Starina - Harold Stark - Star Z-84 - Claus Schenk von Stauffenberg - Sten - Sterling L2A3 - Steyr AUG - Steyr AUG 9 para - Steyr-Mannlicher AMR 2000 - Steyr MPi 69 - Steyr SSG - StG - StG 44 - Joseph Stilwell - Archibald David Stirling - Wilfred Stokes - stoletna vojna - Eugen Stoner - stotnik - Montagu G.N. Stopford - strateg - strategija - strateške jedrske podmornice - Strateško poveljništvo ZDA - Primož Strle - Zdravko Strniša - Stryker brigadna bojna skupina - Kurt Student - Studies and Observation Group - STUKA - Sturmabteilung Koch - Karl Heinrich Stülpnagel - Otto von Stülpnagel - Lucij Kornelij Sula - Sun-Tzu - superletalonosilka - Aleksander Vasiljevič Suvorov - Ernest Svetec - svetovna vojna - svinčev azid -

## Š
Boris Šapošnikov - Edmond Šarani - Peter Ivanovič Šavurin - ščit - Štefan Šemrov - šibrenica - Georgij Mihajlovič Šijanov - Mihaela Škapin-Drina - šogun - šola za častnike SV - šola za častnike vojnih enot SV - šola za podčastnike SV - šola za tuje jezike SV - šolska trenažna eskadrilja SV - šolsko vojaško letalo - Antun Šoštarič - španska državljanska vojna - španski borci - športna enota SV - štab - štabni praporščak - štabni vodnik - Vojko Štembergar - Bojan Šuligoj - Janez J. Švajncer - Švicarska garda -

## T
T-72 - taktika - Tamilski revolucionarji - Raizo Tanaka - tank - tanki druge svetovne vojne - tanki prve svetovne vojne - Tankovska četa 6. PŠTO - Tankovska četa 7. PŠTO - tankovski lovci druge svetovne vojne - tankovski mitraljez - Zhang Taofang - Task Force - Franc Tavčar-Rok - Maxwell Davenport Taylor - Tecumseh - Arthur William Tedder - Wilhelm von Tegetthoff - tehnične delavnice 7. PPSV - Tehnični zavod SV - Viljem Tell - templarji - Gerald W.R. Templer - Hisaiki Terauki - Teritorialna obramba Republike Slovenije - Mitja Teropšič - terorizem - težki mitraljez - Thompson - John T. Thompson - Larry Thorne - Tiger Force - Semjon Konstantinovič Timošenko - Timurlenk - Johan Tsercleas Tilly - Tip 56 - Hideki Tojo - Soemu Tojoda - Fjodor Ivanovič Tolbuhin - top - topniško orožje - torpeks - totalna vojna - John Tovey - transportni vojaški helikopter - Transportno poveljništvo ZDA - William Tranter - Hugh, Montagne Trenchard - Henning von Treschkow - tretji kontingent SV v Afganistanu - tridesetletna vojna - trinitrotoluol - Ladislav Troha - trop (vojaštvo) - Lucien King Truscott - Mihail Nikolajevič Tuhačevski - Anton Turk - Kelly Turner - Ivan Turšič-Iztok - Tutmozis III. -

## U
U-1 - U-2 - U-3 - U-4 - U-5 - U-6 - U-7 - U-8 - U-9 - U-10 - U-11 - U-12 - U-13 - U-14 - U-15 - U-16 - U-17 - U-18 - U-19 - U-20 - U-21 - U-22 - U-23 - U-24 - U-25 - U-26 - U-27 - U-28 - U-29 - U-30 - U-31 - U-32 - U-33 - U-34 - U-35 - U-36 - U-37 - U-38 - U-39 - U-40 - U-41 - U-42 - U-43 - U-44 - U-45 - U-46 - U-47 - U-48 - U-49 - U-50 - U-51 - U-52 - U-53 - U-54 - U-55 - U-56 - U-57 - U-58 - U-59 - U-60 - U-61 - U-62 - U-63 - U-64 - U-65 - U-66 - U-67 - U-68 - U-69 - U-70 - U-71 - U-72 - U-73 - U-74 - U-75 - U-76 - U-77 - U-78 - U-79 - U-80 - U-81 - U-82 - U-83 - U-84 - U-85 - U-86 - U-87 - U-88 - U-89 - U-90 - U-91 - U-92 - U-93 - U-94 - U-95 - U-96 - U-97 - U-98 - U-99 - U-100 - U-101 - U-102 - U-103 - U-104 - U-105 - U-106 - U-107 - U-108 - U-109 - U-110 - U-111 - U-116 - U-117 - U-118 - U-119 - U-120 - U-121 - U-122 - U-123 - U-124 - U-125 - U-126 - U-127 - U-128 - U-129 - U-130 - U-131 - U-132 - U-133 - U-134 - U-135 - U-136 - U-137 - U-138 - U-139 - U-140 - U-141 - U-142 - U-143 - U-144 - U-145 - U-146 - U-147 - U-148 - U-149 - U-150 - U-151 - U-152 - U-153 - U-154 - U-155 - U-156 - U-157 - U-158 - U-159 - U-160 - U-161 - U-162 - U-163 - U-164 - U-165 - U-166 - U-167 - U-168 - U-169 - U-170 - U-171 - U-172 - U-173 - U-174 - U-175 - U-176 - U-177 - U-178 - U-179 - U-180 - U-181 - U-182 - U-183 - U-184 - U-185 - U-186 - U-187 - U-188 - U-189 - U-190 - U-191 - U-192 - U-193 - U-194 - U-195 - U-196 - U-197 - U-198 - U-199 - U-200 - U-201 - U-202 - U-203 - U-204 - U-205 - U-206 - U-207 - U-208 - U-209 - U-210 - U-211 - U-212 - U-213 - U-214 - U-215 - U-216 - U-217 - U-218 - U-219 - U-220 - U-221 - U-222 - U-223 - U-224 - U-225 - U-226 - U-227 - U-228 - U-229 - U-230 - U-231 - U-232 - U-233 - U-234 - U-235 - U-236 - U-237 - U-238 - U-239 - U-240 - U-241 - U-242 - U-243 - U-244 - U-245 - U-246 - U-247 - U-248 - U-249 - U-250 - U-251 - U-252 - U-253 - U-254 - U-255 - U-256 - U-257 - U-258 - U-259 - U-260 - U-261 - U-262 - U-263 - U-264 - U-265 - U-266 - U-267 - U-268 - U-269 - U-270 - U-271 - U-272 - U-273 - U-274 - U-275 - U-276 - U-277 - U-278 - U-279 - U-280 - U-281 - U-282 - U-283 - U-284 - U-285 - U-286 - U-287 - U-288 - U-289 - U-290 - U-291 - U-292 - U-293 - U-294 - U-295 - U-296 - U-297 - U-298 - U-299 - U-300 - U-301 - U-302 - U-303 - U-304 - U-305 - U-306 - U-307 - U-308 - U-309 - U-310 - U-311 - U-312 - U-313 - U-314 - U-315 - U-316 - U-317 - U-318 - U-319 - U-320 - U-321 - U-322 - U-323 - U-324 - U-325 - U-326 - U-327 - U-328 - U-331 - U-332 - U-333 - U-334 - U-335 - U-336 - U-337 - U-338 - U-339 - U-340 - U-341 - U-342 - U-343 - U-344 - U-345 - U-346 - U-347 - U-348 - U-349 - U-350 - U-351 - U-352 - U-353 - U-354 - U-355 - U-356 - U-357 - U-358 - U-359 - U-360 - U-361 - U-362 - U-363 - U-364 - U-365 - U-366 - U-367 - U-368 - U-369 - U-370 - U-371 - U-372 - U-373 - U-374 - U-375 - U-376 - U-377 - U-378 - U-379 - U-380 - U-381 - U-382 - U-383 - U-384 - U-385 - U-386 - U-387 - U-388 - U-389 - U-390 - U-391 - U-392 - U-393 - U-394 - U-396 - U-397 - U-398 - U-399 - U-400 - U-401 - U-402 - U-403 - U-404 - U-405 - U-406 - U-407 - U-408 - U-409 - U-410 - U-411 - U-412 - U-413 - U-414 - U-415 - U-416 - U-417 - U-418 - U-419 - U-420 - U-421 - U-422 - U-423 - U-424 - U-425 - U-426 - U-427 - U-428 - U-429 - U-430 - U-431 - U-432 - U-433 - U-434 - U-435 - U-436 - U-437 - U-438 - U-439 - U-440 - U-441 - U-442 - U-443 - U-444 - U-445 - U-446 - U-447 - U-448 - U-449 - U-450 - U-451 - U-452 - U-453 - U-454 - U-455 - U-456 - U-457 - U-458 - U-459 - U-460 - U-461 - U-462 - U-463 - U-464 - U-465 - U-466 - U-467 - U-468 - U-469 - U-470 - U-471 - U-472 - U-473 - U-475 - U-476 - U-477 - U-478 - U-479 - U-480 - U-481 - U-482 - U-483 - U-484 - U-485 - U-486 - U-487 - U-488 - U-489 - U-490 - U-491 - U-492 - U-493 - U-494 - U-495 - U-496 - U-497 - U-498 - U-499 - U-500 - U-501 - U-502 - U-503 - U-504 - U-505 - U-506 - U-507 - U-508 - U-509 - U-510 - U-511 - U-512 - U-513 - U-514 - U-515 - U-516 - U-517 - U-518 - U-519 - U-520 - U-521 - U-522 - U-523 - U-524 - U-525 - U-526 - U-527 - U-528 - U-529 - U-530 - U-531 - U-532 - U-533 - U-534 - U-535 - U-536 - U-537 - U-538 - U-539 - U-540 - U-541 - U-542 - U-543 - U-544 - U-545 - U-546 - U-547 - U-548 - U-549 - U-550 - U-551 - U-552 - U-553 - U-554 - U-555 - U-556 - U-557 - U-558 - U-559 - U-560 - U-561 - U-562 - U-563 - U-564 - U-565 - U-566 - U-567 - U-568 - U-569 - U-570 - U-571 - U-572 - U-573 - U-574 - U-575 - U-576 - U-577 - U-578 - U-579 - U-580 - U-581 - U-582 - U-583 - U-584 - U-585 - U-586 - U-587 - U-588 - U-589 - U-590 - U-591 - U-592 - U-593 - U-594 - U-595 - U-596 - U-597 - U-598 - U-599 - U-600 - U-601 - U-602 - U-603 - U-604 - U-605 - U-606 - U-607 - U-608 - U-609 - U-610 - U-611 - U-612 - U-613 - U-614 - U-615 - U-616 - U-617 - U-618 - U-619 - U-620 - U-621 - U-622 - U-623 - U-624 - U-625 - U-626 - U-627 - U-628 - U-629 - U-630 - U-631 - U-632 - U-633 - U-634 - U-635 - U-636 - U-637 - U-638 - U-639 - U-640 - U-641 - U-642 - U-643 - U-644 - U-645 - U-646 - U-647 - U-648 - U-649 - U-650 - U-651 - U-652 - U-653 - U-654 - U-655 - U-656 - U-657 - U-658 - U-659 - U-660 - U-661 - U-662 - U-663 - U-664 - U-665 - U-666 - U-667 - U-668 - U-669 - U-670 - U-671 - U-672 - U-673 - U-674 - U-675 - U-676 - U-677 - U-678 - U-679 - U-680 - U-681 - U-682 - U-683 - U-701 - U-702 - U-703 - U-704 - U-705 - U-706 - U-707 - U-708 - U-709 - U-710 - U-711 - U-712 - U-713 - U-714 - U-715 - U-716 - U-717 - U-718 - U-719 - U-720 - U-721 - U-722 - U-731 - U-732 - U-733 - U-734 - U-735 - U-736 - U-737 - U-738 - U-739 - U-740 - U-741 - U-742 - U-743 - U-744 - U-745 - U-746 - U-747 - U-748 - U-749 - U-750 - U-751 - U-752 - U-753 - U-754 - U-755 - U-756 - U-757 - U-758 - U-759 - U-760 - U-761 - U-762 - U-763 - U-764 - U-765 - U-766 - U-771 - U-772 - U-773 - U-774 - U-775 - U-776 - U-777 - U-778 - U-779 - U-792 - U-793 - U-794 - U-795 - U-801 - U-802 - U-803 - U-804 - U-805 - U-806 - U-821 - U-822 - U-825 - U-826 - U-827 - U-828 - U-829 - U-830 - U-831 - U-832 - U-833 - U-834 - U-835 - U-836 - U-837 - U-838 - U-839 - U-840 - U-841 - U-842 - U-843 - U-844 - U-845 - U-846 - U-847 - U-848 - U-849 - U-850 - U-851 - U-852 - U-853 - U-854 - U-855 - U-856 - U-857 - U-858 - U-859 - U-860 - U-861 - U-862 - U-863 - U-864 - U-865 - U-866 - U-867 - U-868 - U-869 - U-870 - U-871 - U-872 - U-873 - U-874 - U-875 - U-876 - U-877 - U-878 - U-879 - U-880 - U-881 - U-883 - U-889 - U-891 - U-892 - U-893 - U-894 - U-895 - U-896 - U-897 - U-898 - U-899 - U-900 - U-901 - U-903 - U-905 - U-906 - U-907 - U-921 - U-922 - U-923 - U-924 - U-925 - U-926 - U-927 - U-928 - U-929 - U-930 - U-951 - U-952 - U-953 - U-954 - U-955 - U-956 - U-957 - U-958 - U-959 - U-960 - U-961 - U-962 - U-963 - U-964 - U-965 - U-966 - U-967 - U-968 - U-969 - U-970 - U-971 - U-972 - U-973 - U-974 - U-975 - U-976 - U-977 - U-978 - U-979 - U-980 - U-981 - U-982 - U-983 - U-984 - U-985 - U-986 - U-987 - U-988 - U-989 - U-990 - U-991 - U-992 - U-993 - U-994 - U-995 - U-997 - U-998 - U-999 - U-1000 - U-1001 - U-1002 - U-1003 - U-1004 - U-1005 - U-1006 - U-1007 - U-1008 - U-1009 - U-1010 - U-1013 - U-1014 - U-1015 - U-1016 - U-1017 - U-1018 - U-1019 - U-1020 - U-1021 - U-1022 - U-1023 - U-1024 - U-1051 - U-1052 - U-1053 - U-1054 - U-1055 - U-1056 - U-1057 - U-1058 - U-1059 - U-1060 - U-1061 - U-1062 - U-1063 - U-1064 - U-1065 - U-1101 - U-1102 - U-1103 - U-1104 - U-1105 - U-1106 - U-1107 - U-1108 - U-1109 - U-1110 - U-1111 - U-1112 - U-1113 - U-1114 - U-1115 - U-1116 - U-1117 - U-1118 - U-1129 - U-1130 - U-1131 - U-1132 - U-1133 - U-1134 - U-1135 - U-1136 - U-1137 - U-1138 - U-1139 - U-1140 - U-1141 - U-1142 - U-1143 - U-1144 - U-1145 - U-1146 - U-1147 - U-1148 - U-1149 - U-1150 - U-1151 - U-1152 - U-1153 - U-1154 - U-1155 - U-1156 - U-1157 - U-1158 - U-1159 - U-1160 - U-1161 - U-1162 - U-1163 - U-1164 - U-1165 - U-1166 - U-1167 - U-1168 - U-1169 - U-1170 - U-1171 - U-1172 - U-1191 - U-1192 - U-1193 - U-1194 - U-1195 - U-1196 - U-1197 - U-1198 - U-1199 - U-1200 - U-1201 - U-1202 - U-1203 - U-1204 - U-1205 - U-1206 - U-1207 - U-1208 - U-1209 - U-1210 - U-1211 - U-1212 - U-1213 - U-1214 - U-1215 - U-1216 - U-1217 - U-1218 - U-1219 - U-1220 - U-1221 - U-1222 - U-1223 - U-1224 - U-1225 - U-1226 - U-1227 - U-1228 - U-1229 - U-1230 - U-1231 - U-1232 - U-1233 - U-1234 - U-1235 - U-1271 - U-1272 - U-1273 - U-1274 - U-1275 - U-1276 - U-1277 - U-1278 - U-1279 - U-1301 - U-1302 - U-1303 - U-1304 - U-1305 - U-1306 - U-1307 - U-1308 - U-1405 - U-1406 - U-1407 - U-2321 - U-2322 - U-2323 - U-2324 - U-2325 - U-2326 - U-2327 - U-2328 - U-2329 - U-2330 - U-2331 - U-2332 - U-2333 - U-2334 - U-2335 - U-2336 - U-2337 - U-2338 - U-2339 - U-2340 - U-2341 - U-2342 - U-2343 - U-2344 - U-2345 - U-2346 - U-2347 - U-2348 - U-2349 - U-2350 - U-2351 - U-2352 - U-2353 - U-2354 - U-2355 - U-2356 - U-2357 - U-2358 - U-2359 - U-2360 - U-2361 - U-2362 - U-2363 - U-2364 - U-2365 - U-2366 - U-2367 - U-2368 - U-2369 - U-2371 - U-2501 - U-2502 - U-2503 - U-2504 - U-2505 - U-2506 - U-2507 - U-2508 - U-2509 - U-2509 - U-2510 - U-2512 - U-2513 - U-2514 - U-2515 - U-2516 - U-2517 - U-2518 - U-2519 - U-2520 - U-2521 - U-2522 - U-2523 - U-2524 - U-2525 - U-2526 - U-2527 - U-2528 - U-2529 - U-2530 - U-2531 - U-2533 - U-2534 - U-2535 - U-2536 - U-2537 - U-2538 - U-2539 - U-2540 - U-2541 - U-2542 - U-2543 - U-2544 - U-2545 - U-2546 - U-2548 - U-2551 - U-2552 - U-3001 - U-3002 - U-3003 - U-3004 - U-3005 - U-3006 - U-3007 - U-3008 - U-3009 - U-3010 - U-3011 - U-3012 - U-3013 - U-3014 - U-3015 - U-3016 - U-3017 - U-3018 - U-3019 - U-3020 - U-3021 - U-3022 - U-3023 - U-3024 - U-3025 - U-3026 - U-3027 - U-3028 - U-3029 - U-3030 - U-3031 - U-3032 - U-3033 - U-3034 - U-3035 - U-3037 - U-3038 - U-3039 - U-3040 - U-3041 - U-3044 - U-3501 - U-3502 - U-3503 - U-3504 - U-3505 - U-3506 - U-3507 - U-3508 - U-3509 - U-3510 - U-3511 - U-3512 - U-3513 - U-3514 - U-3515 - U-3516 - U-3517 - U-3518 - U-3519 - U-3520 - U-3521 - U-3522 - U-3523 - U-3524 - U-3525 - U-3526 - U-3527 - U-3528 - U-3529 - U-3530 - U-4701 - U-4702 - U-4703 - U-4704 - U-4705 - U-4706 - U-4707 - U-4709 - U-4710 - U-4711 - U-4712 - Učni center logistike SV - Ernst Udet - Ultra - univerzalni mitraljez - USACOM - USNAVEUR - USS A. C. Powell (1861) - USS A. Childs - USS A. G. Prentiss (1912) - USS A. Houghton (1852) - USS A. J. View - USS A-1 - USS A-1 (SS-2) - USS A-1 (1911) - USS A-2 (SS-3) - USS A-3 (SS-4) - USS A-4 (SS-5) - USS A-5 (SS-6) - USS A-6 (SS-7) - USS A-7 (SS-8) - USS AA-1 (SF-1) - USS AA-2 (SF-2) - USS AA-3 (SF-3) - USS Aaron V. Brown - USS Aaron Ward - USS Aaron Ward (DD-132) - USS Aaron Ward (DD-483) - USS Aaron Ward (DD-773) - USS Abalone (SP-208) - USS Abarenda - USS Abarenda (AG-14) - USS Abarenda (IX-131) - USS Abatan (AW-4) - USS Abbot - USS Abbot (DD-184) - USS Abbot (DD-629) - USS Abele (AN-58) - USS Abel P. Upshur (DD-193) - USS Abeona - USS Abercrombie (DE-343) - USS Abilene (PF-58) - USS Ability - USS Ability (PYc-28) - USS Ability (MSO-519) - USS Ability (AFD-7) - USS Abinago (YTM-493) - USS Abingdon (PC-1237) - USS Abnaki (ATF-96) - USS Abner Read (DD-526) - USS Abraham - USS Abraham Lincoln - USS Abraham Lincoln (SSBN-602) - USS Abraham Lincoln (CVN-72) - USS Absaroka (1917) - USS Absecon (AVP-23) - USS Absegami (SP-371) - USS Acacia (1863) - USS Acadia (AD-42) - USS Accelerate (ARS-30) - USS Accentor - USS Accentor (AMc-36) - USS Accentor (LCIL-652) - USS Accohanoc (YTM-545) - USS Accokeek (ATA-181) - USS Accomac - USS Accomac (YTL-18) - USS Accomac (APB-49) - USS Accomac (YTB-812) - USS Achelous (ARL-1) - USS Achernar (AKA-53) - USS Achigan (YTB-218) - USS Achilles (ARL-41) - USS Achomawi (ATF-148) - USS Acme - USS Acme (AMc-61) - USS Acme (MSO-508) - USS Acoma - USS Acoma (SP-1228) - USS Acoma (YTB-701) - USS Acontius (AGP-12) - USS Acree (DE-167) - USS Action (PG-86) - USS Active - USS Active (1779) - USS Active (1837) - USS Active (1888) - USS Active (YT-112) - USS Acubens (AKS-5) - USS Acushnet (AT-63) - USS Adair (APA-91) - USS Adak (YFB-28) - USS Adamant (AMc-62) - USS Adams - USS Adams (1799) - USS Adams (1874) - USS Adams (DM-27) - USS Adams (DD-739) - USS Adario (YNT-25) - USS Addie and Carrie (1884) - USS Addie Douglass (1863) - USS Addison County (LST-31) - USS Adela (1862) - USS Adelaide (1854) - USS Adelante (SP-765) - USS Adder (SS-3) - USS Adirondack - USS Adirondack (1860) - USS Adirondack (1917) - USS Adirondack (AGC-15) - USS Admiral - USS Admiral (1917) - USS Admiral (SP-967) - USS Admiralty Islands (CVE-99) - USS Adroit - USS Adroit (SP-248) - USS Adroit (AM-82) - USS Adroit (MSO-509) - USS Advance - USS Advance (1850) - USS Advance (1862) - USS Advance (1917) - USS Advance (YT-28) - USS Advance (AMc-63) - USS Advance (MSO-510) - USS Aeolus - USS Aeolus (1917) - USS Aeolus (AKA-47) - USS Aetna (SP-516) - USS Affray - USS Affray (AMc-112) - USS Affray (MSO-511) - USS Agamenticus (1863) - USS Agawam - USS Agawam (1863) - USS Agawam (AOG-6) - USS Agawam (YTB-809) - USS Agerholm (DD-826) - USS Agile - USS Agile (AMc-111) - USS Agile (MSO-421) - USS Ajax - USS Ajax (1864) - USS Ajax (1898) - USS Ajax (1917) - USS Ajax (AR-6) - - USS Akizuki (DD-961) - USS Akron - USS Akron (ZRS-4) - USS Akron (Airship) - USS Alabama - USS Alabama (1818) - USS Alabama (BB-8) - USS Alabama (BB-60) - USS Alabama (SSBN-731) - USS Alacrity - USS Alacrity (SP-206) - USS Alacrity (PG-87) - USS Alacrity (MSO-520) - USS Alaska - USS Alaska (1860) - USS Alaska (1910) - USS Alaska (CB-1) - USS Alaska (SSBN-732) - USS Albacore - USS Albacore (SP-571) - USS Albacore (SS-218) - USS Albacore (AGSS-569) - USS Albany - USS Albany (1846) - USS Albany (1869) - USS Albany (CL-23) - USS Albany (CA-123) - USS Albany (SSN-753) - USS Albatros - USS Albatross (1861) - USS Albatros (1882) - USS Albatros (SP-1003) - USS Albatros (AM-71) - USS Albatros (YMS-80) - USS Albatros (MSC-289) - USS Albemarle (1863) - USS Albert W. Grant (DD-649) - USS Albuquerque - USS Albuquerque (PF-7) - USS Albuquerque (SSN-706) - USS Alcor - USS Alcor (AG-34) - USS Alcor (AK-259) - USS Alden (DD-211) - USS Alert - USS Alert (1803) - USS Alert (1861) - USS Alert (1896) - USS Alert (AS-4) - USS Alert (SP-511) - USS Alexander Hamilton - USS Alexander Hamilton (1871) - USS Alexander Hamilton (WPG-34) - USS Alexander Hamilton (SSBN-617) - USS Alexandria - USS Alexandria (1862) - USS Alexandria (PF-18) - USS Alexandria (SSN-757) - USS Algol - USS Algol (AKA-54) - USS Algol (T-AKR-287) - USS Algonquin - USS Algonquin (1863) - USS Algonquin (1898) - USS Algonquin (1918) - USS Algorma - USS Algorma (AT-34) - USS Algorma (ATA-212) - USS Alfred A. Cunningham (DD-752) - USS Alice - USS Alice (1898) - USS Alice (SP-367) - USS Allegheny - USS Allegheny (1847) - USS Allegheny (1917) - USS Allegheny (ATA-179) - USS Allen - USS Allen (1814) - USS Allen (DD-66) - USS Allen Collier - USS Allen M. Sumner (DD-692) - USS Allendale (APA-179) - USS Allentown (PF-52) - USS Alliance - USS Alliance (1778) - USS Alliance (1877) - USS Alligator - USS Alligator (1809) - USS Alligator (1813) - USS Alligator (1820) - USS Alligator (1862) - USS Allioth (AK-109) - USS Alloway - USS Alloway (1918) - USS Alloway (YT-170) - USS Allthorn - USS Allthorn (YN-94) - USS Allthorn (AN-70) - USS Almaack (AK-27) - USS Almandite (PY-24) - USS Almax II (SP-268) - USS Almond (YN-58) - USS Alnaba (YTB-494) - USS Alnitah (AK-127) - USS Aloe (YN-1) - USS Aloha (SP-317) - USS Alonzo Child (1863) - USS Alpaco (1918) - USS Alpha - USS Alpha (1864) - USS Alpha (SP-586) - USS Alpine (APA-92) - USS Alsea (AT-97) - USS Alshain (AKA-55) - USS Alstede (AF-48) - USS Altair - USS Altair (AD-11) - USS Altair (AK-257) - USS Altair (AKR-291) - USS Altamaha (CVE-18) - USS Althea - USS Alturas - USS Altus - USS Aludra - USS Alvarado - USS Alvin C. Cockrell - USS Ambala - USS Amador - USS Amagansett - USS Amalia - USS Amanda - USS Amanda Moore - USS Amaranth - USS Amaranthus - USS Amazon - USS Amazonas - USS Amber - USS Amberjack - USS Amberjack (SS-219) - USS Amberjack (SS-522) - USS Ameera - USS Amelia - USS America - USS America (1782) - USS America (1905) - USS America (CV-66) - USS American - USS American Explorer - USS American Legion - USS Amesbury - USS Amethyst - USS Amherst - USS Amick - USS Ammen - USS Ammen (DD-35) - USS Ammen (DD-527) - USS Ammonoosuc - USS Ammonusuc - USS Ampere - USS Amphitrite - USS Amphitrite (?) - USS Amphitrite (1883) - USS Amphion - USS Amsterdam (CL-101) - USS Amycus - USS Anacapa - USS Anacortes - USS Anacostia - USS Anacot - USS Anado - USS Anamosa - USS Anaqua - USS Anchor - USS Anchor - USS Anchorage (LSD-36) - USS Ancon - USS Andalusia - USS Anderson (DD-411) - USS Anderton - USS Andralite - USS Andres - USS Andrew Doria - USS Andrew J. Higgins - USS Andrew Jackson (SSBN-619) - USS Andrews - USS Andromeda - USS Androscoggin - USS Anemone - USS Angler - USS Anguilla Bay - USS Aniwa - USS Ankachak - USS Anna - USS Anna B. Smith - USS Annabelle - USS Annapolis - USS Annapolis (PG-10) - USS Annapolis (PF-15) - USS Annapolis (AGMR-1) - USS Annapolis (SSN-760) - USS Annawan - USS Anne Arundel - USS Annie - USS Annie E. Gallup - USS Anniston - USS Annoy - USS Anoka - USS Antaeus - USS Antares - USS Anticline - USS Antietam - USS Antietam (1864) - USS Antietam (CV-36) - USS Antietam (CG-54) - USS Antigo - USS Antigone - USS Antigua - USS Antilla - USS Antioch - USS Antelope - USS Anthedon - USS Anton Dohrn - USS Antona - USS Anthony - USS Anthony (DD-172) - USS Anthony (DD-515) - USS Antietam (CV-36) - USS Antrim - USS Antrim (AK-159) - USS Antrim (FFG-20) - USS Anzio - USS Anzio (CVE-57) - USS Anzio (CG-68) - USS Apache - USS Apalachicola - USS Apex - USS Aphrodite - USS Apogon - USS Apohola - USS Apollo - USS Appalachian - USS Appanoose - USS Appling - USS Aquamarine - USS Aquarius - USS Aquidneck - USS Aquila (PHM-4) - USS Ara - USS Arabia - USS Arabian - USS Arago - USS Aramis - USS Aranca - USS Araner - USS Arapaho - USS Arapahoe - USS Arawak - USS Arawan II - USS Arayat - USS Arbiter - USS Arbutus - USS Arcade - USS Arcadia - USS Arcady - USS Arcata - USS Arch - USS Archer - USS Archerfish - USS Archerfish (SS-311) - USS Archerfish (SSN-678) - USS Arco - USS Arctic - USS Arcturus - USS Ardennes - USS Ardent - USS Arenac - USS Arequipa - USS Arethusa - USS Argentina - USS Argo - USS Argonaut - USS Argonaut (SS-166) - USS Argonaut (SS-475) - USS Argonne - USS Argos - USS Argosy - USS Argus (1803) - USS Arided - USS Ariel (1777) - USS Aries (PHM-5) - USS Arikara - USS Aristaeus - USS Arivaca - USS Arizona - USS Arizona (1859) - USS Arizona (1865) - USS Arizona (BB-39) - USS Arizonan - USS Arkab - USS Arkansas - USS Arkansas (1860) - USS Arkansas (BM-7) - USS Arkansas (BB-33) - USS Arkansas (CGN-41) - USS Arkansas (DLGN-41) - USS Arleigh Burke (DDG-51) - USS Arletta - USS Arlington - USS Armada - USS Armadillo - USS Armeria - USS Armislead Rust - USS Armstrong County - USS Arneb - USS Arnillo - USS Arnold J. Isbell (DD-869) - USS Aroostook - USS Arrowhead - USS Arrowsic - USS Arroyo - USS Artemis - USS Arthur - USS Arthur L. Bristol - USS Arthur Middleton - USS Arthur W. Radford (DD-968) - USS Artigas - USS Artisan - USS Artmar III - USS Arundel - USS Arval - USS Arvilla - USS Arvonian - USS Ascella - USS Ascension - USS Ascutney - USS Ash - USS Asheboro - USS Asher J. Hudson - USS Asheville (SSN-758) - USS Ashland - USS Ashley - USS Ashtabula - USS Ashuelot - USS Askari - USS Asp - USS Asphalt - USS Aspinet - USS Aspirant - USS Aspire - USS Aspro - USS Asquith - USS Assail - USS Assertive - USS Assistance - USS Assurance - USS Aster - USS Asterion (AK 63) - USS Astoria - USS Astoria (1917) - USS Astoria (CA-34) - USS Astoria (CL-90) - USS Astrea (SP-560) - USS Astrolabe Bay - USS Astute - USS Atakapa - USS Atalanta - USS Atanus - USS Atascosa - USS Atchison County - USS Athanasia - USS Atheling - USS Athene - USS Atherton - USS Atik (AK-101) - USS Atka - USS Atlans - USS Atlanta - USS Atlanta (1861) - USS Atlanta (1884) - USS Atlanta (CL-51) - USS Atlanta (CL-104) - USS Atlanta (SSN-712) - USS Atlantic - USS Atlantic Salvor - USS Atlantida - USS Atlantis - USS Attacker - USS Attala - USS Attica - USS Attu (CVE-102) - USS Atule - USS Aubrey Fitch (FFG-34) - USS Auburn - USS Aucilla - USS Audrain - USS Audubon - USS Audwin - USS Augury - USS Augusta - USS Augusta (CA-31) - USS Augusta (SSN-710) - USS Augusta Dinsmore - USS Augustus Holly - USS Auk - USS Aulick - USS Aulick (DD-258) - USS Aulick (DD-569) - USS Ault (DD-698) - USS Aurelia - USS Auriga - USS Aurora - USS Aurore II - USS Ausable - USS Ausburn - USS Ausburne - USS Austin - USS Austin (DE-15) - USS Austin (LPD-4) - USS Autauga - USS Avalon - USS Avenge - USS Avenger - USS Aventinus - USS Avery Island - USS Avis - USS Avocet - USS Avoyel - USS Awa - USS Awahou - USS Awatobi - USS Ayanabi - USS Aylmer - USS Aylwin - USS Aylwin (DD-47) - USS Aylwin (DD-355) - USS Azalea - USS Azimech - USS Aztec - USS Azurlite - USS B-1 - USS B-2 - USS B-3 - USS B. F. Macomber - USS B. H. B. Hubbard - USS B. N. Creary - USS Bab - USS Babbitt (DD-128) - USS Babette II - USS Bache (DD-470) - USS Badassah - USS Badger - USS Badger (1889) - USS Badger (DD-126) - USS Badger (DE-1071) - USS Badoeng Strait (CVE-116) - USS Baffins - USS Bagaduce - USS Bagheera - USS Bagley - USS Bagley (DD-185) - USS Bagley (DD-386) - USS Baham - USS Bahamas - USS Bailer - USS Bailey - USS Bailey (DD-269) - USS Bailey (DD-492) - USS Bainbridge - USS Bainbridge (1842) - USS Bainbridge (CGN-25) - USS Bainbridge (DD-1) - USS Bainbridge (DDG-96) - USS Bainbridge (DD-246) - USS Bainbridge (DLGN-25) - USS Bairoko (CVE-115) - USS Baker - USS Balanga - USS Balao - USS Balch - USS Balch (DD-50) - USS Balch (DD-363) - USS Balduck - USS Baldwin (DD-624) - USS Balfour - USS Bali - USS Ballard (DD-267) - USS Baltimore - USS Baltimore (1777) - USS Baltimore (1798) - USS Baltimore (1861) - USS Baltimore (C-3) - USS Baltimore (CA-68) - USS Baltimore (SSN-704) - USS Bamberg County - USS Banaag - USS Banago - USS Bancroft - USS Bancroft (DD-256) - USS Bancroft (DD-598) - USS Bandera - USS Bang (SS-385) - USS Bangor - USS Bangust - USS Banner - USS Banning - USS Bannock - USS Banshee - USS Baranof - USS Barataria - USS Barb (SSN-596) - USS Barbados - USS Barbara - USS Barbarossa - USS Barbel - USS Barbel (SS-316) - USS Barbel (SS-580) - USS Barbet - USS Barbey - USS Barbero (SS-317) - USS Barbican - USS Barboncito - USS Barbour County - USS Barcelo - USS Baretta - USS Barite - USS Barnegat - USS Barnes (CVE-20) - USS Barnett - USS Barker (DD-213) - USS Barney - USS Barney (DD-149) - USS Barney (DD-956) - USS Barney (DDG-6) - USS Barnstable - USS Barnstable County - USS Barnwell - USS Barr - USS Barracuda - USS Barritt - USS Barricade - USS Barrier - USS Barrow - USS Barry - USS Barry (DD-2) - USS Barry (DDG-52) - USS Barry (DD-248) - USS Barry (DD-933) - USS Bartlett - USS Barton - USS Barton (DD-599) - USS Barton (DD-722) - USS Bashaw - USS Basilan - USS Basilone (DD-824) - USS Bass - USS Bassett - USS Bastion - USS Bastogne - USS Bat - USS Bataan - USS Bataan (CVL-29) - USS Bataan (LHD-5) - USS Bateleur - USS Bates - USS Batfish - USS Bath - USS Batjan - USS Baton Rouge (SSN-689) - USS Battler - USS Bauer - USS Bausell (DD-845) - USS Bauxite - USS Bavaria - USS Baxley - USS Baxter - USS Bay Spring - USS Baya - USS Bayfield - USS Bayntun - USS Bayocean - USS Bayonne - USS Bazeley - USS Beacon - USS Beagle - USS Beale - USS Beale (DD-40) - USS Beale (DD-471) - USS Bearss (DD-654) - USS Beatty - USS Beatty (DD-640) - USS Beatty (DD-756) - USS Beaufort (ATS 2) - USS Beaumere II - USS Beaumont - USS Beaver - USS Beaverhead - USS Bebas - USS Beckham - USS Becuna - USS Bedford Victory - USS Beeville - USS Begor - USS Bel Air - USS Belet - USS Belfast - USS Belknap - USS Belknap (CG-25) - USS Belknap (DD-251) - USS Belknap (DLG-26) - USS Bell - USS Bell (DD-95) - USS Bell (DD-587) - USS Bella - USS Bellatrix - USS Belle - USS Belle Grove - USS Belle Isle - USS Belle Italia - USS Belle of Boston - USS Belleau Wood - USS Belleau Wood (CVL-24) - USS Belleau Wood (LHA-2) - USS Belleau Wood (LHA-3) - USS Bellerophon - USS Bellingham - USS Bellona - USS Belmont - USS Beltrami - USS Beluga - USS Belusan - USS Ben Morgan - USS Benefit - USS Benevolence - USS Benewah - USS Benfold (DDG-65) - USS Benham - USS Benham (DD-49) - USS Benham (DD-397) - USS Benham (DD-796) - USS Benicia (1868) - USS Benjamin Franklin (SSBN-640) - USS Benjamin Stoddert (DDG-22) - USS Benner (DD-807) - USS Bennett (DD-473) - USS Bennington - USS Bennington (PG-4) - USS Bennington (CV-20) - USS Bennion (DD-662) - USS Benson (DD-421) - USS Bentinck - USS Bentley - USS Benton County - USS Benzie County - USS Berberry - USS Bergall - USS Bergall (SS-320) - USS Bergall (SSN-667) - USS Bergen - USS Bering Strait - USS Berkeley (DDG-15) - USS Berkeley County - USS Berkshire - USS Berkshire County - USS Bermuda - USS Bernadou (DD-153) - USS Bernalillo County - USS Bernard - USS Berrien - USS Berry - USS Bertel W. King - USS Berwind - USS Berwyn - USS Beryl - USS Besboro - USS Besoeki - USS Bessemer Victory - USS Bessie H. Dantzler - USS Bessie J. - USS Bessie Jones - USS Besugo - USS Beta - USS Betelgeuse - USS Bethany - USS Betty Jane I - USS Betty M. II - USS Beukelksdijk - USS Beverly W. Reid - USS Bexar - USS Bibb - USS Bickerton - USS Biddle - USS Biddle (CG-34) - USS Biddle (DD-151) - USS Biddle (DD-955) - USS Biddle (DLG-34) - USS Biddle/Laude V. Rickets (DDG-5) - USS Bie & Schiott - USS Biesbosch - USS Big Black River - USS Big Chief - USS Bigelow (DD-942) - USS Big Horn (AO-45) - USS Big Horn River - USS Big Pebble - USS Bigelow (DD-942) - USS Billfish - USS Billfish (SS-286) - USS Billfish (SSN-676) - USS Billingsley (DD-293) - USS Billow - USS Biloxi (CL-80) - USS Bingham - USS Birch - USS Birgit - USS Birmingham - USS Birmigham (CL-2) - USS Birmingham (CL-62) - USS Birmingham (SSN-695) - USS Bisbee - USS Bismarck Sea (CVE-95) - USS Biter - USS Bitterbush - USS Bittern - USS Bivalve - USS Biven - USS Black (DD-666) - USS Black Arrow - USS Black Douglas - USS Black Warrior River - USS Blackfin - USS Blackfish - USS Blackford - USS Blackstone River - USS Blackwood - USS Bladen - USS Blair - USS Blakeley (DD-150) - USS Blanche - USS Bland - USS Blandy (DD-943) - USS Blanquillo - USS Bledsoe County - USS Blenny - USS Blessman - USS Bligh - USS Block Island - USS Block Island (CVE-21) - USS Block Island (CVE-106) - USS Bloomer - USS Blount - USS Blower - USS Blue - USS Blue (DD-387) - USS Blue (DD-744) - USS Blue Bird - USS Blue Dolphin - USS Blue Jacket - USS Blue Jay - USS Blue Light - USS Blue Ridge - USS Blue Ridge (1918) - USS Blue Ridge (AGC-2) - USS Blue Ridge (LCC-19) - USS Blueback - USS Bluebird - USS Bluefish (SSN-675) - USS Bluegill - USS Bluffton - USS Boarfish - USNS Bob Hope (T-AKR-300) - USS Bobby - USS Bobolink - USS Bobylu - USS Bocachee - USS Boggs (DD-136) - USS Bogue (CVE-9) - USS Boise - USS Boise (CL-47) - USS Boise (SSN-764) - USS Bold - USS Bolinas - USS Bolivar - USS Bollinger - USS Bomazeen - USS Bombard - USS Bond - USS Bondia - USS Bonefish - USS Bonefish (SS-223) - USS Bonefish (SS-582) - USS Bonhomme Richard - USS Bonhomme Richard (1765) - USS Bonhomme Richard (CVA-31) - USS Bonhomme Richard (LHD-6) - USS Bonita - USS Bonito - USS Boone (FFG-28) - USS Boone County - USS Bootes - USS Booth - USS Bordelon (DD-881) - USS Boreas - USS Borer - USS Borie - USS Borie (DD-215) - USS Borie (DD-704) - USS Bosque - USS Boston - USS Boston (1776) - USS Boston (1799) - USS Boston (1825) - USS Boston (1884) - USS Boston (CA-69) - USS Boston (SSN-703) - USS Boston Salvor - USS Bostwick - USS Botetourt - USS Bottineau - USS Bougainville - USS Bouker No. 2 - USS Boulder - USS Boulder Victory - USS Bourbon - USS Bowdoin - USS Bowers - USS Bowfin - USS Bowie - USS Boxer - USS Boxer (1815) - USS Boxer (1832) - USS Boxer (1865) - USS Boxer (1905) - USS Boxer (CV-21) - USS Boxer (LHD-4) - USS Boy Scout - USS Boyd (DD-544) - USS Boyle (DD-600) - USS Bracken - USS Brackett - USS Bradford (DD-545) - USS Bradford - USS Bradley - USS Braine (DD-630) - USS Braithwaite - USS Brambling - USS Branch (DD-197) - USS Brandenburg - USS Brandywine - USS Brant - USS Brattleboro - USS Brave - USS Braxton - USS Bray - USS Breaker - USS Breakhorn - USS Breakwater - USS Bream - USS Breck (DD-283) - USS Breeman - USS Breckinridge (DD-148) - USS Bremerton - USS Bremerton (CA-130) - USS Bremerton (SSN-698) - USS Breese (DD-122) - USS Brennan - USS Breton (CVE-23) - USS Brevard - USS Briarclif - USS Briaireus - USS Bridgeport - USS Bridgeport (AD-10) - USS Bridgeport (CA-127) - USS Bright - USS Brill - USS Brinkley Bass (DD-887) - USS Briscoe (DD-977) - USS Brisk - USS Bristol - USS Bristol (DD-453) - USS Bristol (DD-857) - USS Bristol County - USS Brittania - USS Broadbill - USS Broadkill River - USS Broadwater - USS Brock - USS Brockenborough - USS Bronstein - USS Brontes - USS Bronx - USS Brookings - USS Brooklyn - USS Brooklyn (1858) - USS Brooklyn (CA-3) - USS Brooklyn (CL-40) - USS Brooks (DD-232) - USS Broome (DD-210) - USS Brown (DD-546) - USS Brownson - USS Brownson (DD-518) - USS Brownson (DD-868) - USS Brownsville - USS Bruce (DD-329) - USS Brule - USS Brush (DD-745) - USS Brunswick - USS Brutus - USS Bryant (DD-665) - USS Bucareli Bay - USS Buccaneer - USS Buchanan - USS Buchanan (DD-131) - USS Buchanan (DD-484) - USS Buchanan (DDG-14) - USS Buck - USS Buck (DD-420) - USS Buck (DD-761) - USS Buckeye - USS Buckingham - USS Buckthorn - USS Bucyrus Victory - USS Buena Ventura - USS Buena Vista - USS Buffalo - USS Buffalo (1813) - USS Buffalo (1892) - USS Buffalo (CL-84) - USS Buffalo (CL-99) - USS Buffalo (CL-110) - USS Buffalo (SSN-715) - USS Bulkeley (DDG-84) - USS Bull - USS Bullard (DD-660) - USS Bull Dog - USS Bull Run - USS Bullen - USS Bullfinch - USS Bullhead - USS Bullock - USS Bullwheel - USS Bulmer (DD-222) - USS Bulwark - USS Bumper - USS Bunch - USS Buncombe County - USS Bunker Hill - USS Bunker Hill (CV-17) - USS Bunker Hill (CG-52) - USS Bunting - USS Buoyant - USS Burden R. Hastings - USS Burges - USS Burias - USS Burke - USS Burleigh - USS Burleson - USS Burlington - USS Burns - USS Burns (DD-171) - USS Burns (DD-588) - USS Burrows (DD-29) - USS Bush - USS Bush (DD-166) - USS Bush (DD-529) - USS Bussum - USS Busy - USS Butler (DD-636) - USS Butte - USS Butternut - USS Buttress - USS Byard - USS Byron - USS Cabot - USS Cabot (1775) - USS Cabot (CVL-28) - USS Caldwell - USS Caldwell (DD-69) - USS Caldwell (DD-605) - USS California - USS California (1867) - USS California (ACR-6) - USS California (SP-249) - USS California (SP-647) - USS California (BB-44) - USS California (DLGN-36) - USS Callaghan - USS Callaghan (DD-792) - USS Callaghan (DD-994) - USS Camanche (1864) - USS Canandaigua (1862) - USS Cambridge (CA-126) - USS Canberra (CA-70) - USS Canonicus (1863) - USS Cape Esperance (CVE-88) - USS Cape Gloucester (CVE-109) - USS Caperton (DD-650) - USS Cape St. George (CG-71) - USS Capps (DD-550) - USS Captor (PYc-40) - USS Card (CVE-11) - USS Carl Vinson (CVN-70) - USS Carmick (DD-493) - USS Carney (DDG-64) - USS Caron (DD-970) - USS Carondelet - USS Carondelet (1861) - USS Carondelet (IX-136) - USS Carpenter (DD-825) - USS Carr (FFG-52) - USS Casablanca (CVE-55) - USS Casco (1864) - USS Casimir Pulaski (SSBN-633) - USS Case - USS Case (DD-285) - USS Case (DD-370) - USS Cassin - USS Cassin (DD-43) - USS Cassin (DD-372) - USS Cassin Young (DD-793) - USS Castle (DD-720) - USS Catawba - USS Catawba (1864) - USS Catawba (YT-32) - USS Catawba (ATA-210) - USS Catskill (1862) - USS Cavalla - USS Cavalla (SS-244) - USS Cavalla (SSN-684) - USS Ceres (1861) - USS Chafee (DDG-90) - USS Champlin - USS Champlin (DD-104) - USS Champlin (DD-601) - USS Chancellorsville (CG-62) - USS Chandler - USS Chandler (DD-206) - USS Chandler (DD-996) - USS Charette (DD-581) - USS Charger (CVE-30) - USS Charles Ausburn (DD-294) - USS Charles Ausburne (DD-570) - USS Charles F. Adams - USS Charles F. Adams (DD-952) - USS Charles F. Adams (DDG-2) - USS Charles F. Hughes (DD-428) - USS Charles H. Roan (DD-853) - USS Charles J. Badger (DD-657) - USS Charles P. Cecil (DD-835) - USS Charles R. Ware (DD-865) - USS Charles S. Sperry (DD-697) - USS Charleston - USS Charleston (1798) - USS Charleston (C-2) - USS Charleston (C-22) - USS Charleston (PG-51) - USS Charleston (LKA-113) - USS Charlotte - USS Charlote (CA-12) - USS Charlotte (SSN-766) - USS Chase (DD-323) - USS Chattanooga - USS Chattanooga (C-16) - USS Chattanooga (CL-118) - USS Chauncey - USS Chauncey (DD-3) - USS Chauncey (DD-296) - USS Chauncey (DD-667) - USS Chenango (CVE-28) - USS Chesapeake (1799) - USS Chester - USS Chester (CL-1) - USS Chester (CA-27) - USS Chevalier - USS Chevalier (DD-451) - USS Chevalier (DD-805) - USS Chew (DD-106) - USS Cheyenne - USS Cheyenne (CL-117) - USS Cheyenne (SSN-773) - USS Chicago - USS Chicago (CA-14) - USS Chicago (CA-29) - USS Chicago (CA-136) - USS Chicago (SSN-721) - USS Chickasaw (1864) - USS Childs (DD-241) - USS Chillicothe (1862) - USS Chimo (1864) - USS Chippewa - USS Chippewa (1813) - USS Chippewa (1815) - USS Chippewa (1861) - USS Chippewa (AT-69) - USS Choctaw (1853) - USS Chosin (CG-65) - USS Chung-Hoon (DDG-93) - USS Cincinnati - USS Cincinnati (C-7) - USS Cincinnati (CL-6) - USS Cincinnati (SSN-693) - USS City of Corpus Christi (SSN-705) - USS Clarence K. Bronson (DD-668) - USS Clark - USS Clark (DD-361) - USS Clark (FFG-11) - USS Claxton - USS Claxton (DD-140) - USS Claxton (DD-571) - USS Clemson (DD-186) - USS Cleveland - USS Cleveland (C-19) - USS Cleveland (CL-55) - USS Cleveland (LPD-7) - USS Clifton Sprague (FFG-16) - USS Cochrane (DDG-21) - USS Coghlan - USS Coghlan (DD-326) - USS Coghlan (DD-606) - USS Cogswell (DD-651) - USS Cohoes (1867) - USS Colahan (DD-658) - USS Cole - USS Cole (DD-155) - USS Cole (DDG-67) - USS Colhoun (DD-85) - USS Colhiun (DD-801) - USS Collett (DD-730) - USS Collier (1864) - USS Colorado - USS Colorado (1860) - USS Colorado (ACR-7) - USS Colorado (BB-45) - USS Columbia- USS Columbia (1836) - USS Columbia (1862) - USS Columbia (1864) - USS Columbia (C-12) - USS Columbia (AG-9) - USS Columbia (CL-56) - USS Columbia (SSN-771) - USS Columbus - USS Columbus (1774) - USS Columbus (1819) - USS Columbus (CA-74) - USS Columbus (SSN-762) - USS Commencement Bay (CVE-105) - USS Compton (DD-705) - USS Comte de Grasse (DD-974) - USS Concord - USS Concord (1828) - USS Concord (CL-10) - USS Cone (DD-866) - USS Confederacy (1778) - USS Congress - USS Congress (1776) - USS Congress (1799) - USS Congress (1841) - USS Congress (1868) - USS Connecticut - USS Connecticut (1776) - USS Connecticut (1799) - USS Connecticut (1860) - USS Connecticut (BB-18) - USS Connecticut (SSN-22) - USS Conner - USS Conner (DD-72) - USS Conner (DD-582) - USS Conolly (DD-979) - USS Constellation - USS Constellation (1797) - USS Constellation (1854) - USS Constellation (CV-64) - USS Constitution - USS Contoocook (1864) - USS Converse - USS Converse (DD-291) - USS Converse (DD-509) - USS Conway (DD-507) - USS Cony (DD-508) - USS Conyngham - USS Conyngham (DD-58) - USS Conyngham (DD-371) - USS Conyngham (DDG-17) - USS Coontz - USS Coontz (DDG-40) - USS Coontz (DL-9) - USS Cooper (DD-695) - USS Copahee (CVE-12) - USS Copeland (FFG-25) - USS Coral Sea - USS Coral Sea (CVE-57) - USS Coral Sea (CVB-43) - USS Core (CVE-13) - USS Coronado - USS Coronado (PF-38) - USS Coronado (AGF-11) - USS Coronado (LPD-11) - USS Corregidor (CVE-58) - USS Corry - USS Corry (DD-334) - USS Corry (DD-463) - USS Corry (DD-817) - USS Cotten (DD-669) - USS Cowell - USS Cowell (DD-167) - USS Cowell (DD-547) - USS Cowie (DD-632) - USS Cowpens - USS Cowpens (CVL-25) - USS Cowpens (CG-63) - USS Crane (DD-109) - USS Craven - USS Craven (DD-70) - USS Craven (DD-382) - USS Croatan (CVE-25) - USS Crommelin (FFG-37) - USS Crosby (DD-164) - USS Crowninshield (DD-134) - USS Cumberland - USS Cumberland (1842) - USS Cumberland (AO-153) - USS Cumberland Sound (AV-17) - USS Cummings - USS Cummings (DD-44) - USS Cummings (DD-365) - USS Curtis Wilbur (DDG-54) - USS Curts (FFG-38) - USS Cushing - USS Cushing (DD-55) - USS Cushing (DD-376) - USS Cushing (DD-985) - USS Cushing (DD-797) - USS Cyane - USS Cyane (1796) - USS Cyane (1837) - USS Cyclops - USS Cyclops (1869) - USS Cyclops (1910) - USS Dace - USS Dace (SS-247) - USS Dace (SSN-607) - USS Dacotah (1859) - USS Dahlgren - USS Dahlgren (DD-187) - USS Dahlgren (DDG-43) - USS Dahlgren (DL-12) - USS Dale - USS Dale (1839) - USS Dale (DD-4) - USS Dale (DD-290) - USS Dale (DD-353) - USS Dale (DLG-19) - USS Dallas - USS Dallas (DD-199) - USS Dallas (SSN-700) - USS Daly (DD-519) - USS Damato (DD-871) - USS Daniel Boone (SSBN-629) - USS Daniel Webster (SSBN-626) - USS Dashiell (DD-659) - USS David R. Ray (DD-971) - USS Davis - USS Davis (DD-65) - USS Davis (DD-395) - USS Davis (DD-937) - USS Davison (DD-618) - USS David W. Taylor (DD-551) - USS Dayton - USS Dayton (CL-78) - USS Dayton (CL-105) - USS Decatur - USS Decatur (1839) - USS Decatur (DD-5) - USS Decatur (DDG-73) - USS Decatur (DD-341) - USS Decatur (DD-936) - USS Decatur (DDG-31) - USS De Haven - USS De Haven (DD-469) - USS De Haven (DD-727) - USS Delaware - USS Delaware (1776) - USS Delaware (1798) - USS Delaware (1820) - USS Delaware (1861) - USS Delaware (1869) - USS Delaware (BB-28) - USS De Long (DD-129) - USS Delphy (DD-261) - USS Dennis J. Buckley (DD-808) - USS Dent (DD-116) - USS Denver - USS Denver (C-14) - USS Denver (CL-58) - USS Denver (LPD-9) - USS Des Moines - USS Des Moines (C-15) - USS Des Moines (CA-134) - USS Detroit - USS Detroit (C-10) - USS Detroit (CL-8) - USS De Wert (FFG-45) - USS Dewey - USS Dewey (DDG-105) - USS Dewey (DD-349) - USS Dewey (DDG-45) - USS Dewey (DL-14) - USS Deyo (DD-989) - USS Dickerson (DD-157) - USS Dictator (1863) - USS Dixie - USS Dixie (1898) - USS Dixie (AD-14) - USS Dobuque (LPD-8) - USS Donald Cook (DDG-75) - USS Dorchester - USS Dorchester (1917) - USS Dorchester (APB-46) - USS Dorna (DD-634) - USS Dorsey (DD-117) - USS Dortch (DD-670) - USS Douglas H. Fox (DD-779) - USS Downes - USS Downes (DD-45) - USS Downes (DD-375) - USS Doyen (DD-280) - USS Doyle - USS Doyle (FFG-39) - USS Doyle (DD-494) - USS Drayton - USS Drayton (DD-23) - USS Drayton (DD-366) - USS Drexler (DD-741) - USS Drum (SSN-677) - USS Dubuque (LPD-8) - USS Duluth - USS Duluth (CL-87) - USS Duluth (LPD-6) - USS Duncan - USS Duncan (DD-46) - USS Duncan (DD-485) - USS Duncan (DD-874) - USS Duncan (FFG-10) - USS Dunderberg (1865) - USS Dunlap (DD-384) - USS Du Pont - USS Du Pont (DD-152) - USS Du Pont (DD-941) - USS Dwight D. Einsenhower (CVN-69) - USS Dyer (DD-84) - USS Dyess (DD-880) - USS Dyson (DD-572) - USS Earle (DD-635) - USS Eaton (DD-510) - USS Eberle (DD-430) - USS Edison (DD-439) - USS Edsall - USS Edsall (DD-219) - USS Edsall (DE-129) - USS Edson (DD-946) - USS Edwards - USS Edwards (DD-265) - USS Edwards (DD-619) - USS Effingham - USS Effingham (1777) - USS Effingham (APA-165) - USS Ellet (DD-398) - USS Elliot - USS Elliot (DD-146) - USS Elliot (DD-967) - USS Ellis - USS Ellis (1862) - USS Ellis (DD-154) - USS Ellyson (DD-454) - USS Elrod (FFG-55) - USS Emmons (DD-457) - USS Endicott (DD-495) - USS England (CG-22) - USS England (DLG-22) - USS Enterprise - USS Enterprise (1775) - USS Enterprise (1776) - USS Enterprise (1799) - USS Enterprise (1831) - USS Enterprise (1874) - USS Enterprise (CV-6) - USS Enterprise (CVN-65) - USS Epervier (1814) - USS Epperson (DD-719) - USS Erben (DD-631) - USS Erie (1813) - USS Ernest G. Small (DD-838) - USS English (DD-696) - USS Ericsson - USS Ericsson (DD-56) - USS Ericsson (DD-440) - USS Essex - USS Essex (1799) - USS Essex (1856) - USS Essex (1876) - USS Essex (LHD-2) - USS Essex (CV-9) - USS Estocin (FFG-15) - USS Ethan Allen - USS Ethan Allen (1861) - USS Ethan Allen (SSBN-608) - USS Etlah - USS Eugene A. Greene (DD-711) - USS Evans - USS Evans (DD-78) - USS Evans (DD-552) - USS Everett F. Larson (DD-830) - USS Eversole (DD-789) - USS Experiment - USS Experiment (1799) - USS Experiment (1832) - USS Fahrion (FFG-22) - USS Fairfax (DD-93) - USS Fairfield (1828) - USS Fall River (CA-131) - USS Falmouth (1827) - USS Fanning - USS Fanning (DD-37) - USS Fanning (DD-385) - USS Fanshaw Bay (CVE-70) - USS Farenholt - USS Farenholt (DD-332) - USS Farenholt (DD-491) - USS Fargo - USS Fargo (CL-85) - USS Fargo (CA-106) - USS Farquhar (DD-304) - USS Farragut - USS Farragut (DDG-99) - USS Farragut (DD-300) - USS Farragut (DD-348) - USS Farragut (DDG-37) - USS Farragut (DL-6) - USS Fechteler (DD-870) - USS Fife (DD-991) - USS Finback - USS Finback (SS-230) - USS Finback (SSN-670) - USS Fiske (DD-842) - USS Fitch (DD-462) - USS Fitzgerald (DDG-62) - USS Flasher - USS Flasher (SS-249) - USS Flasher (SSN-613) - USS Flatley (FFG-21) - USS Fletcher - USS Fletcher (DD-445) - USS Fletcher (DD-992) - USS Flint (CL-97) - USS Florida - USS Florida (1824) - USS Florida (1861) - USS Florida (1869) - USS Florida (BM-9) - USS Florida (BB-30) - USS Florida (SSBN-728) - USS Floyd B. Parks (DD-884) - USS Flusser - USS Flusser (DD-20) - USS Flusser (DD-289) - USS Flusser (DD-368) - USS Flying Fish - USS Flying Fish (1838) - USS Flying Fish (SS-229) - USS Flying Fish (SSN-673) - USS Foote - USS Foote (DD-169) - USS Foote (DD-511) - USS Ford - USS Ford (FFG-54) - USS Ford (DD-228) - USS Forrest (DD-461) - USS Forrestal (CVA-59) - USS Forrest Royal (DD-872) - USS Forrest Sherman - USS Forrest Sherman (DDG-98) - USS Forrest Sherman (DD-931) - USS Fort Donelson (1862) - USS Fox - USS Fox (DD-234) - USS Fox (DLG-33) - USS Fox (CG-33) - USS Francis Scott Key (SSBN-657) - USS Frank E. Evans (DD-754) - USS Frankford (DD-497) - USS Frank Knox (DD-742) - USS Frankfurt (1915) - USS Franklin - USS Franklin (1775) - USS Franklin (1795) - USS Franklin 1815) - USS Franklin 1864) - USS Franklin (CV-13) - USS Franklin D. Roosevelt (CVB-42) - USS Franks (DD-554) - USS Frazier (DD-607) - USS Frederick (CA-8) - USS Fred T. Berry (DD-858) - USS Fresno (CL-121) - USS Frolic - USS Frolic (1813) - USS Frolic (1862) - USS Fullam (DD-474) - USS Fuller (DD-297) - USS Furse (DD-882) - USS Gainard (DD-706) - USS Galena (1862) - USS Gallery (FFG-26) - USS Galveston - USS Galveston (C-17) - USS Galveston (CL-93) - USS Gambier Bay (CVE-73) - USS Gamble (DD-123) - USS Ganges (1794) - USS Gansevoort (DD-608) - USS Gary - USS Gary (CL-147) - USS Gary (FFG-51) - USS Gatling (DD-671) - USS Gato - USS Gato (SS-212) - USS Gato (SSN-615) - USS Gearing (DD-710) - USS Gemini (PHM-6) - USS George E. Badger (DD-196) - USS George H.W. Bush (CVN-77) - USS George K. Mackenzie (DD-836) - USS General Sterling Price (1856) - USS George Bancroft (SSBN-643) - USS George C. Marshall (SSBN-654) - USS George Philip (FFG-12) - USS George Washington - USS George Washington (1798) - USS George Washington (SSBN-598) - USS George Washington (CVN-73) - USS George Washington Carver - USS George Washington Carver (1946) - USS George Washington Carver (SSBN-656) - USS Georgia - USS Georgia (BB-15) - USS Georgia (SSBN-729) - USS Gettysburg (CG-64) - USS Gherardi (DD-637) - USS Gilbert Islands (CVE-107) - USS Gillespie (DD-609) - USS Gillis (DD-260) - USS Gilmer (DD-233) - USS Gleaves (DD-423) - USS Glenard P. Lipscomb (SSN-685) - USS Glennon - USS Glennon (DD-620) - USS Glennon (DD-840) - USS Goff (DD-247) - USS Goldsborough - USS Goldsborough (DD-188) - USS Goldsborough (DDG-20) - USS Gonzalez (DDG-66) - USS Goodrich (DD-831) - USS Graham (DD-192) - USS Grampus - USS Grampus (1820) - USS Grampus (1863) - USS Grampus (SS-4) - USS Grampus (SS-207) - USS Grampus (SS-523) - USS Grayback - USS Grayback (SS-208) - USS Grayback (SSG-574) - USS Grayling - USS Grayling (SS-18) - USS Grayling (SP-1259) - USS Grayling (SP-289) - USS Grayling (SS-209) - USS Grayling (SSN-646) - USS Grayson (DD-435) - USS Green Bay (LPD-20) - USS Greene (DD-266) - USS Greeneville (SSN-772) - USS Greenling - USS Greenling (SS-213) - USS Greenling (SSN-614) - USS Greer (DD-145) - USS Gregory - USS Gregory (DD-82) - USS Gregory (DD-802) - USS Gridley - USS Gridley (DD-92) - USS Gridley (DD-380) - USS Gridley (DDG-101) - USS Gridley (DLG-21) - USS Groton (SSN-694) - USS Growler - USS Growler (1812) - USS Growler (1812-2) - USS Growler (SS-215) - USS Growler (SSG-577) - USS Guadalcanal - USS Guadalcanal (CVE-60) - USS Guadalcanal (LPH-7) - USS Guam - USS Guam (PG-43) - USS Guam (CB-2) - USS Guam (LPH-9) - USS Guardfish - USS Guardfish (SS-217) - USS Guardfish (SSN-612) - USS Guest (DD-472) - USS Gunnel (SS-253) - USS Gurke (DD-783) - USS Gwin - USS Gwin (DD-71) - USS Gwin (DD-433) - USS Gwin (DD-772) - USS Gyatt - USS Gyatt (DD-712) - USS Gyatt (DDG-1) - USS Haddo - USS Haddo (SS-255) - USS Haddo (SSN-604) - USS Haddock (SSN-621) - USS Haggard (DD-555) - USS Hailey (DD-556) - USS Hale - USS Hale (DD-133) - USS Hale (DD-642) - USS Halford (DD-480) - USS Halibut - USS Halibut (SS-232) - USS Halibut (SSGN-587) - USS Hall (DD-583) - USS Halligan (DD-584) - USS Halsey - USS Halsey (DDG-97) - USS Halsey (DLG-23) - USS Halsey (CG-23) - USS Halsey Powell (DD-686) - USS Halyburton (FFG-40) - USS Hambleton (DD-455) - USS Hamilton (DD-141) - USS Hamlin - USS Hamlin (CVE-15) - USS Hamlin (AV-15) - USS Hammann (DD-412) - USS Hammerhead - USS Hammerhead (SS-354) - USS Hammerhead (SSN-663) - USS Hamner (DD-718) - USS Hampton (SSN-767) - USS Hancock (CV-19) - USS Hank (DD-702) - USS Hanson (DD-832) - USS Haraden - USS Haraden (DD-183) - USS Haraden (DD-585) - USS Hancock - USS Hancock (?) - USS Hancock (1776) - USS Hancock (1902) - USS Hancock (CV-19) - USS Harding - USS Harding (DD-91) - USS Harding (DD-625) - USS Harlan R. Dickson (DD-708) - USS Harold J. Ellison (DD-864) - USS Harrison (DD-573) - USS Harry E. Hubbard (DD-748) - USS Harry E. Yarnell (DLG-17) - USS Harry F. Bauer (DD-738) - USS Harry W. Hill (DD-986) - USS Harry S. Truman (CVN-75) - USS Hart - USS Hart (DD-110) - USS Hart (DD-594) - USS Hartford (SSN-768) - USS Hatfield (DD-231) - USS Harvard - USS Harvard (1888) - USS Harvard (SP-209) - USS Harwood (DD-861) - USS Hatteras - USS Hatteras (1861) - USS Hatteras (1917) - USS Hawaii - USS Hawaii (CB-3) - USS Hawaii (SSN-776) - USS Hawes (FFG-53) - USS Hawkbill - USS Hawkbill (SS-366) - USS Hawkbill (SSN-666) - USS Hawkins (DD-873) - USS Hayler (DD-997) - USS Haynsworth (DD-700) - USS Hazelwood - USS Hazelwood (DD-107) - USS Hazelwood (DD-531) - USS Healy (DD-672) - USS Heermann (DD-532) - USS Helena - USS Helena (CL-50) - USS Helena (CA-75) - USS Helena (CL-113) - USS Helena (SSN-725) - USS Helm (DD-388) - USS Henderson (DD-785) - USS Hendrick Hudson (1859) - USS Henley - USS Henley (DD-39) - USS Henley (DD-391) - USS Henley (DD-762) - USS Henry A. Wiley (DD-749) - USS Henry Clay (SSBN-625) - USS Henry L. Stimson (SSBN-655) - USS Henry M. Jackson (SSBN-730) - USS Henry B. Wilson - USS Henry B. Wilson (DD-957) - USS Henry B. Wilson (DDG-7) - USS Henry W. Tucker (DD-875) - USS Henshaw (DD-278) - USS Herbert (DD-160) - USS Herbert J. Thomas (DD-833) - USS Hercules (PHM-2) - USS Herndon - USS Herndon (DD-198) - USS Herdon (DD-638) - USS Hewitt (DD-966) - USS Heywood L. Edwards (DD-663) - USS Hickox (DD-673) - USS Higbee (DD-806) - USS Higgins (DDG-76) - USS Hilary P. Jones (DD-427) - USS Hobby (DD-610) - USS Hobson (DD-464) - USS Hoel - USS Hoel (DDG-13) - USS Hoel (DD-533) - USS Hogan (DD-178) - USS Hoggatt Bay (CVE-75) - USS Holder (DD-819) - USS Holland (SS-1) - USS Hollandia (CVE-97) - USS Hollister (DD-788) - USS Honolulu - USS Honolulu (CL-48) - USS Honolulu (SSN-718) - USS Hopewell - USS Hopewell (DD-181) - USS Hopewell (DD-681) - USS Hopkins - USS Hopkins (DD-6) - USS Hopkins (SP-3294) - USS Hopkins (DD-249) - USS Hopper (DDG-70) - USS Horne (DLG-30) - USS Hornet - USS Hornet (1775) - USS Hornet (1790) - USS Hornet (1805) - USS Hornet (1813) - USS Hornet (1865) - USS Hornet (1890) - USS Hornet (CV-8) - USS Hornet (CV-12) - USS Housatonic (1861) - USS Houston - USS Houston (AK-1) - USS Houston (CA-30) - USS Houston (CL-81) - USS Houston (SSN-713) - USS Hovey (DD-208) - USS Howard - USS Howard (DD-179) - USS Howard (DDG-83) - USS Howorth (DD-592) - USS Hudson (DD-475) - USS Hue City (CG-66) - USS Hughes (DD-410) - USS Hugh Purvis (DD-709) - USS Hugh W. Hadley (DD-774) - USS Hulbert (DD-342) - USS Hull - USS Hull (DD-7) - USS Hull (DD-330) - USS Hull (DD-350) - USS Hull (DD-945) - USS Humphreys (DD-236) - USS Hunt - USS Hunt (DD-194) - USS Hunt (DD-674) - USS Huntington - USS Huntington (CA-5) - USS Huntington (CL-77) - USS Huntington (CL-107) - USS Huron - USS Huron (1861) - USS Huron (1875) - USS Huron (1917) - USS Huron (CA-9) - USS Huron (PF-19) - USS Hutchins (DD-476) - USS Hyman (DD-732) - USS Hyman G. Rickover (SSN-709) - USS Idaho - USS Idaho (1864) - USS Idaho (BB-24) - USS Idaho (SP-545) - USS Idaho (BB-42) - USS Illinois (BB-7) - USS Inchon (MCS-12) - USS Independence - USS Independence (1775) - USS Independence (1777) - USS Independence (1814) - USS Independence (CVL-22) - USS Independece (CV-62) - USS Indiana - USS Indiana (1898) - USS Indiana (BB-1) - USS Indiana (BB-50) - USS Indiana (BB-58) - USS Indianapolis - USS Indianapolis (CA-35) - USS Indianapolis (SSN-697) - USS Ingersoll - USS Ingersoll (DD-652) - USS Ingersoll (DD-990) - USS Ingraham - USS Ingraham (DD-111) - USS Ingraham (DD-444) - USS Ingraham (DD-694) - USS Ingraham (FFG-61) - USS Insurgente (1799) - USS Intrepid - USS Intrepid (1798) - USS Intrepid (1874) - USS Intrepid (1904) - USS Intrepid (CV-11) - USS Iowa - USS Iowa (1864) - USS Iowa (BB-4) - USS Iowa (BB-53) - USS Iowa (BB-61) - USS Irene Forsyte (IX-93) - USS Irwin DD 794 - USS Isherwood - USS Isherwood (DD-284) - USS Isherwood (DD-520) - USS Israel (DD-98) - USS Iwo Jima - USS Iwo Jima (CV-46) - USS Iwo Jima (LPH-2) - USS Iwo Jima (LHD-7) - USS Izard (DD-589) - USS Jack - USS Jack (SS-259) - USS Jack (SSN-605) - USS Jacksonville (SSN-699) - USS Jack Williams (FFG-24) - USS Jacob Jones - USS Jacob Jones (DD-61) - USS Jacob Jones (DD-130) - USS James B. Kyes (DD-787) - USS James C. Owens (DD-776) - USS James E. Williams (DDG-95) - USS James K. Paulding (DD-238) - USS James K. Polk (SSBN-645) - USS James Madison - USS James Madison (1807) - USS James Madison (SSBN-627) - USS James Monroe (SSBN-622) - USS Jarrett (FFG-33) - USS Jarvis - USS Jarvis (DD-38) - USS Jarvis (DD-393) - USS Jarvis (DD-799) - USS Jeffers (DD-621) - USS Jefferson City (SSN-759) - USS Jefferson City (SSN-759) - USS Jenkins - USS Jenkins (DD-42) - USS Jenkins (DD-447) - USS J. Fred Talbott (DD-156) - USS Jimmy Carter (SSN-23) - USS Jouett (DD-41) - USS John A. Bole (DD-755) - USS John Adams - USS John Adams (1799) - USS John Adams (SSBN-620) - USS John A. Moore ((FFG-19) - USS John C. Calhoun (SSBN-630) - USS John C. Stennis (CVN-74) - USS John D. Edwards (DD-216) - USS John D. Henley (DD-553) - USS John F. Kennedy (CV-67) - USS John Francis Burnes (DD-299) - USS John Hancock (DD-981) - USS John Hood (DD-655) - USS John King - USS John King (DD-953) - USS John King (DDG-3) - USS John L. Hall (FFG-32) - USS John Marshall (SSBN-611) - USS John Paul Jones - USS John Paul Jones (DDG-53) - USS John Paul Jones (DD-932) - USS John Paul Jones (DDG-32) - USS John R. Craig (DD-885) - USS John Rodgers - USS John Rodgers (DD-574) - USS John Rodgers (DD-983) - USS John R. Pierce (DD-753) - USS John S. McCain - USS John S. McCain (DDG-56) - USS John S. McCain (DD-928) - USS John S. McCain (DL-3) - USS John S. McCain (DDG-36) - USS Johnston - USS Johnston (DD-557) - USS Johnston (DD-821) - USS John W. Thomason (DD-760) - USS John W. Weeks (DD-701) - USS John Young (DD-973) - USS Jonas Ingram (DD-938) - USS Joseph P. Kennedy Jr. (DD-850) - USS Joseph Strauss (DDG-16) - USS Josephus Daniels (DLG-27) - USS Jouett - USS Jouett (DD-41) - USS Jouett (DD-396) - USS Jouett (DLG-29) - USS Juneau - USS Juneau (CL-52) - USS Juneau (CL-119) - USS Juneau (LPD-10) - USS Jupiter (AC-3) - USS J. William Ditter (DD-751) - USS Kadasahan Bay (CVE-76) - USS Kalinin Bay (CVE-68) - USS Kalk - USS Kalk (DD-170) - USS Kalk (DD-611) - USS Kamehameha (SSBN-642) - USS Kane (DD-235) - USS Kansas - USS Kansas (1860) - USS Kansas (BB-21) - USS Kansas City (CA-128) - USS Kasaan Bay (CVE-69) - USS Katahdin (1893) - USS Kauffman (FFG-59) - USS Kearny (DD-432) - USS Kearsarge - USS Kearsarge (1860) - USS Kearsarge (BB-5) - USS Kearsage (CV-33) - USS Kearsage (LHD-3) - USS Kendrick (DD-612) - USS Kennedy (DD-306) - USS Kenneth D. Bailey (DD-713) - USS Kennison (DD-138) - USS Kentucky - USS Kentucky (BB-6) - USS Kentucky (SSBN-737) - USS Kenneth D. Bailey (DDR-713) - USS Keokuk (1862) - USS Keppler (DD-765) - USS Keystone State (1853) - USS Key West (SSN-722) - USS Kidd - USS Kidd (DDG-100) - USS Kidd (DD-661) - USS Kidd (DD-993) - USS Kidder (DD-319) - USS Killen (DD-593) - USS Kilty (DD-137) - USS Kimberly - USS Kimberly (DD-80) - USS Kimberly (DD-521) - USS King - USS King (DD-242) - USS King (DDG-41) - USS King (DL-10) - USS Kinkaid (DD-965) - USS Kitkun Bay (CVE-71) - USS Kitty Hawk (CV-63) - USS Klakring (FFG-42) - USS Knapp (DD-653) - USS Knight (DD-633) - USS Kula Gulf (CVE-108) - USS Kwajalein (CVE-98) - USS Laboon (DDG-58) - USS Lafayette (SSBN-616) - USS Laffey - USS Laffey (DD-459) - USS Laffey (DD-724) - USS La Jolla (SSN-701) - USS Lake Champlain - USS Lake Champlain (1917) - USS Lake Champlain (CG-57) - USS Lake Champlain (CV-39) - USS Lake Erie (CG-70) - USS Lamberton (DD-119) - USS Lamson - USS Lamson (DD-18) - USS Lamson (DD-328) - USS Lamson (DD-367) - USS Lang (DD-399) - USS Langley - USS Langley (CV-1) - USS Langley (CVL-27) - USS Lansdale - USS Lansdale (DD-101) - USS Lansdale (DD-426) - USS Lansdale (DD-766) - USS Lansdowne (DD-486) - USS Lapon - USS Lapon (SS-260) - USS Lapon (SSN-661) - USS Lardner - USS Lardner (DD-286) - USS Lardner (DD-487) - USS La Salle - USS La Salle (AP-102) - USS La Salle (AGF-3) - USS Lassen (DDG-82) - USS Laub - USS Laub (DD-263) - USS Laub (DD-613) - USS La Vallette - USS La Vallette (DD-315) - USS La Vallette (DD-448) - USS Lawrence - USS Lawrence (DD-8) - USS Lawrence (DD-250) - USS Lawrence (DD-954) - USS Lawrence (DDG-4) - USS Laws (DD-558) - USS Lea (DD-118) - USS Leahy (DLG-16) - USS Leary - USS Leary (DD-158) - USS Leary (DD-879) - USS Leftwich (DD-984) - USS Lehigh - USS Leonard F. Mason (DD-852) - USS Leutze (DD-481) - USS Lewis and Clark (SSBN-644) - USS Lewis B. Puller (FFG-23) - USS Lewis Hancock (DD-675) - USS Lexington - USS Lexington (1776) - USS Lexington (1825) - USS Lexington (1861) - USS Lexington (CC-1) - USS Lexington (CV-2) - USS Lexington (CV-16) - USS Leyte - USS Leyte (1887) - USS Leyte (ARG-8) - USS Leyte (CV-32) - USS Leyte Gulf (CG-55) - USS Liberty (AGTR-5) - USS Lindsey (DD-771) - USS Liscome Bay (CVE-56) - USS Litchfield (DD-336) - USS Little - USS Little (DD-79) - USS Little (DD-803) - USS Little Rock (CL-92) - USS Livermore (DD-429) - USS Lloyd Thomas (DD-764) - USS L. Mendel Rivers (SSN-686) - USS Lofberg (DD-759) - USS Long (DD-209) - USS Long Beach - USS Long Beach (AK-9) - USS Long Beach (PF-34) - USS Long Beach (CGN-9) - USS Long Island - USS Long Island (SP-572) - USS Long Island (CVE-1) - USS Longshaw (DD-559) - USS Los Angeles - USS Los Angeles (1917) - USS Los Angeles (ZR-3) - USS Los Angeles (CA-135) - USS Los Angeles (SSN-688) - USS Louisiana - USS Louisiana (1812) - USS Louisiana (1861) - USS Louisiana (BB-19) - USS Louisiana (SSBN-743) - USS Louisville - USS Louisville (1862) - USS Louisville (CA-28) - USS Louisville (SSN-724) - USS Lowry (DD-770) - USS Luce - USS Luce (DD-99) - USS Luce (DD-522) - USS Luce (DDG-38) - USS Luce (DL-7) - USS Ludlow - USS Ludlow (DD-112) - USS Ludlow (DD-438) - USS Lunga Point (CVE-94) - USS Lyman K. Swenson (DD-729) - USS Lynde Mccormick - USS Lynde Mccormick (DD-958) - USS Lynde Mccormick (DDG-8) - USS Macdonough - USS Macdonough (DD-9) - USS Macdonough (DD-331) - USS Macdonough (DD-351) - USS Macdonough (DDG-39) - USS Macedonian - USS Macedonian (1812) - USS Macedonian (1832) - USS Mackenzie - USS Mackenzie (TB-17) - USS Mackenzie (DD-175) - USS Mackenzie (DD-614) - USS Mackerel - USS Mackerel (SS-204) - USS Mackerel (SST-1) - USS Macleish (DD-220) - USS Macomb (DD-458) - USS Macon - USS Macon (ZRS-5) - USS Macon (CA-132) - USS Maddox - USS Maddox (DD-168) - USS Maddox (DD-622) - USS Maddox (DD-731) - USS Madison - USS Madison (1812) - USS Madison (1832) - USS Madison (DD-425) - USS Mahan - USS Mahan (DD-102) - USS Mahan (DD-364) - USS Mahan (DDG-42) - USS Mahan (DDG-72) - USS Mahan (DL-11) - USS Mahlon S. Tisdale (FFG-27) - USS Mahopac - USS Maine - USS Maine (ACR-1) - USS Maine (BB) - USS Maine (BB-10) - USS Maine (SSBN-741) - USS Makassar Strait (CVE-91) - USS Makin Island (CVE-93) - USS Manchester - USS Manchester (1812) - USS Manchester (CL-83) - USS Manila Bay (CVE-61) - USS Manley - USS Manley (DD-74) - USS Manley (DD-940) - USS Mannert L. Abele (DD-733) - USS Mansfield (DD-728) - USS Marblehead - USS Marblehead (C-11) - USS Marblehead (CL-12) - USS Marcus Island (CVE-77) - USS Mariano G. Vallejo (SSBN-658) - USS Marshall (DD-676) - USS Maryland - USS Maryland (1799) - USS Maryland (ACR-8) - USS Maryland (BB-46) - USS Maryland (SSBN-738) - USS Mason - USS Mason (DD-191) - USS Mason (DDG-87) - USS Massachusetts - USS Massachusetts (1791) - USS Massachusetts (1845) - USS Massachusetts (1860) USS Massachusetts (BB-2) - USS Massachussetts (BB-54) - USS Massachusetts (BB-59) - USS Massey (DD-778) - USS Marcus (DD-321) - USS Matanikau (CVE-101) - USS Mattabesett (1864) - USS Maury - USS Maury (DD-100) - USS Maury (DD-401) - USS Mayo (DD-422) - USS Mayrant - USS Mayrant (DD-31) - USS Mayrant (DD-402) - USS McCaffery (DD-860) - USS McCall - USS McCall (DD-28) - USS McCall (DD-400) - USS McCalla - USS McCalla (DD-253) - USS McCalla (DD-488) - USS McCampbell (DDG-85) - USS McCawley (DD-276) - USS McClusky (FFG-41) - USS McCook - USS McCook (DD-252) - USS McCook (DD-496) - USS McCord (DD-534) - USS McCormick (DD-223) - USS McDermut - USS McDermut (DD-262) - USS McDermut (DD-677) - USS McDonough (DL-8) - USS McDougal - USS McDougal (DD-54) - USS McDougal (DD-358) - USS McFarland (DD-237) - USS McFaul (DDG-74) - USS McGowan (DD-678) - USS McInerney (FFG-8) - USS McKean - USS McKean (DD-90) - USS McKean (DD-784) - USS McKee - USS McKee (DD-87) - USS McKee (DD-575) - USS McLanahan - USS McLanahan (DD-264) - USS McLanahan (DD-615) - USS McNair (DD-679) - USS Meade - USS Meade (DD-274) - USS Meade (DD-602) - USS Melvin - USS Melvin (DD-335) - USS Melvin (DD-680) - USS Memphis - USS Memphis (1849) - USS Memphis (1862) - USS Memphis (CL-13) - USS Memphis T-AO-162) - USS Memphis (SSN-691) - USS Mercedita (1861) - USS Meredith - USS Meredith (DD-165) - USS Meredith (DD-434) - USS Meredith (DD-726) - USS Meredith (DD-890) - USS Merrill (DD-976) - USS Mertz (DD-691) - USS Mercy - USS Mercy (AH-4) - USS Mercy (AH-8) - USS Mercy (T-AH-19) - USS Merrimac - USS Merrimac (1864) - USS Merrimac (1898) - USS Merrimack - USS Merrimack (1798) - USS Merrimack (1855) - USS Merrimack (AO-37) - USS Mertz (DD-691) - USS Mervine - USS Mervine (DD-322) - USS Mervine (DD-489) - USS Mesa Verde (LPD-19) - USS Metcalf (DD-595) - USS Meyer (DD-279) - USS Miami - USS Miami (1861) - USS Miami (CL-89) - USS Miami (SSN-755) - USS Michigan - USS Michigan (BB-27) - USS Michigan (SSBN-727) - USS Midway - USS Midway (AG-41) - USS Midway (CVE-63) - USS Midway (CVB-41) - USS Milius (DDG-69) - USS Miller (DD-535) - USS Milwaukee - USS Milwaukee (C-21) - USS Milwaukee (CL-5) - USS Mindoro (CVE-120) - USS Minneapolis - USS Minneapolis (C-13) - USS Minneapolis (CA-36) - USS Minneapolis-St. Paul (SSN-708) - USS Minnesota - USS Minnesota (1860.) - USS Minnesota (BB-22) - USS Mission Bay (CVE-59) - USS Mississippi - USS Mississippi (1840.) - USS Mississippi (BB-41) - USS Mississippi (BB-23) - USS Mississippi (DLGN-40) - USS Missoula (CA-13) - USS Missouri - USS Missouri (1850.) - USS Missouri (BB-11) - USS Missouri (BB-63) - USS Mitscher - USS Mitscher (DDG-57) - USS Mitscher (DD-927) - USS Mitscher (DDG-35) - USS Mitscher (DL-2) - USS Moale (DD-693) - USS Mobile (CL-63) - USS Mobile Bay (CG-53) - USS Moffett (DD-362) - USS Momsen (DDG-92) - USS Monaghan - USS Monaghan (DD-32) - USS Monaghan (DD-354) - USS Monitor - USS Monitor (1862) - USS Monitor (LSV-5) - USS Monssen - USS Monssen (DD-436) - USS Monssen (DD-798) - USS Montana - USS Montana (ACR-13) - USS Montana (BB-67) - USS Montana (BB-51) - USS Montauk (1862) - USS Monterey - USS Monterey (1863) - USS Monterey (BM-6) - USS Monterey (CVL-26) - USS Monterey (CG-61) - USS Montezuma - USS Montezuma (1798) - USS Montezuma (1861) - USS Montezuma (YTB-145) - USS Montgomery - USS Montgomery (C-9) - USS Montgomery (DD-121) - USS Montpelier - USS Montpelier (CL-57) - USS Montpelier (SSN-765) - USS Moody (DD-277) - USS Moosbrugger (DD-980) - USS Morris - USS Morris (1778) - USS Morris (1779) - USS Morris (1846-1) - USS Morris (1846-2) - USS Morris (TB-14) - USS Morris (PC-1179) - USS Morris (DD-271) - USS Morris (DD-417) - USS Morrison (DD-560) - USS Mount Whitney (LCC-20) - USS Mugford - USS Mugford (DD-105) - USS Mugford (DD-389) - USS Mullany - USS Mullany (DD-325) - USS Mullany (DD-528) - USS Mullinnix (DD-944) - USS Munda (CVE-104) - USS Murphy (DD-603) - USS Murray - USS Murray (SP-1438) - USS Murray (DD-97) - USS Murray (DD-576) - USS Morton (DD-948) - USS Mustin - USS Mustin (DD-413) - USS Mustin (DDG-89) - USS Myles C. Fox (DD-829) - USS Nahant (1862) - USS Nantucket (1862) - USS Narwhal (SSN-671) - USS Nashville (LPD-13) - USS Nassau - USS Nassau (CVE-16) - USS Nassau (LHA-4) - USS Nashville - USS Nashville (PG-7) - USS Nashville (CL-43) - USS Nashville (LPD-13) - USS Nathan Hale (SSBN-623) - USS Nathaenel Greene (SSBN-636) - USS Natoma Bay (CVE-62) - USS Nautilus - USS Nautilus (1799) - USS Nautilus (1847) - USS Nautilus (SS-29) - USS Nautilus (SP-559) - USS Nautilus (SS-168) - USS Nautilus (SSN-571) - USS Nebraska - USS Nebraska (BB-14) - USS Nebraska (SSBN-739) - USS Nelson (DD-623) - USS Nehenta Bay (CVE-74) - USS Neosho - USS Neosho (1863) - USS Neosho (AO-23) - USS Neosho (AO-48) - USS Neosho (AO-143) - USS Nevada - USS Nevada (BM-8) - USS Nevada (BB-36) - USS Nevada (SSBN-733) - USS New (DD-818) - USS Newark - USS Newark (C-1) - USS Newark (CL-100) - USS Newark (CL-108) - USS Newcomb (DD-586) - USS New Hampshire - USS New Hampshire (1864) - USS New Hampshire (BB-25) - USS New Haven - USS New Haven (CL-76) - USS New Haven (CL-109) - USS New Ironsides (1862) - USS New Jersey - USS New Jersey (BB-16) - USS New Jersey (BB-62) - USS Newman K. Perry (DD-883) - USS New Mexico (BB-40) - USS New Orleans - USS New Orleans (CL-22) - USS New Orleans (CA-32) - USS New Orleans (LPH-11) - USS New Orleans (LPD-18) - USS Newport News - USS Newport News (CA-148) - USS Newport News (SSN-750) - USS New York - USS New York (1776) - USS New York (1800) - USS New York (1820) - USS New York (CA-2) - USS New York (LPD-21) - USS New York (BB-34) - USS New York City (SSN-696) - USS Niblack (DD-424) - USS Nicholas - USS Nicholas (DD-311) - USS Nicholas (DD-449) - USS Nicholas (FFG-47) - USS Nicholson - USS Nicholson (DD-52) - USS Nicholson (DD-442) - USS Nicholson (DD-982) - USS Nields (DD-616) - USS Nimitz (CVN-68) - USS Nitze (DDG-94) - USS Noa - USS Noa (DD-343) - USS Noa (DD-841) - USS Norfolk - USS Norfolk (1798) - USS Norfolk (CA-137) - USS Norfolk (SSN-714) - USS Norfolk (DL-1) - USS Noris (DD-859) - USS Normandy (CG-60) - USS Northampton - USS Northampton (CA-26) - USS Northampton (CLC-1) - USS Norman Scott (DD-690) - USS North Carolina - USS North Carolina (1820) - USS North Carolina (ACR-12) - USS North Carolina (BB-52) - USS North Carolina (BB-55) - USS North Carolina (SSN-777) - USS North Dakota (BB-29) - USS Oakland (CL-95) - USS O'Bannon - USS O'Bannon (DD-177) - USS O'Bannon (DD-450) - USS O'Bannon (DD-987) - USS O'Brien - USS O'Brien (DD-51) - USS O'Brien (DD-415) - USS O'Brien (DD-725) - USS O'Brien (DD-975) - USS Observation Island - USS Observation Island (EAG-514) - USS Observation Island (AG-154) - USS Ogden (LPD-5) - USS O'Hare (DD-889) - USS Ohio - USS Ohio (1812) - USS Ohio (1820) - USS Ohio (BB-12) - USS Ohio (SSBN-726) - USS O'Kane (DDG-77) - USS Okinawa - USS Okinawa (CVE-127) - USS Okinawa (LPH-3) - USS Oklahoma (BB-37) - USS Oklahoma City - USS Oklahoma City (CL-91) - USS Oklahoma City (SSN-723) - USS Oldendorf (DD-972) - USS Oliver Hazard Perry (FFG-7) - USS Olympia - USS Olympia (C-6) - USS Olympia (SSN-717) - USS Omaha - USS Omaha (CL-4) - USS Omaha (SSN-692) - USS Ommaney Bay (CVE-79) - USS Ordronaux (DD-617) - USS Oneida - USS Oneida (1810) - USS Oneida (1861) - USS Oneida (1898) - USS Oneida (SP-765) - USS Oneida (APA-221) - USS Oregon - USS Oregon (1841) - USS Oregon (BB-3) - USS Oregon City (CA-122) - USS Oriskany (CV-34) - USS Orleck (DD-886) - USS Osborne (DD-295) - USS Oscar Austin (DDG-79) - USS Osmond Ingram (DD-255) - USS Overton (DD-239) - USS Owen (DD-536) - USS Ozbourn (DD-846) - USS Palau (CVE-122) - USS Palmer (DD-161) - USS Pampanito (SS-383) - USS Panther - USS Panther (1889) - USS Panther (AD-6) - USS Panther (SC–1470) - USS Parche - USS Parche (SS-384) - USS Parche (SSN-683) - USS Pargo - USS Pargo (SS-264) - USS Pargo (SSN-650) - USS Parker - USS Parker (DD-48) - USS Parker (DD-604) - USS Parrott (DD-218) - USS Parsons - USS Parsons (DD-949) - USS Parsons (DDG-33) - USS Pasadena - USS Pasadena (CL-65) - USS Pasadena (SSN-752) - USS Patterson (DD-36) - USS Paulding (DD-22) - USS Passaic (1862) - USS Patapsco (1862) - USS Patrick Henry (SSBN-599) - USS Paul F.Foster (DD-964) - USS Paul Hamilton - USS Paul Hamilton (DDG-60) - USS Paul Hamilton (DD-307) - USS Paul Hamilton (DD-590) - USS Paul Jones - USS Paul Jones (DD-10) - USS Paul Jones (DD-230) - USS PC-815 (1943) - USS Peary (DD-226) - USS Pegasus (PHM-1) - USS Peleliu (LHA-5) - USS Pennsylvania - USS Pennsylvania (1837) - USS Pennsylvania (ACR-4) - USS Pennsylvania (BB-38) - USS Pennsylvania (SSBN-735) - USS Pensacola - USS Pensacola (1859) - USS Pensacola (AK-7) - USS Pensacola (AG-13) - USS Pensacola (CA-24) - USS Pensacola (LSD-38) - USS Percival - USS Percival (DD-298) - USS Percival (DD-452) - USS Perkins - USS Perkins (DD-26) - USS Perkins (DD-377) - USS Perkins (DD-877) - USS Permit - USS Permit (SS-178) - USS Permit (SSN-594) - USS Perry - USS Perry (1843) - USS Perry (DD-11) - USS Perry (DD-340) - USS Perry (DD-844) - USS Peterson (DD-969) - USS Petrof Bay (CVE-80) - USS Petterson (DD-392) - USS Phelps (DD-360) - USS Philadelphia - USS Philadelphia (1776) - USS Philadelphia (1799) - USS Philadelphia (1861) - USS Philadelphia (C-4) - USS Philadelphia (CL-41) - USS Philadelphia (SSN-690) - USS Philip - USS Philip (DD-76) - USS Philip (DD-498) - USS Philippines (CB-4) - USS Philippine Sea - USS Philippine Sea (CV-47) - USS Philippine Sea (CG-58) - USS Phoenix - USS Phoenix (CL-46) - USS Phoenix (SSN-702) - USS Pickering (1798) - USS Picking (DD-685) - USS Pike - USS Pike (SS-6) - USS Pike (SS-173) - USS Pillsbury (DD-227) - USS Pinckney (DDG-91) - USS Pintado - USS Pintado (SS-387) - USS Pintado (SSN-672) - USS Pittsburgh - USS Pittsburgh (CA-4) - USS Pittsburgh (CA-72) - USS Pittsburgh (SSN-720) - USS Plunger - USS Plunger (SS-2) - USS Plunger (SS-179) - USS Plunger (SSN-595) - USS Plunkett (DD-431) - USS Pogy - USS Pogy (SS-266) - USS Pogy (SSN-647) - USS Point Cruz (CVE-119) - USS Point Defiance (LSD-31) - USS Ponce (LPD-15) - USS Pollack - USS Pollack (SS-180) - USS Pollack (SSN-603) - USS Ponce (LPD-15) - USS Pope (DD-225) - USS Porpoise - USS Porpoise (1820) - USS Porpoise (1836) - USS Porpoise (SS-7) - USS Porpoise (YFB-2047) - USS Porpoise (SS-172) - USS Porter - USS Porter (DD-59) - USS Porter (DDG-78) - USS Porter (DD-356) - USS Porter (DD-800) - USS Porterfield (DD-682) - USS Portland (CA-33) - USS Port Royal (CG-73) - USS Portsmouth - USS Portsmouth (CL-102) - USS Portsmouth (SSN-707) - USS Power (DD-839) - USS Powhatan (1850) - USS Prairie - USS Prairie (1890) - USS Prairie AD–15) - USS Preble - USS Preble (DD-12) - USS Preble (DDG-88) - USS Preble (DD-345) - USS Preble (DDG-46) - USS Preble (DL-15) - USS President - USS President (1800) - USS President (1812) - USS Preston - USS Preston (DD-19) - USS Preston (DD-327) - USS Preston (DD-379) - USS Preston (DD-795) - USS Prichett (DD-561) - USS Princeton - USS Princeton (1843) - USS Princeton (1852) - USS Princeton (1898) - USS Princeton (CVL-23) - USS Princeton (CG-59) - USS Princeton (CV-37) - USS Prince William (CVE-31) - USS Pringle (DD-477) - USS Providence - USS Providence (1775) - USS Providence (1776) - USS Providence (CL-82) - USS Providence (SSN-719) - USS Pruitt (DD-347) - USS Pueblo (CA-7) - USS Puerto Rico (CB-5) - USS Puffer - USS Puffer (SS-268) - USS Puffer (SSN-652) - USS Puget Sound - USS Puget Sound (CVE-113) - USS Puget Sound (AD-38) - USS Pulaski (1954) - USS Pulaski County (LST-1088) - USS Purdy (DD-734) - USS Puritan - USS Puritan (1864) - USS Puritan (1882) - USS Putnam - USS Putnam (DD-287) - USS Putnam (DD-757) - USS Quail - USS Quaker City - USS Quapaw - USS Quartz - USS Quastinet - USS Queen - USS Queen Charlotte - USS Queen City - USS Queen of France - USS Queen of the West (1854) - USS Queenfish - USS Queenfish (SS-393) - USS Queenfish (SSN-651) - USS Queens - USS Quest - USS Quevilly - USS Qui Vive - USS Quick (DD-490) - USS Quicksilver - USS Quileute - USS Quillback - USS Quincy - USS Quincy (CA-39) - USS Quincy (CA-71) - USS Quinnapin - USS Quinnebaug - USS Quinsigamond - USS Quirinus - USS Quiros - USS Quonset - USS Rabaul (CVE-121) - USS Radford - USS Radford (DD-120) - USS Radford (DD-446) - USS Raleigh - USS Raleigh (C-8) - USS Raleigh (CL-7) - USS Ralph Talbot (DD-390) - USS Ramage (DDG-61) - USS Ramsay (DD-124) - USS Randolph - USS Randolph (1776) - USS Randolph (CV-15) - USS Ranger - USS Ranger (1777) - USS Ranger (1814-1) - USS Ranger (1814-2) - USS Ranger (1876) - USS Ranger (1917) - USS Ranger (1918) - USS Ranger (CC-4) - USS Ranger (CV-4) - USS Ranger (CVA-61) - USS Raritan - USS Raritan (1843) - USS Raritan (?) - USS Raritan (LSM-540) - USS Rathburne (DD-113) - USS Ray - USS Ray (SS-271) - USS Ray (SSN-653) - USS Reeves - USS Reeves (CG-24) - USS Reeves (DLG-24) - USS Reid - USS Reid (DD-21) - USS Reid (DD-292) - USS Reid (DD-369) - USS Reid (FFG-30) - USS Remey (DD-688) - USS Rendova (CVE-114) - USS Reno - USS Reno (CL-96) - USS Reno (DD-303) - USS Renshaw - USS Renshaw (DD-176) - USS Renshaw (DD-499) - USS Rentz (FFG-46) - USS Reprisal - USS Reprisal (1776) - USS Reprisal (CV-35) - USS Retaliation - USS Retaliation (1778) - USS Retaliation (1798) - USS Reuben James - USS Reuben James (DD-245) - USS Reuben James (DE-153) - USS Reuben James (FFG-57) - USS Rhind (DD-404) - USS Rhode Island - USS Rhode Island (1850.) - USS Rhode Island (BB-17) - USS Rhode Island (SSBN-740) - USS Rich (DD-820) - USS Richard B. Anderson (DD-786) - USS Richard B. Russell (SSN-687) - USS Richard E. Byrd (DDG-23) - USS Richard E. Kraus (DD-849) - USS Richard P. Leary (DD-664) - USS Richard S. Edwards (DD-950) - USS Richmond - USS Richmond (1798) - USS Richmond (1860) - USS Richmond (CL-9) - USS Richmond K. Turner (DLG-20) - USS Ringgold - USS Ringgold (DD-89) - USS Ringgold (DD-500) - USS Rizal (DD-174) - USS Roanoke - USS Roanoke (1855) - USS Roanoke (CL-114) - USS Roanoke (CL-145) - USS Robert A. Owens (DD-827) - USS Robert E. Lee (SSBN-601) - USS Robert G. Bradley (FFG-49) - USS Robert H. McCard (DD-822) - USS Robert H. Smith (DD-735) - USS Robert K. Huntington (DD-781) - USS Robert L. Wilson (DD-847) - USS Robert Smith (DD-324) - USS Robinson - USS Robinson (DD-88) - USS Robinson (DD-562) - USS Robison (DDG-12) - USS Rochester - USS Rochester (CA-2) - USS Rochester (CA-124) - USS Rodgers (DD-254) - USS Rodman (DD-456) - USS Rodney M. Davis (FFG-60) - USS Roe - USS Roe (DD-24) - USS Roe (DD-418) - USS Rogers (DD-876) - USS Roi (CVE-103) - USS Ronald Reagan (CVN-76) - USS Rooks (DD-804) - USS Roosevelt (DDG-80) - USS Roper (DD-147) - USS Rudyerd Bay (CVE-81) - USS Rupertus (DD-851) - USS Ross - USS Ross (DDG-71) - USS Ross (DD-563) - USS Rowan - USS Rowan (DD-64) - USS Rowan (DD-405) - USS Rowan (DD-782) - USS Rowe (DD-564) - USS Russel - USS Russell (DD-414) - USS Russell (DDG-59) - USS R-14 (SS-91) - USS R-19 (SS-96) - USS Sabine (1855) - USS Sacagawea (YT-326) - USS Sacramento - USS Sacramento (1862) - USS Sacramento (PG-19) - USS Sacramento (AOE-1) - USS Saginaw Bay (CVE-82) - USS Saidor (CVE-117) - USS Saipan - USS Saipan (CVL-48) - USS Saipan (LHA-2) - USS Salamaua (CVE-96) - USS Salem - USS Salem (CL-3) - USS Salem (CA-139) - USS Salerno Bay (CVE-110) - USS Salt Lake City - USS Salt Lake City (CA-25) - USS Salt Lake City (SSN-716) - USS Sam Houston (SSBN-609) - USS Samoa (CB-6) - USS Sampson - USS Sampson (DD-63) - USS Sampson (DD-394) - USS Sampson (DDG-102) - USS Sampson (DDG-10) - USS Sam Rayburn (SSBN-635) - USS Samuel B. Roberts - USS Samuel B. Roberts (DE-413) - USS Samuel B. Roberts (FFG-58) - USS Samuel B. Roberts (DD-823) - USS Samuel Eliot Morison (FFG-13) - USS Samuel N. Moore (DD-747) - USS San Antonio (LPD-17) - USS Sand Lance (SSN-660) - USS Sands (DD-243) - USS San Francisco - USS San Francisco (C-5) - USS San Francisco (CA-38) - USS San Francisco (SSN-711) - USS Sangamon (1862) - USS San Jacinto - USS San Jacinto (1850) - USS San Jacinto (CVL-30) - USS San Jacinto (CG-56) - USS San Juan (CL-54) - USS Santa Fe (CL-60) - USS Sangamon (CVE-26) - USS San Diego - USS San Diego (CA-6) - USS San Diego (CL-53) - USS San Juan (SSN-751) - USS Santa Fe (SSN-763) - USS Santee (CVE-29) - USS Saratoga - USS Saratoga (1780) - USS Saratoga (1814) - USS Saratoga (1842) - USS Saratoga (CC-3) - USS Saratoga (CV-3) - USS Saratoga (CVA-60) - USS Sargent Bay (CVE-83) - USS Sargo (SSN-583) - USS Sarsfield (DD-837) - USS Sassacus - USS Sassacus (1862) - USS Sassacus (YT-163) - USS Satterlee - USS Satterlee (DD-190) - USS Satterlee (DD-626) - USS Saufley (DD-465) - USS Savannah - USS Savannah (1798) - USS Savannah (1842) - USS Savannah (AS-8) - USS Savannah (CL-42) - USS Savannah (AOR-4) - USS Savo Island (CVE-78) - USS Scamp - USS Scamp (SS-277) - USS Scamp (SSN-588) - USS Schenck (DD-159) - USS Schley (DD-103) - USS Scorpion - USS Scorpion (1812) - USS Scorpion (1813) - USS Scorpion (1847) - USS Scorpion (PY-3) - USS Scorpion (SS-278) - USS Scorpion (SSN-589) - USS Scott (DD-995) - USS Scranton - USS Scranton (CA-138) - USS Scranton (SSN-756) - USS Schroeder (DD-501) - USS Scranton (SSN-756) - USS Sculpin - USS Sculpin (SS-191) - USS Sculpin (SSN-590) - USS Seadragon (SSN-584) - USS Seaman (DD-791) - USS Sea Shadow (IX-529) - USS Seattle (CA-11) - USS Seawolf - USS Seawolf (SS-28) - USS Seawolf (SS-197) - USS Seawolf (SSN-575) - USS Seawolf (SSN-21) - USS Selfridge - USS Selfridge (DD-320) - USS Selfridge (DD-357) - USS Sellers (DDG-11) - USS Selma (1856) - USS Semmes - USS Semmes (DD-189) - USS Semmes (DDG-18) - USS Seymour D. Owens (DD-767) - USS Shah Jehan (DD-962) - USS Shangri-La (CV-38) - USS Shannon (DD-737) - USS Sharkey (DD-281) - USS Shaw - USS Shaw (DD-68) - USS Shaw (DD-373) - USS Shelton (DD-790) - USS Shamrock Bay (CVE-84) - USS Shangri-la (CV-38) - USS Shark - USS Shark (1821) - USS Shark (1861) - USS Shark (SS-8) - USS Shark (SP-534) - USS Shark (SS-174) - USS Shark (SS-314) - USS Shark (SSN-591) - USS Shaw - USS Shaw (DD-68) - USS Shaw (DD-373) - USS Shenandoah - USS Shenandoah (1862) - USS Shenandoah (ZR-1) - USS Shenandoah (AD-26) - USS Shenandoah (AD-44) - USS Shields (DD-596) - USS Shiloh (CG-67) - USS Shipley Bay (CVE-85) - USS Shirk (DD-318) - USS Shea (DD-750) - USS Shoup (DDG-86) - USS Shreveport (LPD-12) - USS Shubrick - USS Shubrick (DD-268) - USS Shubrick (DD-639) - USS Siboney (CVE-112) - USS Sicard (DD-346) - USS Sicily (CVE-118) - USS Sides (FFG-14) - USS Sigourney - USS Sigourney (DD-81) - USS Sigourney (DD-643) - USS Sigsbee (DD-502) - USS Simon Bolivar (SSBN-641) - USS Simpson - USS Simpson (DD-221) - USS Simpson (FFG-56) - USS Sims (DD-409) - USS Sinclair (DD-275) - USS Sitkoh Bay (CVE-86) - USS Skate - USS Skate (SS-305) - USS Skate (SSN-578) - USS Skipjack (SSN-585) - USS Sloat (DD-316) - USS Smalley (DD-565) - USS Smith - USS Smith (DD-17) - USS Smith (DD-378) - USS Smith Thompson (DD-212) - USS Snook (SSN-592) - USS Soley (DD-707) - USS Solomons (CVE-67) - USS Somers - USS Somers (1813) - USS Somers (1842) - USS Somers (1898) - USS Somers (DD-301) - USS Somers (DD-381) - USS Somers (DD-947) - USS Somers (DDG-34) - USS Southard (DD-207) - USS South Carolina - USS South Carolina (1770.) - USS South Carolina (1790.) - USS South Carolina (?) - USS South Carolina (1860.) - USS South Carolina (BB-26) - USS South Carolina (DLGN-37) - USS South Dakota - USS South Dakota (ACR-9) - USS South Dakota (BB-49) - USS South Dakota (BB-57) - USS Southerland (DD-743) - USS Southfield (1861) - USS Spence (DD-512) - USS S. P. Lee (DD-310) - USS Spokane (CL-120) - USS Springfield - USS Springfield (CL-66) - USS Springfield (SSN-761) - USS Sproston - USS Sproston (DD-173) - USS Sproston (DD-577) - USS Spruance (DD-963) - USS Sumner (DD-333) - USS St. Lawrence (1826) - USS St. Lo (CVE-63) - USS St. Louis - USS St. Louis (1894) - USS St. Louis (C-20) - USS St. Louis (CL-49) - USS St. Paul - USS St. Paul (1895) - USS St. Paul (CA-73) - USS Stack (DD-406) - USS Stanly (DD-478) - USS Stansbury (DD-180) - USS Stark (FFG-31) - USS Starr (AKA-67) - USS Steamer Bay (CVE-87) - USS Steinaker (DD-863) - USS Stembel (DD-644) - USS Stephen Potter (DD-538) - USS Stephen W. Groves (FFG-29) - USS Sterett - USS Sterett (DD-27) - USS Sterett (DD-407) - USS Sterett (DDG-104) - USS Sterett (DLG-31) - USS Stethem (DDG-63) - USS Stevens - USS Stevens (DD-86) - USS Stevens (DD-479) - USS Stevenson - USS Stevenson (DD-503) - USS Stevenson (DD-645) - USS Stewart - USS Stewart (DD-13) - USS Stewart (DD-224) - USS Stickell (DD-888) - USS Stockham (DD-683) - USS Stockton - USS Stockton (DD-73) - USS Stockton (DD-504) - USS Stockton (DD-646) - USS Stoddard (DD-566) - USS Stoddert (DD-302) - USS Stomers (DD-780) - USS Stonewall Jackson (SSBN-634) - USS Stout (DDG-55) - USS Stribling - USS Stribling (DD-96) - USS Stribling (DD-867) - USS Stringham (DD-83) - USS Stromboli (1846) - USS Strong - USS Strong (DD-467) - USS Strong (DD-758) - USS Stump (DD-978) - USS Sturtevant (DD-240) - USS Suwanee (CVE-27) - USS Swanson (DD-443) - USS Swasey (DD-273) - USS Swordfish - USS Swordfish (SS-193) - USS Swordfish (SSN-579) - USS S-1 (SS-105) - USS T-1 - USS T-1 (SS-52) - USS T-1 (SF-1) - USS T-1 (SST-1) - USS T-2 - USS T-2 (SS-60) - USS T-2 (SF-2) - USS T-2 (SST-2) - USS T-3 - USS T-3 (SS-61) - USS T-3 (SF-3) - USS Tacoma (C-18) - USS Takanis Bay (CVE-89) - USS Talbot (DD-114) - USS Tallahassee - USS Tallahassee (BM-10) - USS Tallahassee (CL-61) - USS Tallahassee (CL-116) - USS Talledega (LPA-208) - USS Tang - USS Tang (SS-306) - USS Tang (SS-563) - USS Tanttnall (DDG-19) - USS Tarawa - USS Tarawa (CV-40) - USS Tarawa (LHA-1) - USS Tarbell (DD-142) - USS Taurus (PHM-3) - USS Taussig (DD-746) - USS Tautog - USS Tautog (SS-199) - USS Tautog (SS-639) - USS Tattnal (DD-125) - USS Taylor - USS Taylor (DD-94) - USS Taylor (DD-468) - USS Taylor (FFG-50) - USS Teaser - USS Teaser (1861) - USS Teaser (1916) - USS Tecumseh (SSBN-628) - USS Tennessee - USS Tennessee (fregata) - USS Tennessee (ACR-10) - USS Tennessee (BB-43) - USS Tennessee (SSBN-734) - USS Terry (DD-25) - USS Texas - USS Texas (1895) - USS Texas (BB) - USS Texas (BB-35) - USS Texas (DLGN-39) - USS Texas (SSN-775) - USS Tennessee - USS Tennessee (BB-43) - USS Tennessee (SSBN-734) - USS Terry (DD-513) - USS Teruzuki (DD-960) - USS Thach (FFG-43) - USS Thatcher - USS Thatcher (DD-162) - USS Thatcher (DD-514) - USS Theodore E. Chandler (DD-717) - USS Theodore Roosevelt - USS Theodore Roosevelt (SSBN-600) - USS Theodore Roosevelt (CVN-71) - USS The Sullivans - USS The Sullivans (DDG-68) - USS The Sullivans (DD-537) - USS Thetis Bay (CVE-90) - USS Thomas (DD-182) - USS Thomas A. Edison (SSBN-610) - USS Thomas E. Fraser (DD-736) - USS Thomas Jefferson (SSBN-618) - USS Thomas S. Gates (CG-51) - USS Thomaston (LSD-28) - USS Thompson - USS Thompson (DD-305) - USS Thompson (DD-627) - USS Thorn - USS Thorn (DD-505) - USS Thorn (DD-647) - USS Thorn (DD-988) - USS Thornton (DD-270) - USS Thresher - USS Thresher (SS-200) - USS Thresher (SSN-593) - USS Ticonderoga - USS Ticonderoga (1814) - USS Ticonderoga (1863) - USS Ticonderoga (1918) - USS Ticonderoga (CV-14) - USS Tillman - USS Tillman (DD-135) - USS Tillman (DD-641) - USS Timmerman (DD-828) - USS Tingey (DD-272) - USS Tinian (CVE-123) - USS Tinosa (SSN-606) - USS Toledo - USS Toledo (CA-133) - USS Toledo (SSN-769) - USS Tolman (DD-740) - USS Topeka - USS Topeka (PG-35) - USS Topeka (CL-67) - USS Topeka (SSN-754) - USS Toucey (DD-282) - USS Towers - USS Towers (DD-959) - USS Towers (DDG-9) - USS Tracy (DD-214) - USS Trathen (DD-530) - USS Trenton - USS Trenton (CL-11) - USS Trenton (LPD-14) - USS Trepang - USS Trever (DD-339) - USS Tripoli - USS Tripoli (CVE-64) - USS Tripoli (LPH-10) - USS Trippe - USS Trippe (DD-33) - USS Trippe (DD-403) - USS Triton - USS Triton (YT-10) - USS Triton (SS-201) - USS Triton (SSN-586) - USS Truxtun - USS Truxtun (1842) - USS Truxtun (DD-14) - USS Truxtun (DD-229) - USS Truxtun (APD-98) - USS Truxtun (CGN-35) - USS Truxtun (DLGN-35) - USS Truxtun (DDG-103) - USS Tucker - USS Tucker (DD-57) - USS Tucker (DD-374) - USS Tucson - USS Tucson (CL-98) - USS Tucson (SSN-770) - USS Tulagi (CVE-72) - USS Tullibee - USS Tullibee (SS-284) - USS Tullibee (SSN-597) - USS Tulsa (CA-129) - USS Turner - USS Turner (DD-506) - USS Turner (DD-259) - USS Turner (DD-648) - USS Turner (DD-834) - USS Turner Joy (DD-951) - USS Tuscaloosa (CA-37) - USS Twiggs - USS Twiggs (DD-127) - USS Twiggs (DD-591) - USS Twining (DD-540) - USS Tyler (1857) - USS Uhlmann (DD-687) - USS Ulua (SS-428) - USS Ulysses S. Grant (SSBN-631) - USS Umpqua (1865) - USS Underwood (FFG-36) - USS United States - USS United States (1797) - USS United States (CC-6) - USS United States (CVA-58) - USS Upshur - USS Upshur (T-AP-198) - USS Upshur (DD-144) - USS Utah (BB-31) - USS Vallejo - USS Vallejo (CL-112) - USS Vallejo (CL-146) - USS Valley Forge - USS Valley Forge (CG-50) - USS Valley Forge (CV-45) - USS Vancouver (LPD-2) - USS Vandegrift (FFG-48) - USS Van Valkenburgh (DD-656) - USS Vella Gulf - USS Vella Gulf (CVE-111) - USS Vella Gulf (CG-72) - USS Vermont (BB-20) - USS Vesole (DD-878) - USS Vesuvius - USS Vesuvius (1806) - USS Vesuvius (1846) - USS Vesuvius (1888) - USS Vesuvius (AE-15) - USS Vicksburg - USS Vicksburg (1863) - USS Vicksburg (CL-86) - USS Vicksburg (CG-69) - USS Vincennes - USS Vincennes (1826) - USS Vincennes (CA-44) - USS Vincennes (CL-64) - USS Vincennes (CG-49) - USS Virginia - USS Virginia (1776) - USS Virginia (1797) - USS Virginia (1860.) - USS Virginia (SP-274) - USS Virginia (SP-746) - USS Virginia (SP-1965) - USS Virginia (CGN-38) - USS Virginia (BB-13) - USS Virginia (SSN-774) - USS Virginia (DLGN-38) - USS Vogelgesang (DD-862) - USS Von Steuben - USS Von Steuben (Id. No. 3017) - USS Von Steuben (SSBN-632) - USS Wabash (1854) - USS Waddel (DDG-24) - USS Wadleigh (DD-689) - USS Wadsworth - USS Wadsworth (DD-61) - USS Wadsworth (DD-516) - USS Wadsworth (FFG-9) - USS Wainwright - USS Wainwright (DD-62) - USS Wainwright (DD-419) - USS Wainwright (DLG-28) - USS Waldron (DD-699) - USS Wake Island (CVE-65) - USS Walker (DD-517) - USS Wasmuth (DD-338) - USS Wainwright - USS Wainwright (DD-62) - USS Wainwright (DD-419) - USS Waldron (DD-699) - USS Walke - USS Walke (DD-34) - USS Walke (DD-416) - USS Walke (DD-723) - USS Walker (DD-163) - USS Wallace L. Lind (DD-703) - USS Waller (DD-466) - USS Ward (DD-139) - USS Warrington - USS Warrington (DD-30) - USS Warrington (DD-383) - USS Warrington (DD-843) - USS Washington - USS Washington (skuner) - USS Washington (vrstna galeja) - USS Washington (fregata) - USS Washington (galeja) - USS Washington (1814) - USS Washington (1833) - USS Washington (1837) - USS Washington (ACR-11) - USS Washington (BB-47) - USS Washington (BB-56) - USS Wasp - USS Wasp (1775) - USS Wasp (1807) - USS Wasp (1810) - USS Wasp (1813) - USS Wasp (1814) - USS Wasp (1865) - USS Wasp (1898) - USS Wasp (CV-7) - USS Wasp (LHD-1) - USS Wasp (CV-18) - USS Watch - USS Waters (DD-115) - USS Water Witch - USS Water Witch (1845) - USS Water Witch (1847) - USS Water Witch (1851) - USS Watson (DD-482) - USS Watts (DD-567) - USS Wedderburn (DD-684) - USS Weehawken (1862) - USS Welborn C. Wood (DD-195) - USS Welles - USS Welles (DD-257) - USS Welles (DD-628) - USS West Virginia - USS West Virginia (ACR-5) - USS West Virginia (BB-48) - USS West Virginia (SSBN-736) - USS Whale - USS Whale (SS-239) - USS Whale (SSN-638) - USS Whipple - USS Whipple (DD-15) - USS Whipple (DD-217) - USS Whipple (FF-1062) - USS White Plains (CVE-66) - USS Wichita (CA-45) - USS Wickes - USS Wickes (DD-75) - USS Wickes (DD-578) - USS Wiley (DD-597) - USS Wilkes - USS Wilkes (DD-67) - USS Wilkes (DD-441) - USS Wilkes-Barre (CL-103) - USS Wilkinson - USS Wilkinson (DD-930) - USS Wilkinson (DL-5) - USS Willard Keith (DD-775) - USS William B. Preston (DD-344) - USS William C. Lawe (DD-763) - USS William D. Porter (DD-579) - USS William H. Bates (SSN-680) - USS William H. Standley (DLG-32) - USS William Jones (DD-308) - USS William M. Wood (DD-715) - USS William R. Rush (DD-714) - USS Williams (DD-108) - USS Williamson (DD-244) - USS William V. Pratt - USS William V. Pratt (DDG-44) - USS William V. Pratt (DL-13) - USS Willis A. Lee - USS Willis A. Lee (DD-929) - USS Willis A. Lee (DL-4) - USS Will Rogers (SSBN-659) - USS Wilmington - USS Wilmigton (CL-79) - USS Wilmigton (CL-111) - USS Wilson (DD-408) - USS Wiltsie (DD-716) - USS Windham Bay (CVE-92) - USS Tingey (DD-539) - USS Winnebago (1863) - USS Winslow - USS Winslow (DD-53) - USS Winslow (DD-359) - USS Winston S. Churchill (DDG-81) - USS Wisconsin - USS Wisconsin (BB-9) - USS Wisconsin (BB-64) - USS Witek (DD-848) - USS Wood (DD-317) - USS Woodbury (DD-309) - USS Woodrow R. Thompson (DD-721) - USS Woodrow Wilson (SSBN-624) - USS Woodworth (DD-460) - USS Woolsey - USS Woolsey (DD-77) - USS Woolsey (DD-437) - USS Worcester (CL-144) - USS Worden - USS Worden (DD-16) - USS Worden (DD-288) - USS Worden (DD-352) - USS Worden (DLG-18) - USS Wren (DD-568) - USS Wright - USS Wright (AV-1) - USS Wright (CVL-49) - USS Wyalusing (1863) - USS Wyandotte (1864) - USS Wyoming - USS Wyoming (1860.) - USS Wyoming (BM-10) - USS Wyoming (BB-32) - USS Wyoming (SSBN-742) - USS Yale (1889) - USS Yankee - USS Yankee (1861) - USS Yankee (1892) - USS Yarborough (DD-314) - USS Yarnall - USS Yarnall (DD-143) - USS Yarnall (DD-541) - USS Yazoo (1865) - USS Yorktown - USS Yorktown (1839) - USS Yorktown (1889) - USS Yorktown (CV-5) - USS Yorktown (CG-48) - USS Yorktown (CV-10) - USS Yosemite (1892) - USS Young - USS Young (DD-312) - USS Young (DD-580) - USS Youngstown (CL-94) - USS Yuma - USS Yuma (1865) - USS Yuma (ATF-94) - USS Zaanland - USS Zaca - USS Zafiro - USS Zahma - USS Zane (DD-337) - USS Zaniah - USS Zanzibar - USS Zara - USS Zaurak - USS Zeal - USS Zebra - USS Zeelandia - USS Zeilin (DD-313) - USS Zelima - USS Zellars (DD-777) - USS Zenda - USS Zenith - USS Zenobia - USS Zeppelin - USS Zeta - USS Zeus - USS Zigzag - USS Zillah - USS Zipalong - USS Zircon - USS Zirkel - USS Zita - USS Zizania - USS Zoraya - USS Zouave - USS Zrinyi - USS Zuiderjik - USS Zumbrotra - USS Zuni - Robert Urquhart - ustaši - Uzi -

## V
V1 - V2 - VAB VTT GIAT - Gustav von Vaerst - Valmet M76 - Alexander Archer Vandegrift - Georges Vanier - Aleksander Grigorjevič Vasiljčenko - Aleksander Mihajlovič Vasiljevski - Vasilij II. Bulgaroktonos - Nikolaj Fjodorovič Vatutin - Jurij Vega - Rajko Velikonja - Anton Vereš - verifikacijski center SV - Jakov Iljič Vernikov - verska vojna - Edward Very - veteran vojne za Slovenijo - Friedrich Vetterli - Philip Vian - viceadmiral - Heinrich-Gottfried Vietinghoff-Scheel - Vietminh - vietnamski letalski asi vietnamske vojne - Pavel Vindišar - Eugene-Emmanuel Violett le Duc - visokomobilno mnogoopravilno kolesno vozilo - višji praporščak - višji vodnik - višji štabni praporščak - višji štabni vodnik - viteški križec - Andrej A. Vlasov - vlečna artilerija - vod - vodikova bomba - vodnik - Bojan Vogrinc - vohun - vohunska ladja - vohunski satelit - vohunsko letalo - vohunstvo - vojak - vojaška operacija - vojaška taktika - vojaška tehnologija - vojaška tehnologija druge svetovne vojne - vojaška zdravstvena služba SV - vojskovodja - vojaška akademija - vojaška evidenčna dolžnost - vojaška industrija - vojaška letala - vojaška medicina - vojaška nebojna vozila - vojaška odlikovanja - vojaška odlikovanja Sovjetske zveze - vojaška odlikovanja Združenega kraljestva - vojaška odlikovanja Združenih držav Amerike - vojaška plovila - vojaška policija - vojaška strategija - vojaška šola - vojaška taktika - vojaška tehnologija - vojaška tehnologija druge svetovne vojne - vojaška terminologija - vojaška uprava - vojaška vozila - vojaška zdravstvena služba SV - vojaška enota - vojaške formacije - vojaške kratice na A - vojaške kratice na B - vojaške kratice na C - vojaške kratice na Č - vojaške kratice na D - vojaške kratice na E - vojaške kratice na F - vojaške kratice na G - vojaške kratice na H - vojaške kratice na I - vojaške kratice na J - vojaške kratice na K - vojaške kratice na L - vojaške kratice na M - vojaške kratice na N - vojaške kratice na O - vojaške kratice na P - vojaške kratice na Q - vojaške kratice na R - vojaške kratice na S - vojaške kratice na Š - vojaške kratice na T - vojaške kratice na U - vojaške kratice na V - vojaške kratice na W - vojaške kratice na X - vojaške kratice na Y - vojaške kratice na Z - vojaške kratice na Ž - vojaške ladje - vojaške oznake - vojaške podmornice - vojaške vaje Slovenske vojske - vojaške vede - vojaške veščine - vojaški ataše - vojaški čini - vojaški helikopterji - vojaški izrazi na A - vojaški izrazi na B - vojaški izrazi na C - vojaški izrazi na Č - vojaški izrazi na D - vojaški izrazi na E - vojaški izrazi na F - vojaški izrazi na G - vojaški izrazi na H - vojaški izrazi na I - vojaški izrazi na J - vojaški izrazi na K - vojaški izrazi na L - vojaški izrazi na M - vojaški izrazi na N - vojaški izrazi na O - vojaški izrazi na P - vojaški izrazi na Q - vojaški izrazi na R - vojaški izrazi na S - vojaški izrazi na Š - vojaški izrazi na T - vojaški izrazi na U - vojaški izrazi na V - vojaški izrazi na W - vojaški izrazi na X - vojaški izrazi na Y - vojaški izrazi na Z - vojaški izrazi na Ž - vojaški zrakoplovi - vojaško sodišče - vojaško šolstvo - vojaško urjenje - vojašnica - vojašnica 26. oktober Vrhnika - vojašnica Cerklje ob Krki - vojašnice Slovenske vojske - vojašnica Šentvid - vojna - vojna mornarica - vojna mornarica Združenega kraljestva - vojna mornarica Združenih držav Amerike - vojna zgodovina - vojni ataše - vojne ladje - vojne v bivši Jugoslaviji - vojni ujetniki - vojni zločinec - vojni zločin - vojno pravo - vojno letalstvo - vojska - vojska Združenih držav - vojske sveta - vojskovanje - Volksgewehr - Volkssturm - Nikolaj Nikolajevič Voronov - Kliment Jefremovič Vorošilov - vprašanje vesti - vrhovni poveljnik - Vz 52 -

## W
Waffen-SS - William Wallace - Albert Wallenstein - Barnes Wallis - Walther MP-K - Walther MP-P - Walther Warlimont - George Washington - Archibald Percival, vikont Wavell - James Webley - Philip Webley - Arthur Wellesley Wellington - Wehrwolf - Daniel Wesson - Wehrmacht - Maximilian von Weichs - Maxime Weygand - Franklin Wharton - Eli Whitney - Frank Whittle - Joseph Whitworth - Henry Maitland Wilson - Orde Charles Wingate - Erwin von Witzleben - Karl Wolff -

## Z
Vasilij Aleksandrovič Zajcev - zalivska vojna - Zastava - Zastava M 70 - Zastava M76 - Zavezniški nadzorni svet - Alojz Završnik - Nikolaj Završnik - zažigalno orožje - zdravstvena enota Slovenske vojske - Združeni štab oboroženih sil ZDA - Jacob Zeilin - Kurt Zeitzler - Vinko Zevnik-Viktor Železnik - zgodnje ostrostrelne puške - zgrabi in izvleci - Miloš Zidanšek-Vencelj - Ronald Zlatoper - znaki usposobljenosti Slovenske vojske - znak za zasluge pri organiziranju nove TO RS - Cveto Zorko - zračna konjenica - zračna obramba - zračni desant - zračnodesantne enote - zračnoprevozna divizija - zračnoprevozne enote - zračnopristajalne enote - ZSČ - Šaka Zulu - Zveza častnikov Slovenije - Zveza veteranov vojne za Slovenijo - Zveza višjih vojaških starešin - Zvezni preiskovalni urad - ZVVS -

## Ž
Stane Žagar - Zvonko Žagar - železni križec - Georgij Nikanorovič Židov - živosrebrni fulminat - Jan Žižka - Georgij Konstantinovič Žukov - Jožef Žunkovič -